# Duomo di Messina
La basilica cattedrale di Santa Maria Assunta o duomo di Messina, è il duomo dell'arcidiocesi di Messina-Lipari-Santa Lucia del Mela. Sorge nel centro storico di Messina, prospetta con la facciata ed il campanile sull'ampia piazza del Duomo. Il campanile ospita l'orologio astronomico più grande e complesso del mondo.
Nel giugno del 1947 papa Pio XII l'ha elevata alla dignità di basilica minore.
Al suo interno è custodito il secondo organo a canne più grande di tutta l'Italia.

## Storia

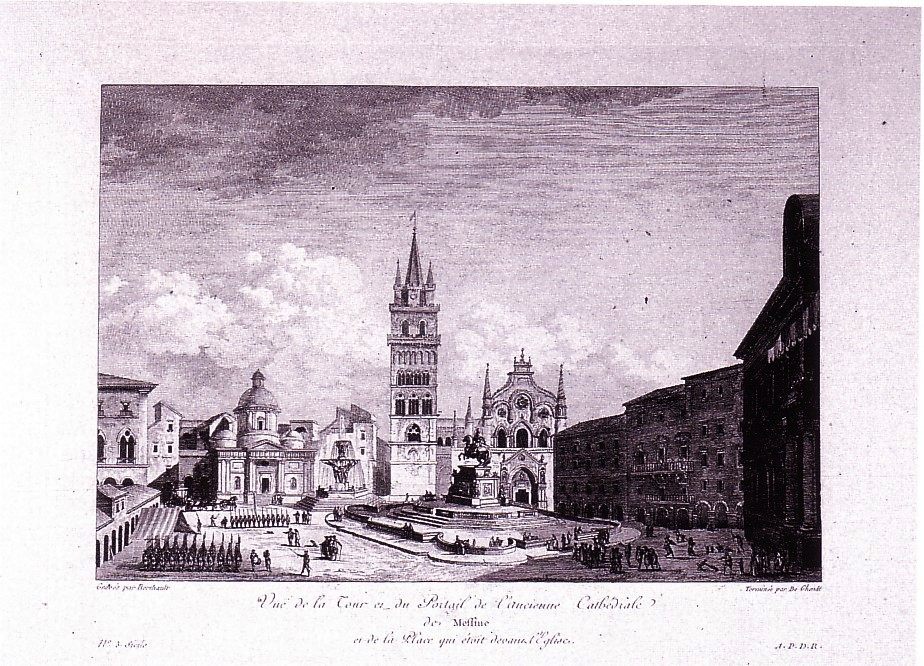
Il duomo prima del terremoto del 1783

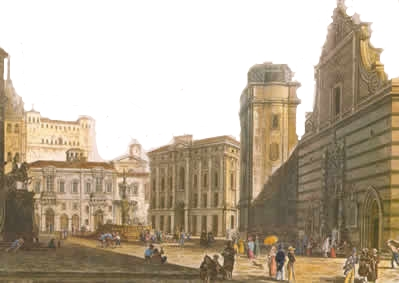
Il duomo dopo il terremoto del 1783

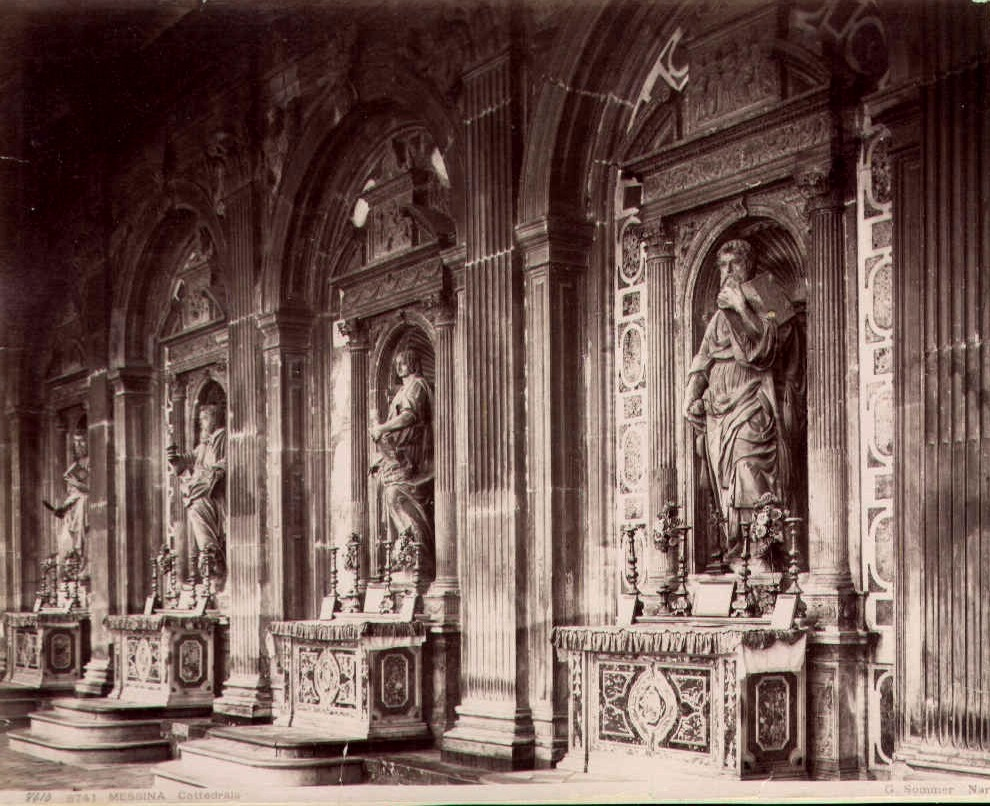
Interni del duomo. L'apostolato del Montorsoli prima dei bombardamenti anglo-americani del 1943

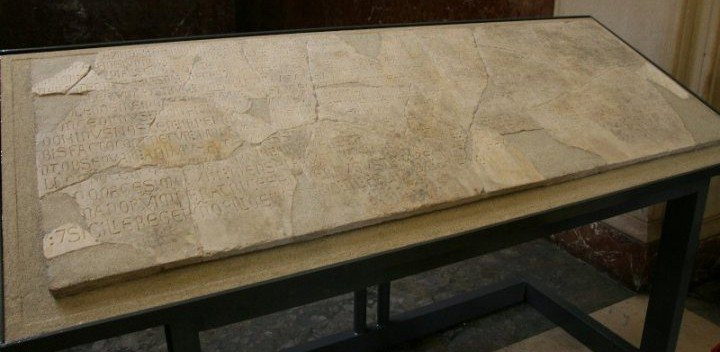
Lapide di Costanza d'Altavilla (1198).

Il Tempio è dedicato a Dio col titolo di Nostra Signora Assunta in Cielo altrimenti noto fino alla rivolta antispagnola (1678) come «Chiesa di Santa Maria la Nuova».

### Periodo bizantino
Il tempio protometropolitano è edificato durante l'Impero di Giustiniano I, sotto il pontificato di Papa Bonifacio II per opera di Belisario nell'anno 530. Anno determinato dal rinvenimento di alcune monete d'oro sepolte alla base di una delle due torri del tempio. Esiodo all'inizio del VII secolo a.C. documenta il Tempio di Nettuno sulla «Riviera del Faro». Il riutilizzo del materiale di risulta e le colonne, trasferiti nell'attuale sito, costituirono le basi per l'edificazione del tempio cristiano.

### Periodo islamico
Durante i due secoli dell'emirato islamico di Sicilia la costruzione è stata miseramente devastata, verosimilmente per essere trasformata in moschea, così come accade per la cattedrale metropolitana della Santa Vergine Maria Assunta di Palermo.
La recrudescenza dei ripetuti assalti saraceni, le restrizioni culminate nelle limitazioni delle forme di culto cristiano, imposero alla stessa stregua della corte vescovile palermitana rifugiatasi a Monreale, il trasferimento della sede vescovile messinese che si insediò presso l'interna diocesi di Troina. Il contesto storico vede il Val Demone già privato in epoca bizantina delle diocesi soppresse di Mylae e Tyndaris; Hyccara, Thermae, Tauromenion e Leontinoi, soppresse dai vari Emiri islamici e non più ripristinate, dopo la conquista normanna, sotto re Ruggero II e i suoi successori.
Un'ampia porzione di territorio costituito dal litorale settentrionale dell'isola rimase soggetto alla sola sede di Panormus temporaneamente trasferita presso l'Aghia Kiriaki di Monreale. Le diocesi di Cephaloedium e Lipari sono soppresse per poi essere nuovamente fondate solo dopo la costituzione del Regno di Sicilia, le diocesi di Patti e quella di Santa Lucia del Mela saranno istituite rispettivamente dalla Dinastia normanna degli Altavilla la prima, e dalla Dinastia sveva la seconda. La definitiva cacciata degli arabi comporta il insediamento della curia diocesana in città, il titolo e la cattedra vescovile sono trasferiti alla chiesa di San Nicolò all'Arcivescovado, status che passerà alla restaurata chiesa di Santa Maria La Nova alla consacrazione del 1197.

### XI-XII secolo
Dopo svariati tentativi successivi al 1060, nel 1072 il gran conte Ruggero conquista la città, sottraendola al dominio islamico, e restituisce la chiesa al culto cristiano avviando di fatto l'inizio della costruzione di quello che diventerà il potente Regno di Sicilia governato dai suoi successori dinastici. Viene costruita una nuova chiesa perché la precedente versava in un «miserabile stato» dopo la profanazione e i guasti apportati dai Saraceni, come risulta da privilegio reale di fondazione del 1096.
La sovranità di matrice cattolica costituisce l'impulso per l'edificazione di una serie di splendide cattedrali in Sicilia.

### XIII secolo
La solenne consacrazione avviene il 22 settembre 1197 sotto il pontificato di Papa Celestino III, presieduta dall'arcivescovo Bernardo di Masio, presenti l'imperatore e Re di Sicilia Enrico I, figlio di Federico Barbarossa, e la regina Costanza d'Altavilla ultima principessa degli Altavilla, a lui andata in sposa portando in dote il Regno di Sicilia.
In questo tempio Sant'Angelo da Gerusalemme nel 1220 impartì il battesimo a numerosi barbari saccheggiatori convertiti al cristianesimo, nel 1307 di un altro grande esponente dell'Ordine carmelitano furono celebrate le solenni esequie: Alberto degli Abati.
Le strutture originarie del sacro edificio, lungo il corso dei secoli, sono state oggetto di frequentissime trasformazioni, talora con l'aggiunta di elementi architettonici e decorativi che indulgevano al gusto del tempo. Ciò fu dovuto quasi sempre alle ferite inflitte da disastrosi eventi, soprattutto da terremoti, e alla conseguente necessità di ricostruire in tutto o in parte. Una successiva distruzione avviene nel 1254, provocata da un furioso incendio durante i funerali di re Corrado I di Sicilia. Re Manfredi s'impegna a ripristinare l'edificio nel 1260, con l'arcivescovo Guidotto de Abbiate ha inizio un periodo di lento ma, continuo arricchimento che durò sino a tutto il '500.

### Dal XIV secolo al periodo rinascimentale
Nella fabbrica sono introdotti elementi decorativi di grande rilievo, quali ventisei colonne di granito, mosaici policromi, una profusione di marmi mischi, le decorazioni del soffitto, gli splendidi portali, il rivestimento marmoreo a fasce bicrome della facciata, una selva di altari e altarini addossati alle colonne e alle superfici parietali. Mense, steli, cappelle, tombe e sepolcri furono numericamente ridimensionati a partire dalla realizzazione dell'imponente complesso dell'apostolato, il cui autore, Giovanni Angelo Montorsoli, discepolo e collaboratore di Michelangelo Buonarroti, costruì contemporaneamente alla splendida fontana di Orione che si ammira in piazza del Duomo.

### Dal periodo barocco al XIX secolo
Il campanile fu danneggiato da un fulmine nel 1558 e ricostruito nel 1564 da un disegno di Andrea Calamech. Il terremoto della Calabria del 27 marzo 1638 con tre scosse principali nello spazio temporale a cavallo tra vigilia e la Domenica delle Palme del marzo 1638, causa il crollo delle merlature, lo sfondamento del tetto, danni alla Cappella del Santissimo Sacramento, alla navata corrispondente e la morte di alcune persone. Scosse di pari intensità provocano ulteriori danni col sisma verificatosi appena tre mesi dopo.
Con la rivolta antispagnola il ricco patrimonio librario e documentale custodito nella torre campanaria, comprendente numerosi codici e pergamene con i privilegi della cattedrale e la biblioteca di Costantino Lascaris, fu requisito e trafugato in Spagna. La cella campanaria fu privata delle campane, restituite solo nel 1716 da Vittorio Amedeo di Savoia. Altri danni furono apportati al campanile dai due terremoti del Val di Noto del gennaio 1693 che interessarono l'intera Sicilia orientale.
Il fiorire del barocco determina la sovrapposizione di elementi che deturpano la nobiltà e semplicità delle linee: stucchi, cornici, putti, festoni, un'infinità di altari. In questo contesto si inseriscono i restauri commissionati nel 1682 dall'arcivescovo Giuseppe Cicala all'architetto napoletano Giovanni Andrea Gallo. Lavori che saranno in seguito definiti vandalismi perpetrati, atti a deturpare l'interno del duomo, ricoprendo intere superfici parietali non occupate da rivestimenti marmorei.
Anche qui, alla stessa stregua di una discutibile competizione tra capitali del Regno in tema di progetti architettonici arditi, come per la Basilica Primaziale cattedrale metropolitana della Santa Vergine Maria Assunta di Palermo, ci si prodigò nella realizzazione di una cupola fittizia ricavata nel sottotetto, deturpando l'impianto gotico - normanno dell'edificio preesistente. Il manufatto con intelaiatura in legno comportò la distruzione della copertura del transetto, la riduzione dei volumi, la contrazione degli spazi, l'appesantimento delle strutture con la trasformazione degli archi ogivali in archi a tutto sesto.
Breve sunto estratto dalla relazione circa la sacra regia visita di monsignor Giovanni Angelo de Ciocchis a Messina. Tra il 1741 e il 1743 l'incaricato regio compie per conto del re di Sicilia CarloIII una ricognizione generale di benefici e beni religiosi soggetti a patronato regio, all'interno dell'intero territorio siciliano e contemplati nella raccolta di atti e documenti denominati "Acta e Monumenta". Il condensato permette di riscoprire particolari dimenticati, quali sepolture, opere e manufatti, disposizioni di altari e patrocinio di santi, dei quali si è persa la memoria.
All'interno si contano ventitré altari, il maggiore è dedicato alla Vergine della Sacra Lettera Patrona principale della città e della diocesi con una cappella tutta di rame dorato e con pietre preziose incastonate. L'altare maggiore costituisce la sontuosa macchina che s'innalza con la sacra immagine di Nostra Signora della Lettera.
Il coro con due ordini: il superiore per i dignitari e i canonici, l'inferiore per i ministri e officiali di minor gerarchia, autore Georgius Venetus del 1540. Nel coro sono presenti tre sepolcri reali, uno è dell'Imperatore Corrado IV di Svevia Re di Sicilia morto nell'anno 1254. Uno della regina Antonia del Balzo moglie di Federico IV di Sicilia, il terzo è d'Alfonso II Re di Napoli.
Absidi minori del transetto:
- A destra al corno del Vangelo la "Cappella del Santissimo Sacramento" con altare delle Sante Reliquie.[21] Al di fuori gli altari di Sant'Alberto confessore[21] e l'altare del Redentore.[22]
- A sinistra al corno dell'Epistola la "Cappella di San Placido martire".[17] San Placido martire coi fratelli Santa Flavia, Sant'Eutichio e San Vittorino, gloriosi santi martiri patroni principali della città e della diocesi. Al di fuori l'altare di San Sebastiano martire[23] che per sua intercessione Messina è liberata dalla peste e l'altare dell'Assunzione della Beatissima Vergine Maria.

Nel titolo: a destra la "Cappella di nostra Signora Addolorata" sotto titolo della Pace comunemente detta della Pietà. A sinistra la "Cappella di nostro Signore Crocifisso". A seguire:
- Nell'ala destra vi è l'altare di San Pietro col seguito cinque altari dei Santi Apostoli. L'altare capofila verso l'ingresso è dedicato al glorioso precursore San Giovanni Battista.[23]
- Nell'ala sinistra vi è l'altare di San Paolo con seguito cinque altari dei Santi Apostoli. L'altare capofila verso l'ingresso è dedicato al glorioso martire San Vittorio de Angelica cittadino messinese.[22]

Sotto la tribuna vi è una cripta sostenuta con buone colonne, il tetto ornato con gusto. Vi sono in esso tre altari: il maggiore è dedicato a Dio col titolo di Nostra Signora della Sacra Lettera, a destra l'altare di Gesù Crocifisso, a sinistra l'altare di San Paolo apostolo.
Sacrestie:
- Al lato destro vi è una gran sacrestia fabbricata dall'arcivescovo Francesco Alvarez, segue l'altra sacrestia capitolare in cui vi è un piccolo altare con la rappresentazione dell'Adorazione dei Santi Re Magi.
- Al lato sinistro vi è l'antica sacrestia con la "Cappella di Santa Lucia vergine e martire" adibita alla custodia di quanto prezioso esista in chiesa, per questo denominata del Tesoro."»

Col terremoto della Calabria meridionale del 1783 una disastrosa scossa tellurica del copioso sciame sismico fece collassare gli ordini sommitali della torre campanaria. Lo scempio di una discordante cupola fu purtroppo riproposto con la ricostruzione da Gianfrancesco Arena, sfregio accompagnato dall'innalzamento dei due campanili laterali in corrispondenza delle absidi, progetto eseguito da Leone Savoia e Giacomo Fiore architetti.
In tale frangente le funzioni di cattedrale furono svolte dalla sede temporanea, costruita provvisoriamente presso la villa dell'Arcipescheria, causa la distruzione del Palazzo Arcivescovile e della chiesa di San Nicolò all'Arcivescovado, causate dallo stesso evento. La tozza base del campanile fu distrutta nel 1863.
Negli ultimi decenni del XIX secolo sono stati eseguiti lavori di restauri diretti da Giuseppe Patricolo.

### Epoca contemporanea
Il terremoto della Calabria meridionale del 1894 provocò dei danni nella parte superiore della facciata principale.
All'alba del 28 dicembre 1908, alle prime scosse del terremoto di Messina, l'edificio resistette ma subì gravissimi danni tra cui il totale collasso del tetto, perdita di buona parte delle absidi e crollo totale della parte superiore della facciata (ricostruita in maniera momentanea nel 1906 in attesa dei lavori di ristrutturazione atti a riportare il tempio alle sue linee originarie). La ricostruzione, operata negli anni venti, riportò, come già programmato prima del terremoto, il tempio alle linee originarie. Grazie a pazienti opere di restauro fu possibile recuperare quasi tutte le opere d'arte.
La commissione incaricata a stilare il piano per la ricostruzione era costituita da Antonino Salinas, presidente, Giuseppe Rao e Francesco Valenti, sovrintendente ai monumenti della Sicilia, Pasquale Mallandrino, ispettore onorario ai monumenti di Messina, con la supervisione di Ernesto Basile. La ricostruzione fu avviata nel 1923 da Aristide Giannelli ex novo sul modello medievale, dopo i bombardamenti fu concepita come opera nuova sul disegno ed il ricordo di quella antica.
Una nuova distruzione e per certi aspetti più grave, la causarono gli eventi bellici. La notte del 13 giugno 1943 due spezzoni incendiari sganciati nel corso di un'incursione aerea alleata trasformarono in un rogo la cattedrale, inaugurata appena 13 anni prima: restarono solo le strutture perimetrali, la facciata e le absidi, mentre il soffitto e ciò che era stato recuperato dopo il terremoto fu quasi del tutto, a parte qualche opera d'arte, ridotto in cenere. Toccò all'Arcivescovo monsignore Angelo Paino, che aveva già fatto risorgere il tempio dalle macerie del terremoto, provvedere alla nuova ricostruzione. Il 13 agosto 1947 la Cattedrale è riaperta al culto e da papa Pio XII per essere insignita del titolo di basilica. Le statue, i marmi ed i mosaici sono quasi tutti, a parte qualcosa, delle pregevoli copie degli originali perduti. Nei cassettoni sono presenti dei dipinti opera di Salvatore Contino.
La mattina del 24 giugno 2011, in seguito ad una breve cerimonia, l'antica lapide dell'imperatrice Costanza d'Altavilla, datata 1198 e conservata fino al 1908 nello stesso Duomo di Messina, è stata restituita alla basilica cattedrale ed esposta nei pressi del trono arcivescovile.
Il suddetto monumento è realizzato in marmo di Paro ed è stato restaurato (2010) dal prof. Ernesto Geraci del Museo regionale di Messina. L'antico marmo ha ritrovato una giusta riqualificazione in seguito alla sua riscoperta, avvenuta nel 2007 per opera di tre cultori di storia patria messinese, Daniele Espro, Daniele Rizzo e Aurora Smeriglio.
Del tempio si annoverano numerose riconsacrazioni. Dopo quella operata in epoca normanna seguono:
- 13 agosto 1929, dopo la riedificazione operata successivamente il terremoto del 1908, presieduta dal legato pontificio cardinale Alessio Ascalesi coadiuvato dall'arcivescovo Angelo Paino;[26]
- 13 agosto 1947, dopo la ricostruzione effettuata in seguito ai bombardamenti della 2 guerra mondiale.[27]

Il 13 agosto di ogni anno il calendario liturgico regionale celebra la dedicazione della protometropolitana basilica cattedrale peloritana.

## Architettura

### Facciata

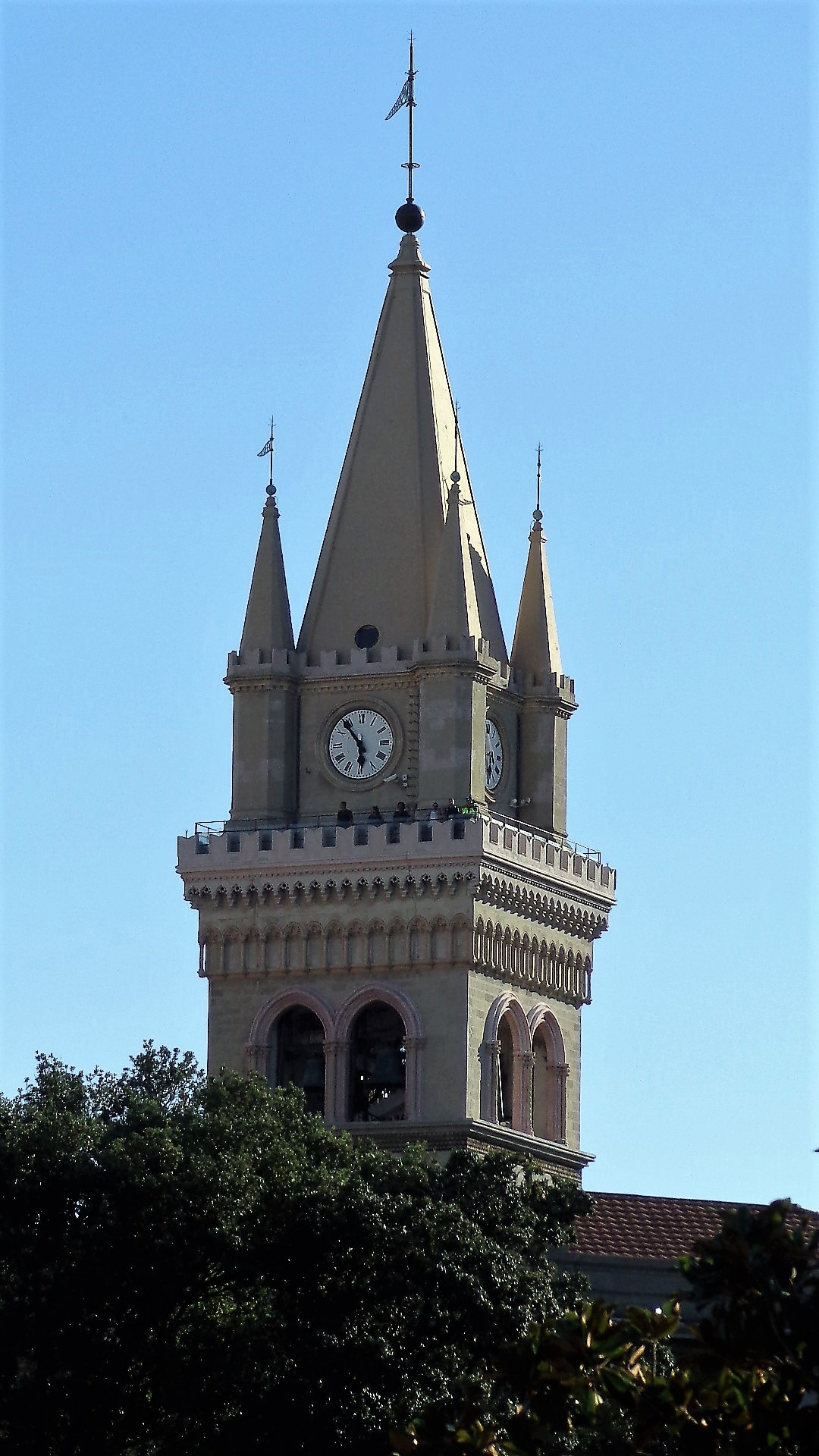
Guglia del Campanile vista dal Municipio.

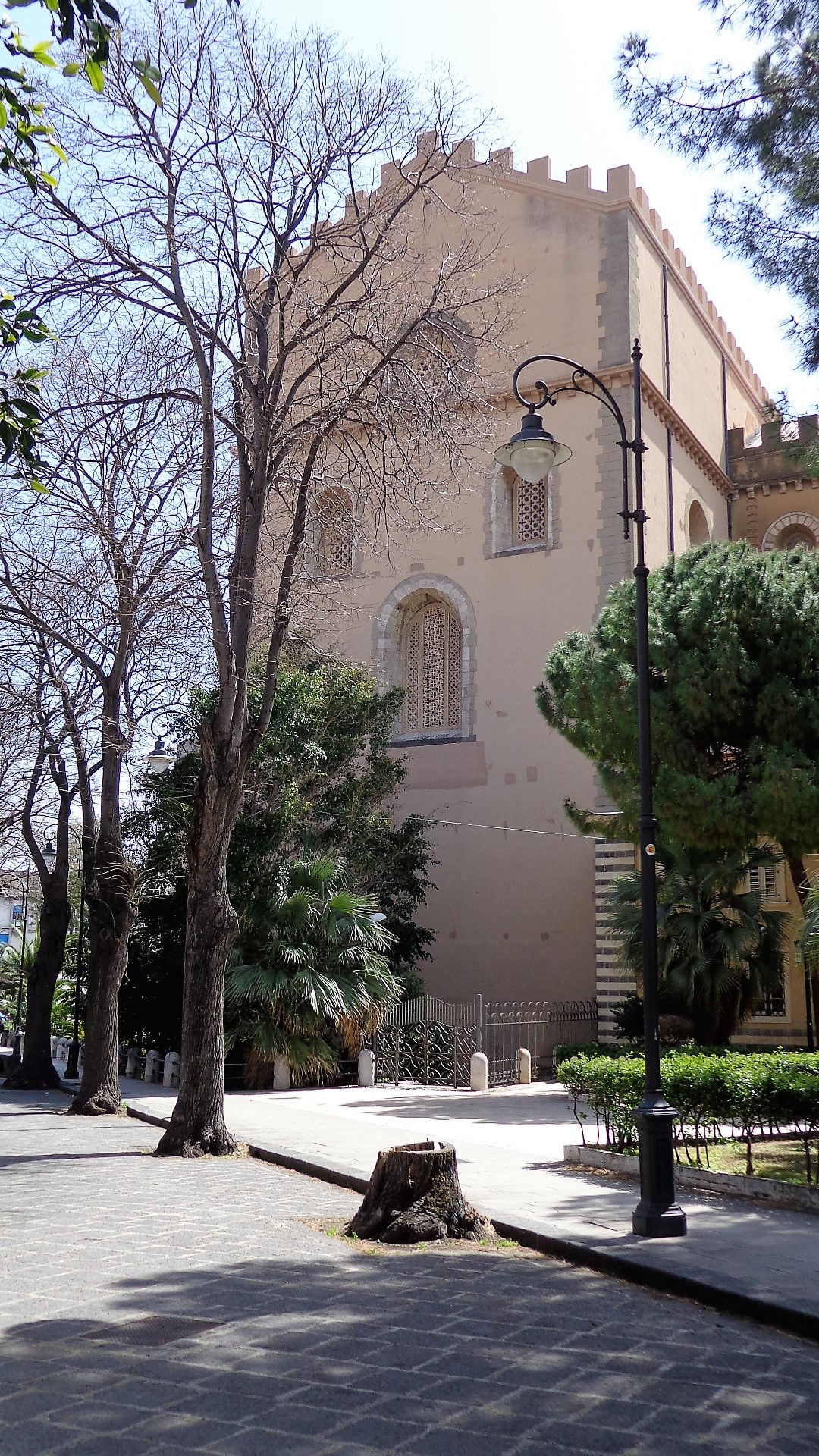
Transetto, esterno.

La cattedrale Romanica ha una facciata della cattedrale è presentata con una successione di spioventi, posti a differenti altezze, detta facciata a salienti, sormontata da una merlatura. La parte inferiore è decorata a liste orizzontali di marmi policromi a tarsie, mentre la parte superiore è tutta in pietra, con tre monofore gotiche e un rosone, arricchiti da eleganti transenne. In corrispondenza delle tre navate si aprono altrettanti portali gotici, le cui primitive porte disegnate e scolpite da Polidoro Caldara da Caravaggio. Il portale centrale del 1412 c. opera di Antonio Baboccio da Piperno è caratterizzato da una solida ed armonica impostazione di eleganti colonnine tortili con intrecci di motivi ornamentali e figure di santi, con ai due lati serie di edicole sovrapposte con statue di santi. Nell'architrave Cristo tra i quattro Evangelisti. Nella lunetta ogivale affrescata da Letterio Subba nel 1840 è posta una statua della Vergine col Bambino di Giovan Battista Mazzolo del 1534, sormontata dalla ricca cuspide decorata da un medaglione raffigurante l'Incoronazione della Vergine, opera di Pietro de Bonitate del 1468. Ai lati della lunetta sono collocate le statuette raffiguranti San Pietro e San Paolo apostoli, anch'esse opere del Mazzolo, nell'ordine superiore è presente l'Annunciazione distinta nell'Angelo Annunciante a sinistra e la Vergine Annunciata a destra. I pinnacoli si chiudono con una coppia di angeli, sul vertice al centro domina la figura di Dio Padre Onnipotente in atto benedicente. Le lunette dei portali laterali, invece, raffigurano san Placido e la Vergine Maria. I fianchi della cattedrale sono scanditi da una doppia fila di finestre a conci bicromi, mentre la merlatura e la leggera cornice, sostenuta da mensolette, conferiscono ritmo e coerenza a tutto l'insieme. Le strutture sono in cemento armato, con tamponamenti in mattoni.

### Campanile e orologio
- 1559, Colpito da un fulmine si incendiò per essere riedificato da Martino da Firenze,[32] attività di ricostruzione continuata nel 1564 da Andrea Calamech.
- 1674 - 1678, Con la rivolta antispagnola l'archivio storico della città ivi custodito fu depredato di tutte le raccolte, requisito e trafugato in Spagna. Il 9 gennaio 1679, Rodrigo Antonio de Quintana,[33][34] consultore di Sicilia, per ordine del viceré di Sicilia Francesco de Benavides, conte di Santisteban del Puerto, pose in essere il sequestro di tutte le carte e documenti allora custoditi nella torre campanaria della chiesa di Santa Maria Nuova, cattedrale di Messina. Il sequestro rientrava nel programma punitivo attuato dalla corona di Spagna contro la città peloritana, rea di fellonia e di lesa maestà per la ribellione a Carlo II in occasione dei moti insurrezionali.
- 1693, Altri danni furono apportati dai due terremoti del Val di Noto che nel mese di gennaio interessarono l'intera Sicilia orientale.
- 1783, Le numerose scosse sismiche del terremoto della Calabria meridionale di febbraio lo distrussero determinando il collasso degli ordini sommitali. Il tozzo campanile fu distrutto nel 1863 e in sua vece furono erette due torri neogotiche sopra le absidi laterali.
- 1908, Dopo le distruzioni operate dal terremoto di Messina la torre campanaria fu ricostruita nel luogo primitivo nella forma attuale.

### Dimensioni

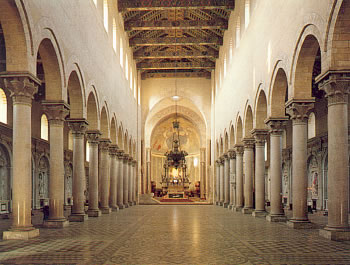
La navata centrale del duomo

Il sacro edificio presenta una pianta basilicale a tre navate, con transetto e tre absidi. Le dimensioni sono:
| Lunghezza massima esterna:       | 98 m.   |
| Altezza minima navata centrale:  | 26 m    |
| Altezza massima navata centrale: | 30 m.   |
| Altezza minima transetto:        | 30 m    |
| Altezza massima transetto:       | 35 m.   |
| Altezza del campanile:           | 67 m.   |
| Larghezza massima esterna:       | 34 m.   |
| Larghezza transetto esterna:     | 43,50 m |
| Altezza portale centrale:        | 18 m    |

Le tre navate sono divise da due file di tredici colonne ciascuna, che sorreggono ampi archi a sesto acuto; i capitelli in cemento hanno varietà di stile e di forma e sono copia fedele di quelli che, per la maggior parte, andarono distrutti, mentre alcuni sono conservati nella spianata del Museo regionale di Messina.

#### Navata
La navata centrale è coperta da un soffitto realizzato con capriate lignee dipinte e decorate con figure geometriche e raffigurazioni di alcuni santi ripristinando il primitivo medievale. A metà della sua lunghezza, sotto il colonnato di destra, è collocato il pulpito o pergamo rifacimento dell'originale di fine '500 attribuito ad Andrea Calamech, la scultura è decorata da ricchi arabeschi alla base, sul pilastro e sul capitello vi sono realizzati i volti di eresiarchi (nella primitiva realizzazione Maometto, Giovanni Calvino, Martin Lutero, Zuinglio), mentre nel riquadro della coppa sono presenti delle figure in rilievo.

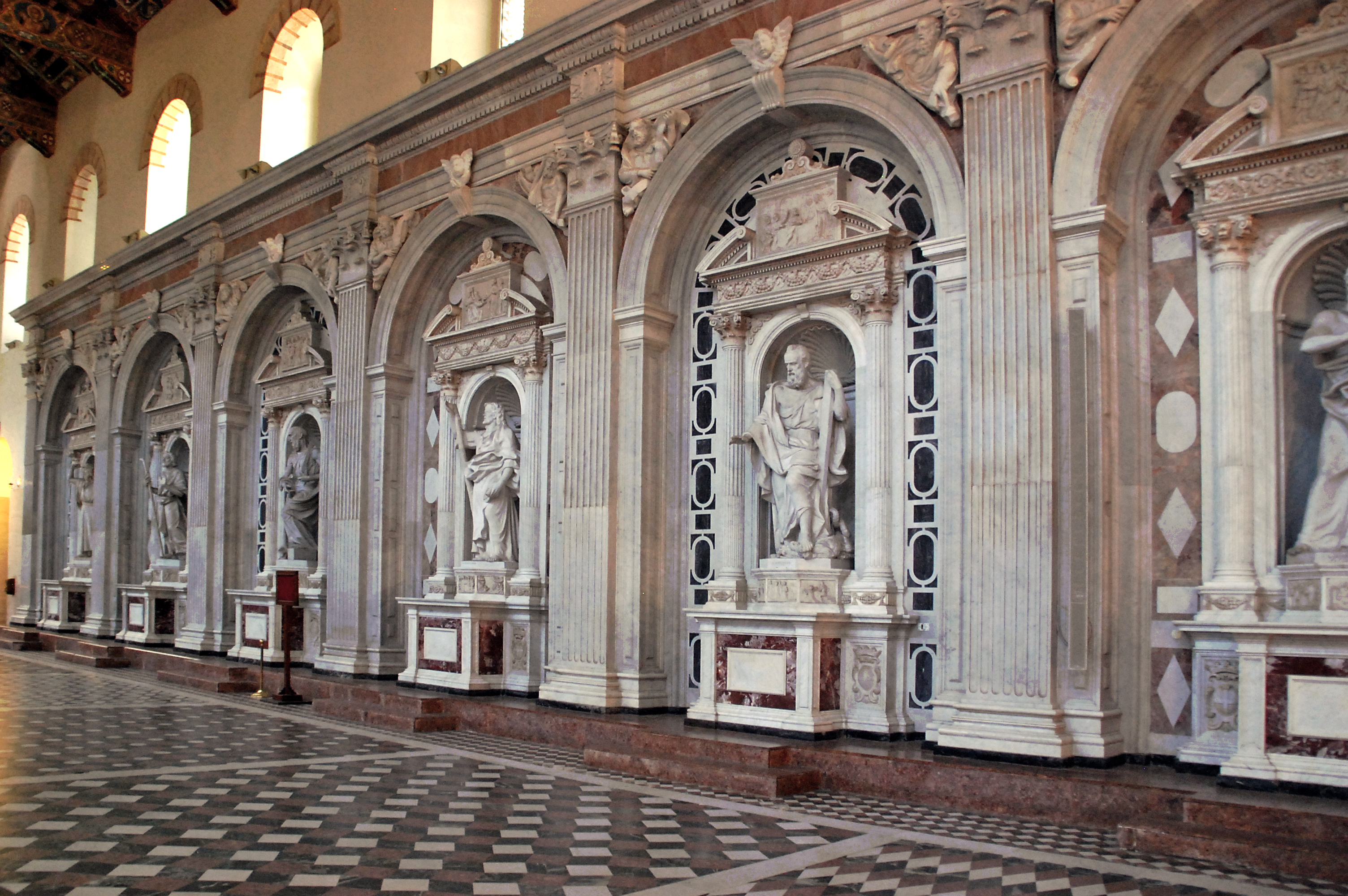
Scorcio della navata destra con il complesso dell'Apostolato del Montorsoli

Le pareti delle navate laterali sono arricchite dalle Cappelle dell'Apostolato, una serie di dodici nicchie (sei per navata) contenenti altrettante statue raffiguranti gli Apostoli. Il complesso è ideato e in parte eseguito da Giovanni Angelo Montorsoli tra il XVI e il XVIII secolo.
Dopo l'intervento di restauro in seguito al rovinoso Terremoto di Messina del 1908, è totalmente distrutto dall'incendio causato dal devastante bombardamento angloamericano del giugno 1943 durante il secondo conflitto mondiale. Ricostruito negli anni a cavallo tra il 1950 e il 1960, le statue sopra gli altari sono tutte di artisti contemporanei eccetto il "San Giovanni Battista".
La lunga teoria di pilastri paraste scanalati con capitelli corinzi sostiene un elaborato cornicione, ogni coppia delimita gli altari addossati alle arcate a tutto sesto corrispondenti a ciascuna luce fra colonne. A parte il personaggio biblico e qualche variazione di forme di tarsie e cromie di marmi, gli altari si presentano pressoché identici: la mensa con penisola e paliotto squadrato centrale, ai lati gli stemmi coronati della città di Messina, basamento sfaccettato con bassorilievi. La sopraelevazione è costituita da colonne scanalate e capitelli corinzi reggenti un architrave finemente scolpito con motivi floreali. Il tutto delimita la nicchia con decorazione a conchiglia simboleggiante il pellegrinaggio. L'architrave è sormontato da timpano spezzato ad arco con volute terminali verso l'interno. Costituisce stele intermedia bassorilievo raffigurante scena biblica, a sua volta sormontata da riccioli, volute e pinnacoli simmetrici con disco solare finale. Incassati sullo sviluppo del semiarco due altorilievi, pietra di volta con modanature e testa di putto alata.

#### Navata destra
- Prima campata: vuota.
- Seconda campata: vuota.

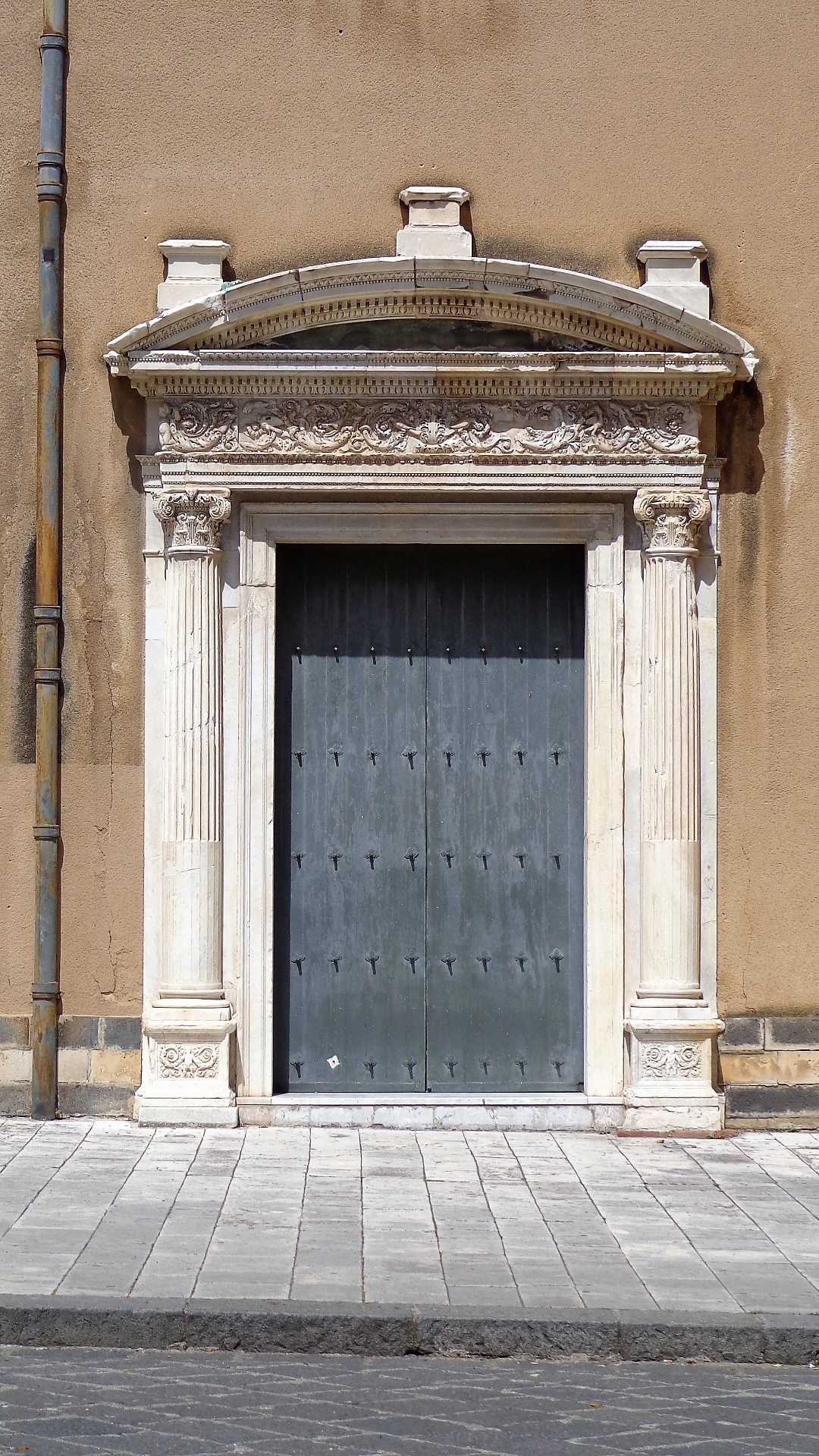
Portale laterale destro.

- Terza campata: Altare di San Giovanni Battista di Antonello Gagini[38][39] opera del 1525 commissionata da Giovanni Giacomo Campagna, unica statua e altare superstiti al bombardamento e incendio del 13 giugno 1943.
- Quarta campata: ingresso laterale destro.
- Quinta campata: Altare di San Giuda Taddeo, la statua di Domenico Maria Lazzaro opera del 1948 sostituisce quella di Ignazio Buceti del XVIII secolo.[25][38]
- Sesta campata: Altare di San Matteo, la statua di Giuseppe Ciocchetti sostituisce quella di Antonino Amato del XVIII secolo.[38]
- Settima campata: Altare di San Giacomo minore, la statua di Biagio Poidimani sostituisce quella di Nicolò Francesco Maffei del XVII secolo.[25][38][40]
- Ottava campata: Altare di San Tommaso, la statua di Attilio Selva sostituisce quella di Nicolò Francesco Maffei del XVII secolo.[25][40][41]
- Nona campata: Altare di San Giacomo maggiore, la statua di Enrico Tadolini sostituisce quella di Giulio Scalzo del XVI secolo.[25][41][42]
- Decima campata: Altare di San Paolo, la statua di Pietro Canonica sostituisce quella di Martino Montanini del XVI secolo.[25][41][43]
- Undicesima campata: ingresso al vestibolo Museo del Tesoro. Portale della seconda metà del secolo XVI, ai lati due formelle provenienti dall'Apostolato raffiguranti "San Pietro che consegna il Vangelo a San Giacomo" e l'"Incredulità di San Tommaso". Di fronte, altro portale datato 1498, ai lati del quale sono presenti altre due formelle cinquecentesche provenienti dall'Apostolato, raffiguranti rispettivamente la "Caduta di San Paolo" e il "Martirio di San Giuda Taddeo".
- Dodicesima campata: Ottavo altare dedicato all'"Assunta", statua di N. Richero.[25] Dedicato all'Assunzione di Maria, rifacimento del primitivo altare commissionato dalla famiglia Spatafora con una statua della Vergine del 1610,[25][41] oggi nella nicchia dell'ancona è collocata la statua della Vergine Assunta contornata da un fregio recante una serie di angeli osannanti.
- Tredicesima campata: Addossato alla parete interna sinistra il "Monumento dei cinque Arcivescovi" del XV secolo, basamento in stile gotico con colonnine, archetti trilobati, capitelli fitoformi e fregi. Sacello eretto per ospitare il corpo dell'arcivescovo Iacopo Tudeschi.

Galleria dell'Apostolato navata destra, visione e ordine dall'abside al prospetto principale:

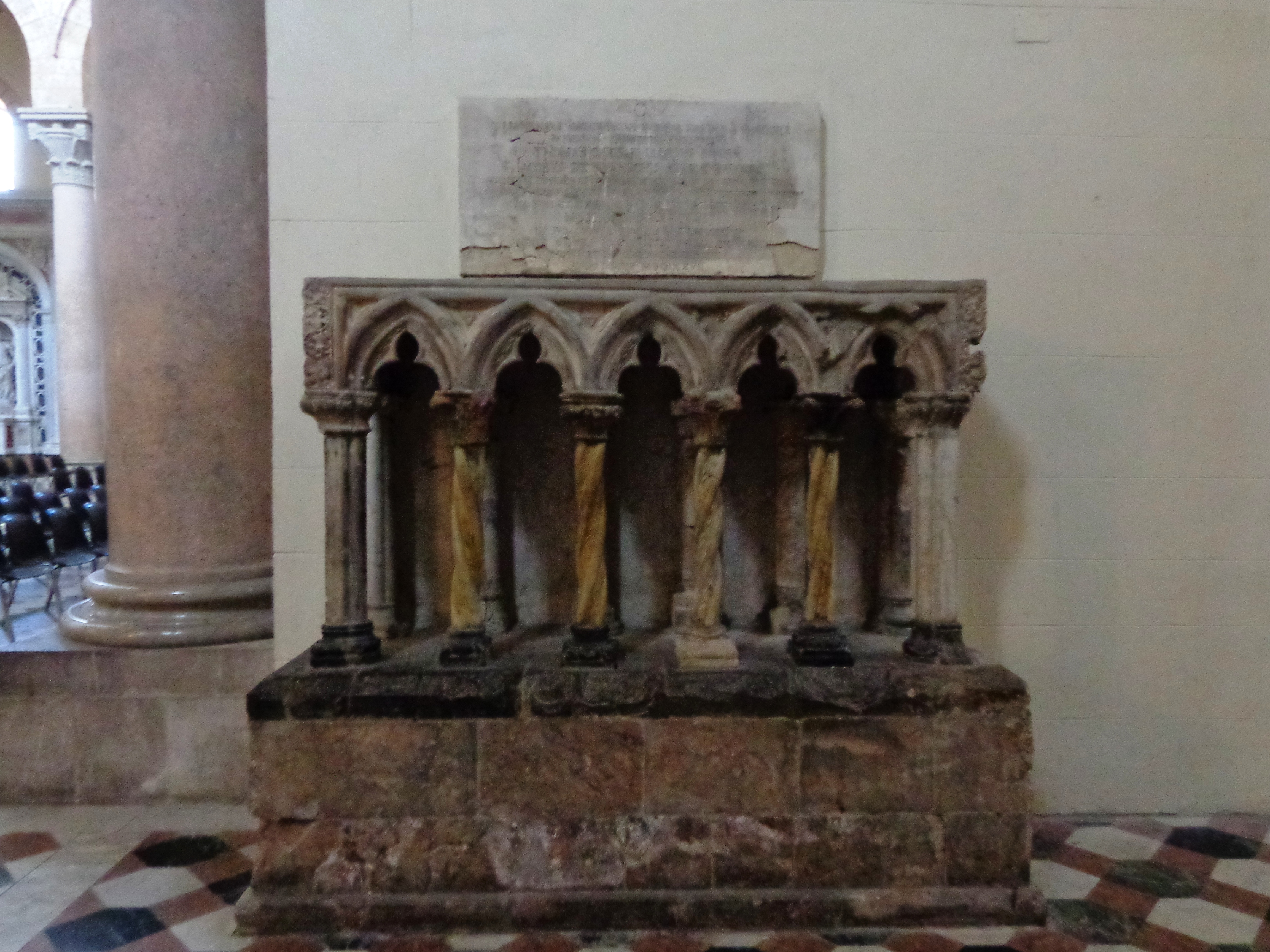
"Sacello dei cinque Arcivescovi"
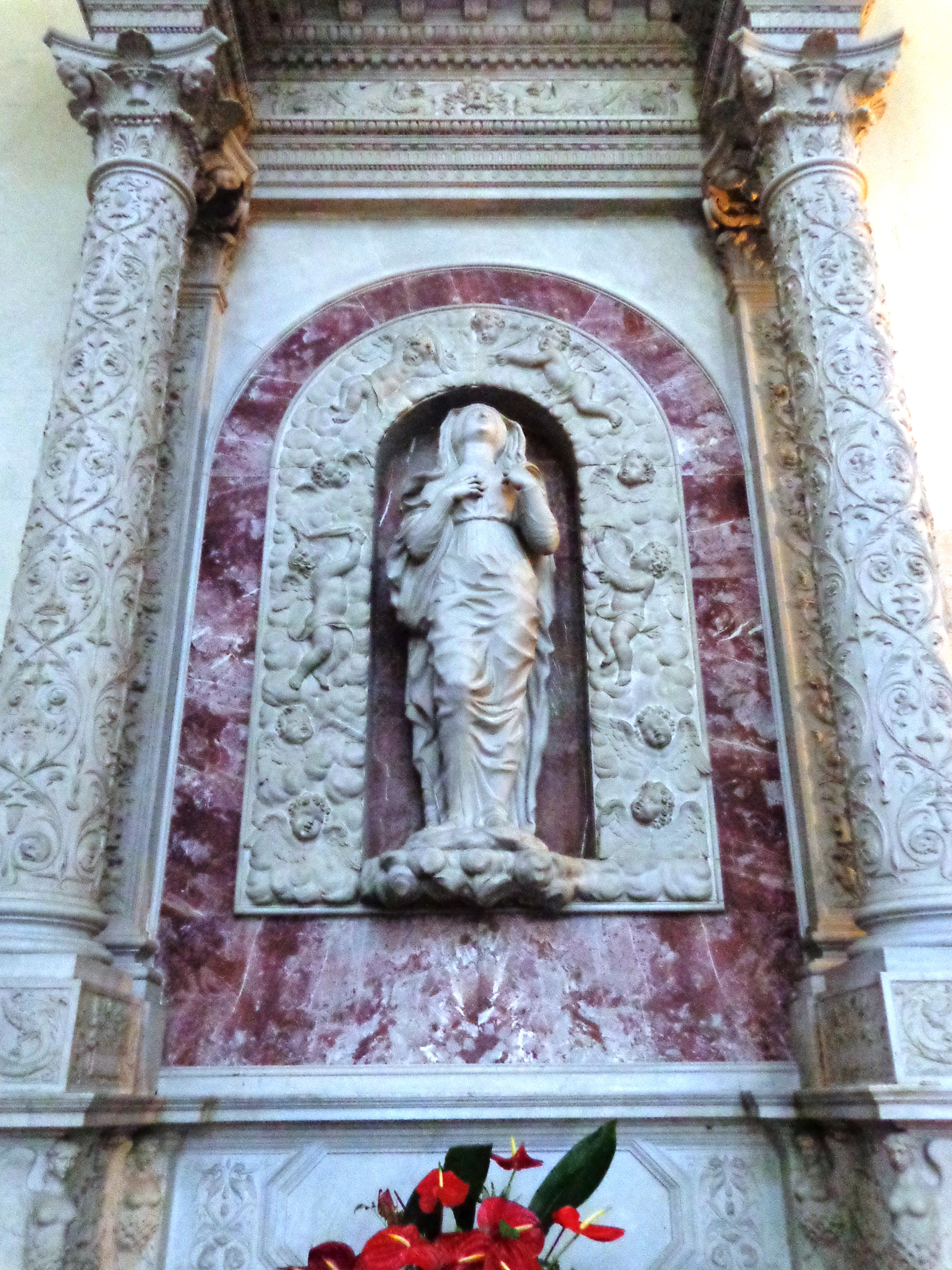
"Assunta"
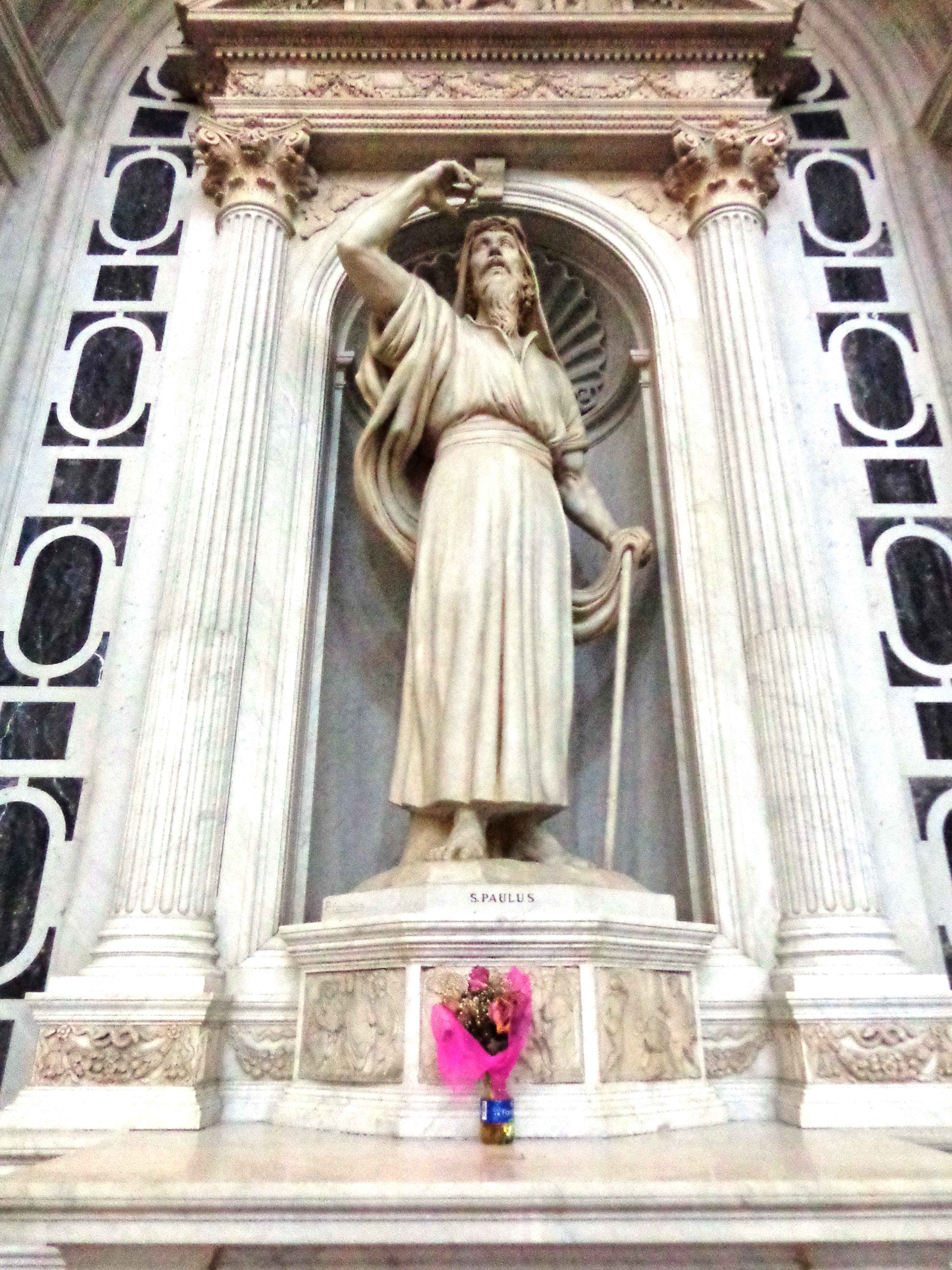
"San Paolo"
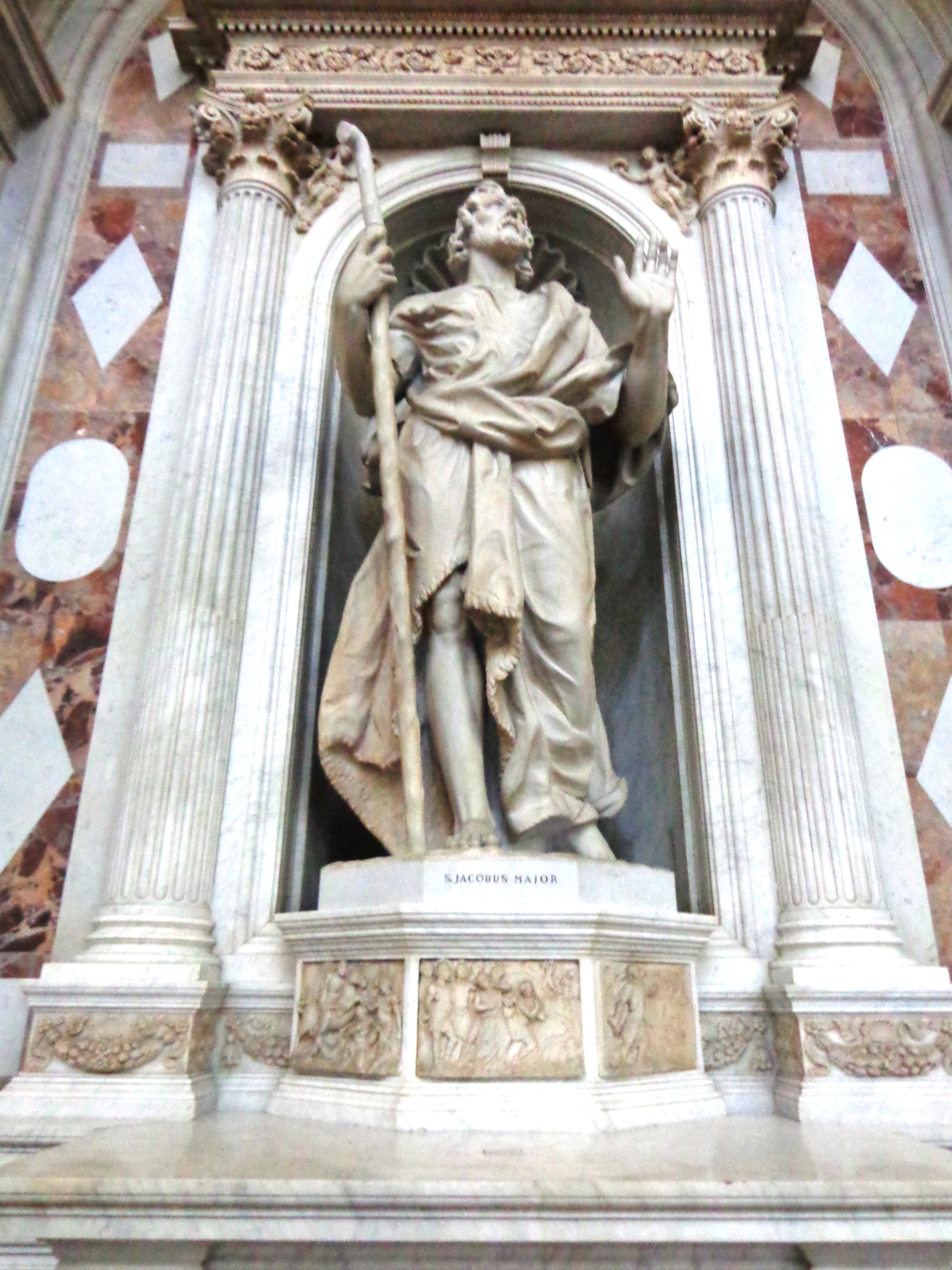
"San Giacomo Maggiore"
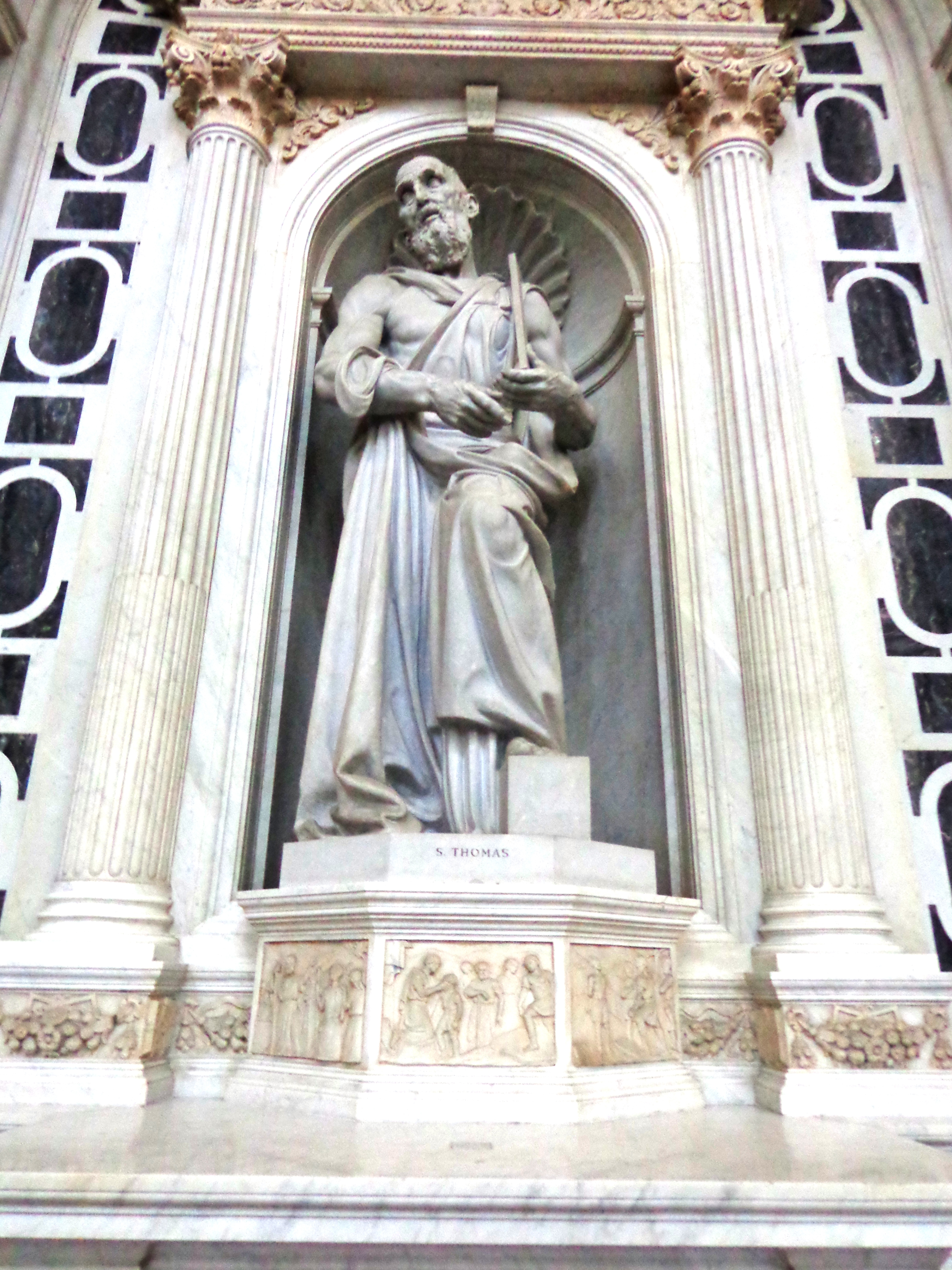
"San Tommaso"
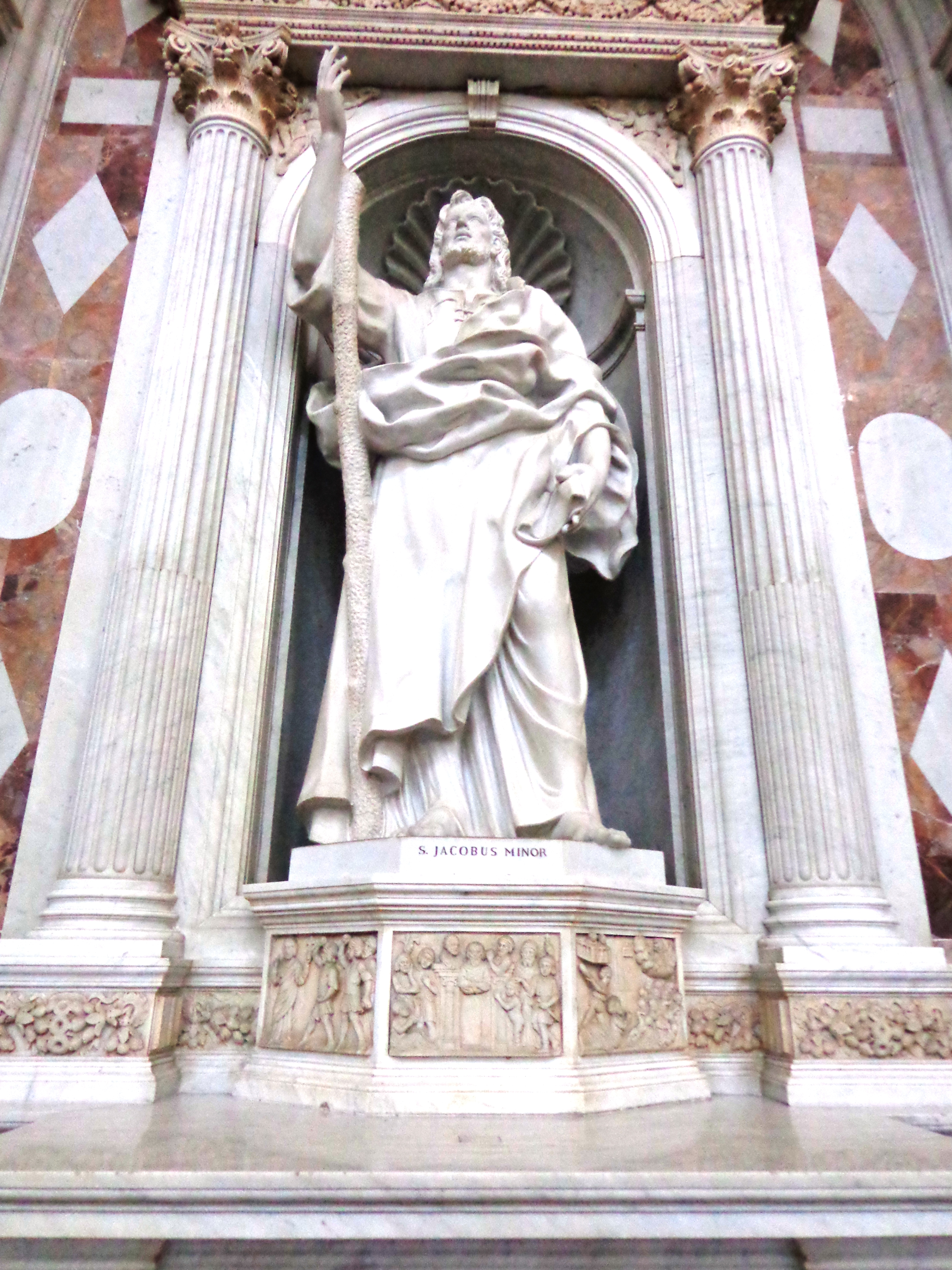
"San Giacomo Minore"
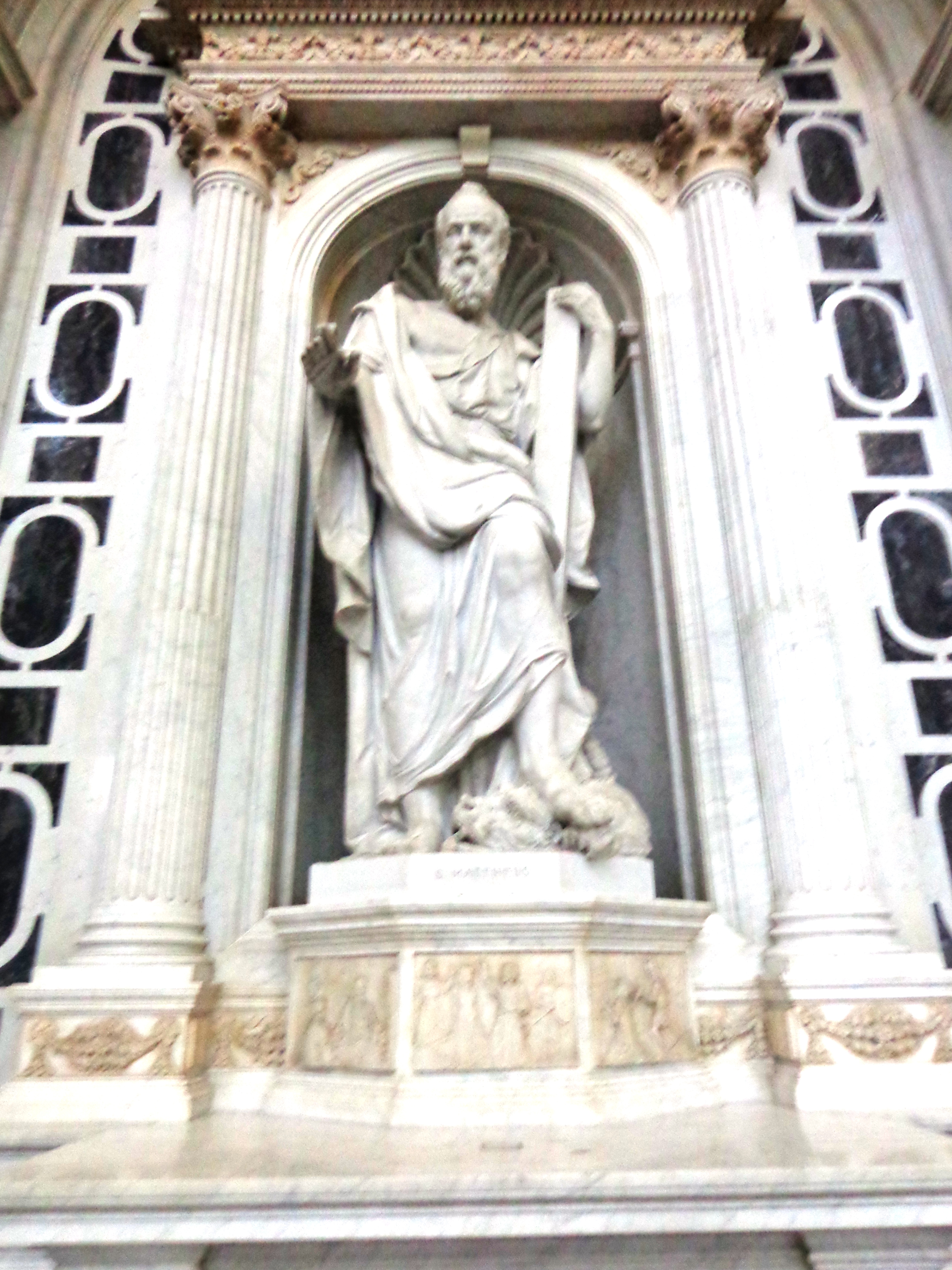
"San Matteo"
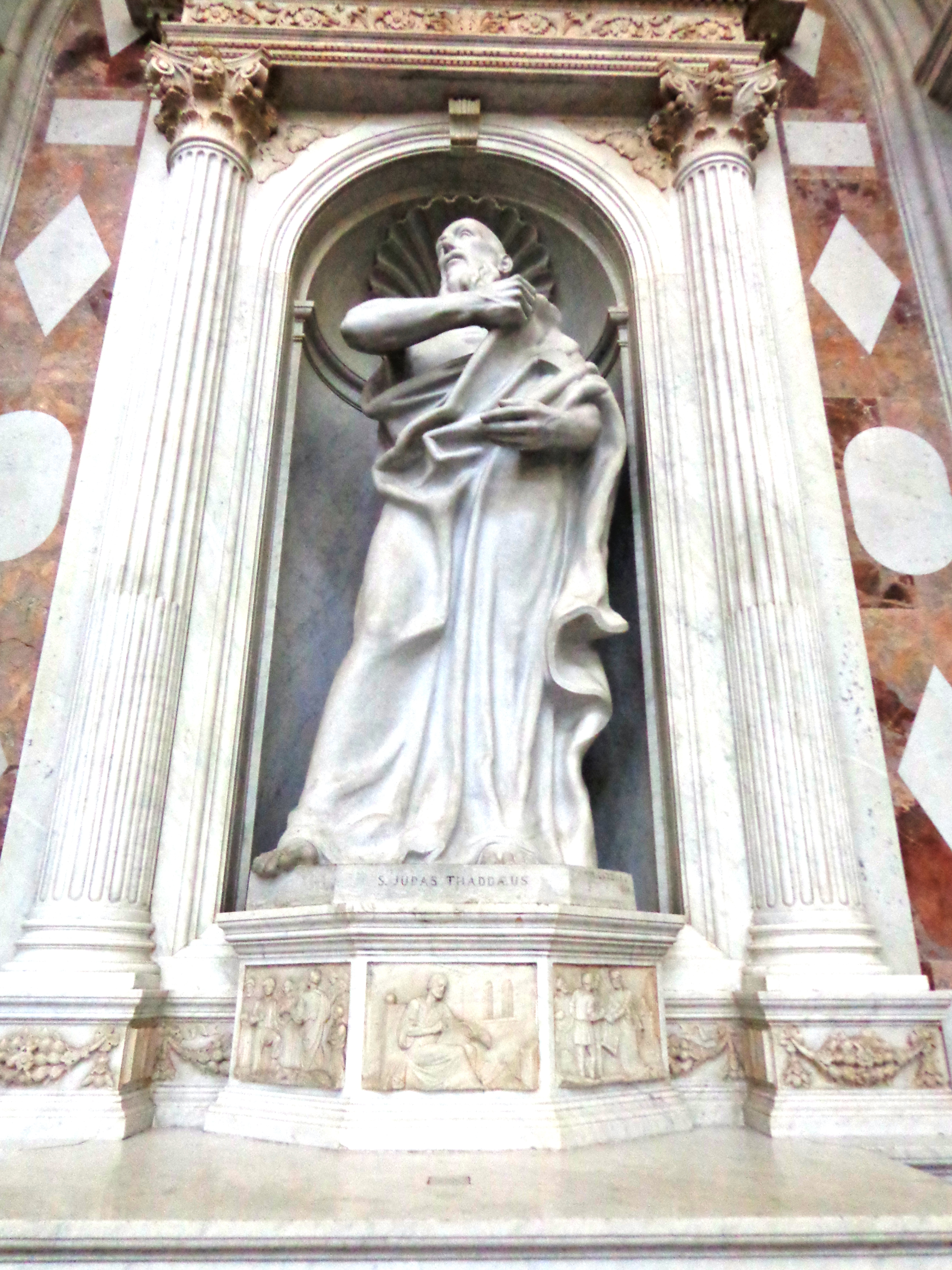
"San Giuda Taddeo"
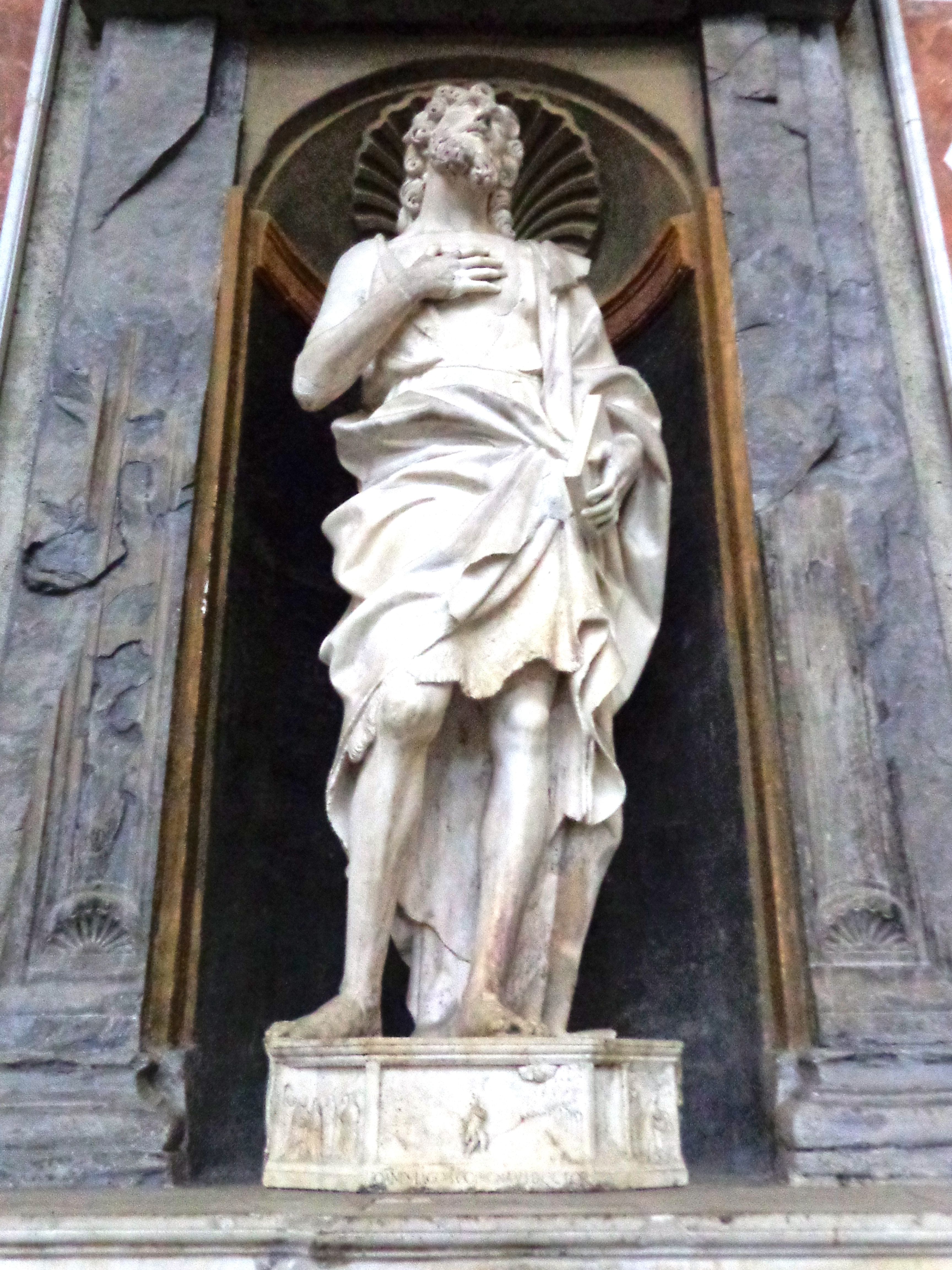
"San Giovanni Battista"

#### Navata sinistra
- Prima campata: vuota.
- Seconda campata: vuota.

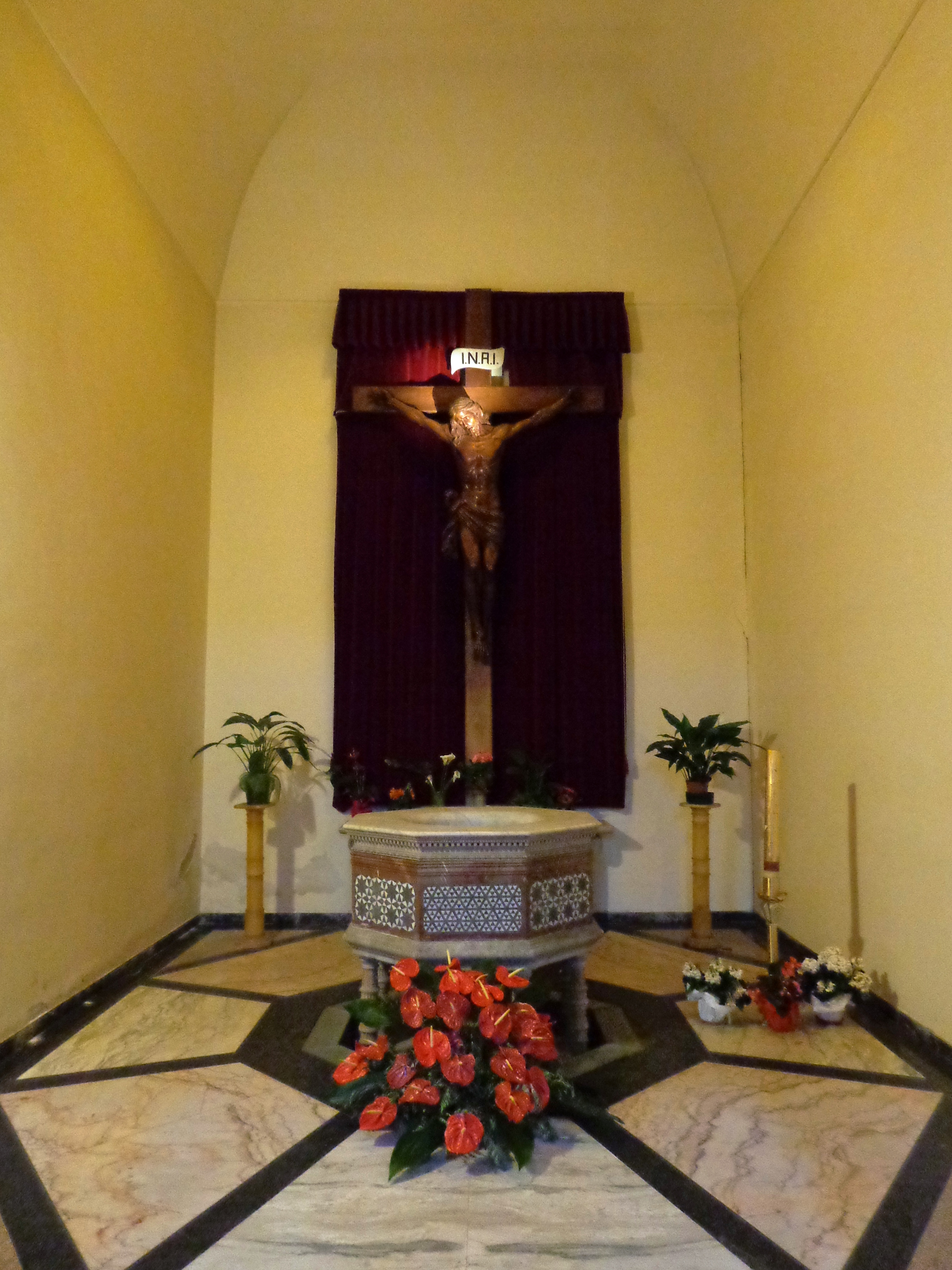
Cappella del Battistero.

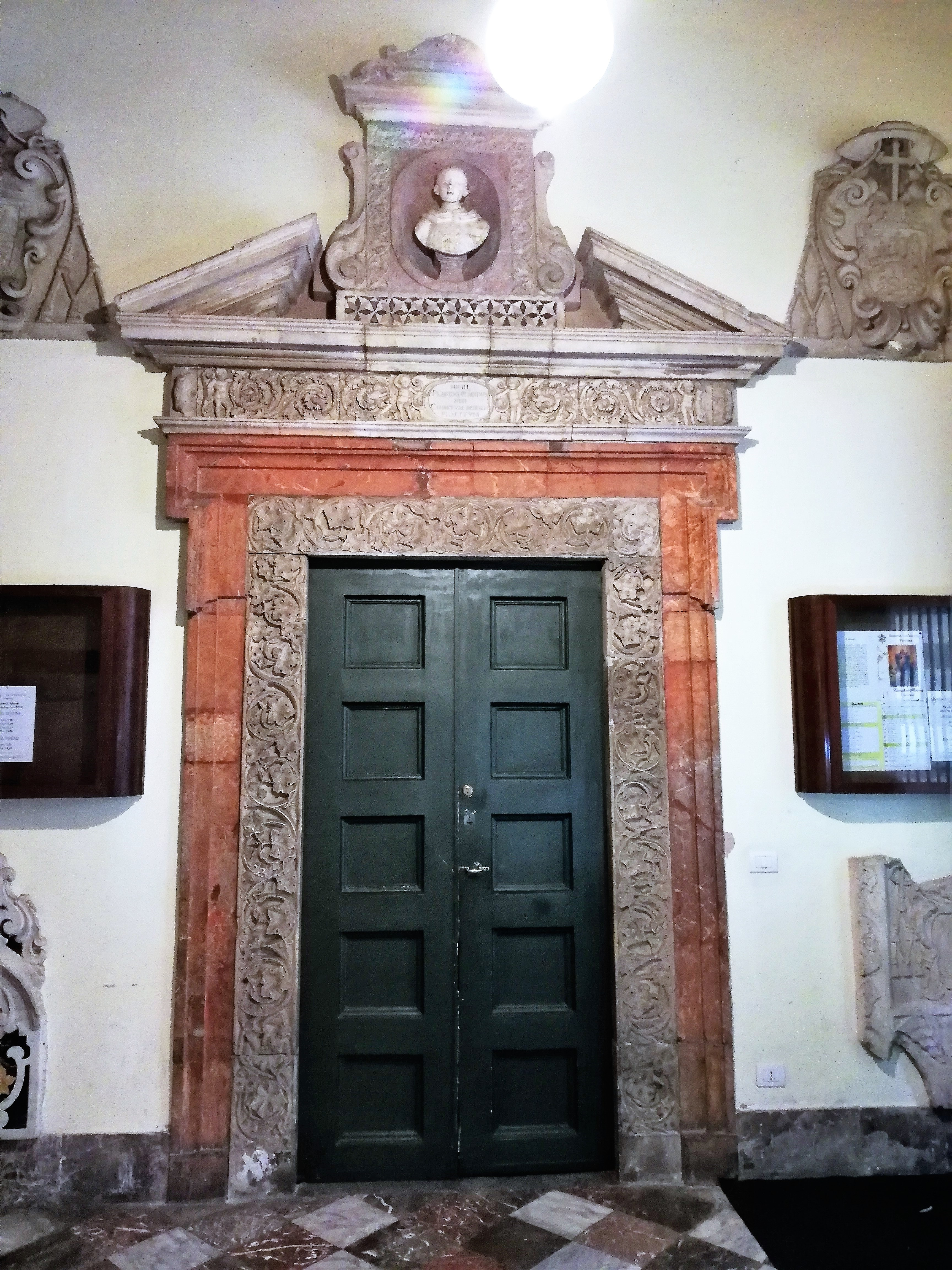
Portale del vano Sacrestia.

- Terza campata: Altare di San Vittorio de Angelica,[38][39] cittadino messinese e martire in Sardegna. Il rifacimento post bellico dello scultore Salvatore Cozzo sostituisce l'opera di Luca Villamaci.[44]
- Quarta campata: Battistero e Portale di Rinaldo Bonanno realizzato su disegni di Polidoro Caldara da Caravaggio. Nella Cappella ricostruita nel 1962 è presente il fonte battesimale del XV secolo a pianta ottagonale, decorato con tarsie marmoree e sorretto da colonnine cinquecentesche. L'ambiente, nel quale si accede tramite un portale rinascimentale con fini motivi ornamentali, è dominato da un crocifisso settecentesco, collocato alle spalle del fonte battesimale.[45]
- Quinta campata: Altare di San Simone, la statua di Emilio Martini sostituisce quella di Vincenzo Tedeschi del 1633.[25][45]
- Sesta campata: Altare di San Bartolomeo, la statua di Enzo Assenza sostituisce quella di Vincenzo Tedeschi del 1633.[25][41][45]
- Settima campata: Altare di San Filippo, la statua di Renato Marino Mazzacurati sostituisce quella della bottega del Calamech del XVI secolo.[25][41][45]
- Ottava campata: Altare di San Giovanni, la statua di Giuseppe Ciocchetti sostituisce quella di Martino Montanini del XVI secolo.[25][41][43][45]
- Nona campata: Altare di Sant'Andrea, la statua di Riccardo Assanti sostituisce quella di Andrea Calamech del XVI secolo.[25][41][45][46]
- Decima campata: Altare di San Pietro, la statua di Antonio Bonfiglio sostituisce quella di Giovanni Angelo Montorsoli del 1550c., l'unica realizzata dall'artista dopo l'incarico conferito dal Senato Messinese.[25][41][45]
- Undicesima campata: ingresso laterale sinistro e sagrestia. La "Cappella dei Canonici" presenta un altare con bassorilievo marmoreo attribuito a Giovan Battista Mazzolo raffigurante la Vergine che consegna la lettera all'ambasceria messinese,[45] sulla parete destra, il ritratto di fra' Gregorio, opera di Adolfo Romano.
- Dodicesima campata: Altare del "Redentore" o del "Cristo Risorto".[25] In posizione speculare rispetto all'altare dell'Assunta vi è quello del Cristo Risorto, ricostruzione di un altare del 1592 dominata dalla statua del "Cristo Benedicente"[45], in sostituzione di un Cristo Risorto attribuito alla mano di Antonello Gagini[41] o di Andrea Calamech, mentre l'architettura è curata da Jacopo del Duca.[25] L'altare era patrocinato dal cardinale Pietro Isvalies per poi passare alla famiglia di Federico Spatafora per la rimodulazione del 1592. Sulla sinistra è posizionato un bassorilievo raffigurante "San Girolamo penitente" attribuito a Domenico Gagini.[22][45]
- Tredicesima campata:
  - Monumento funebre dell'arcivescovo Luigi Natoli opera di Giuseppe Prinzi opera del XIX secolo.[47]
  - Monumento funebre dell'arcivescovo Francesco di Paola Villadicani opera di Giuseppe Prinzi opera del XIX secolo.[47]

A sinistra il busto di Monsignor Giovanni Retana e due putti testimonianza del monumento funebre composto da Rinaldo Bonanno.
Galleria dell'Apostolato navata sinistra, visione e ordine dal prospetto principale all'abside:

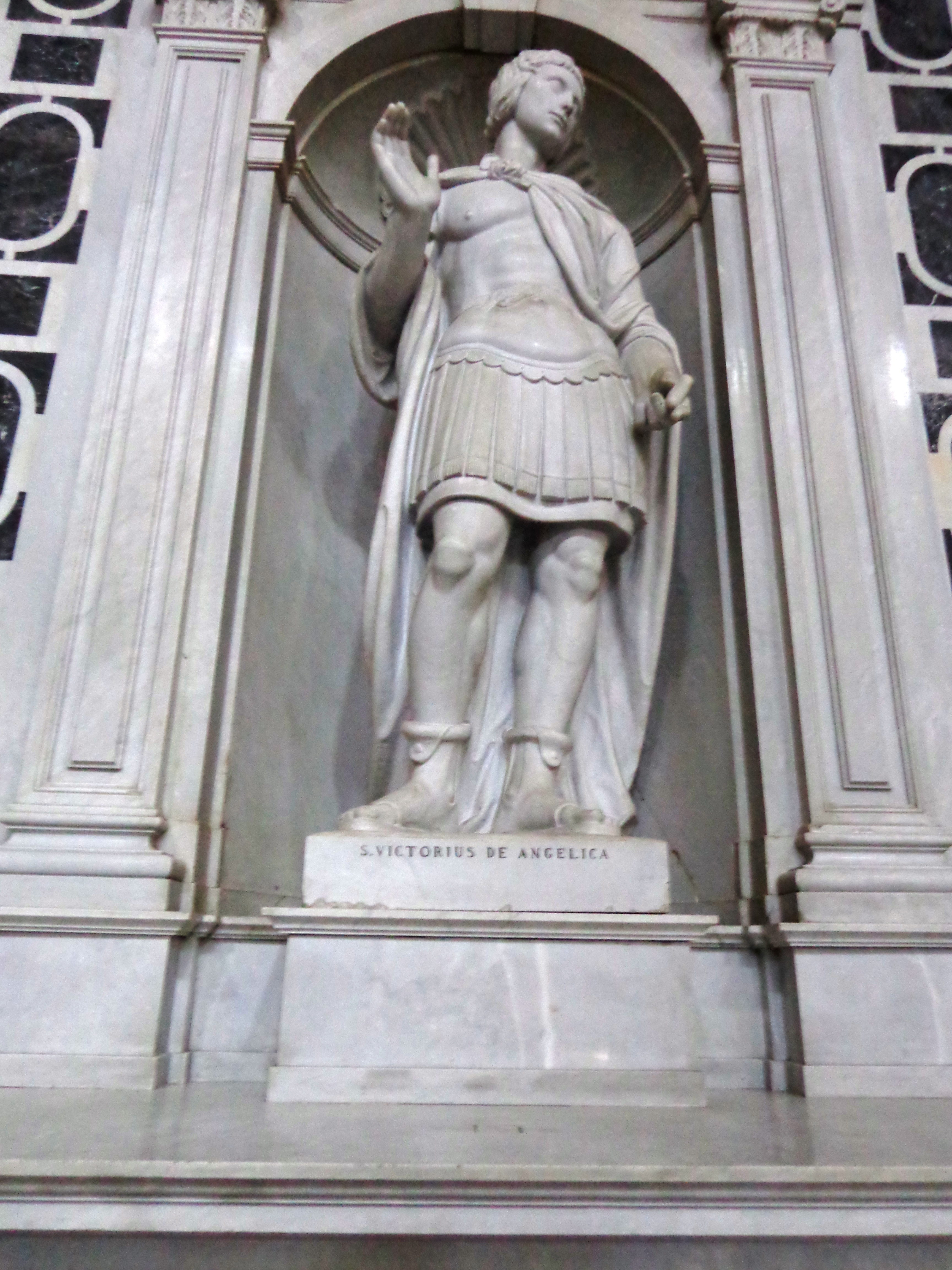
"San Vittorio de Angelica"
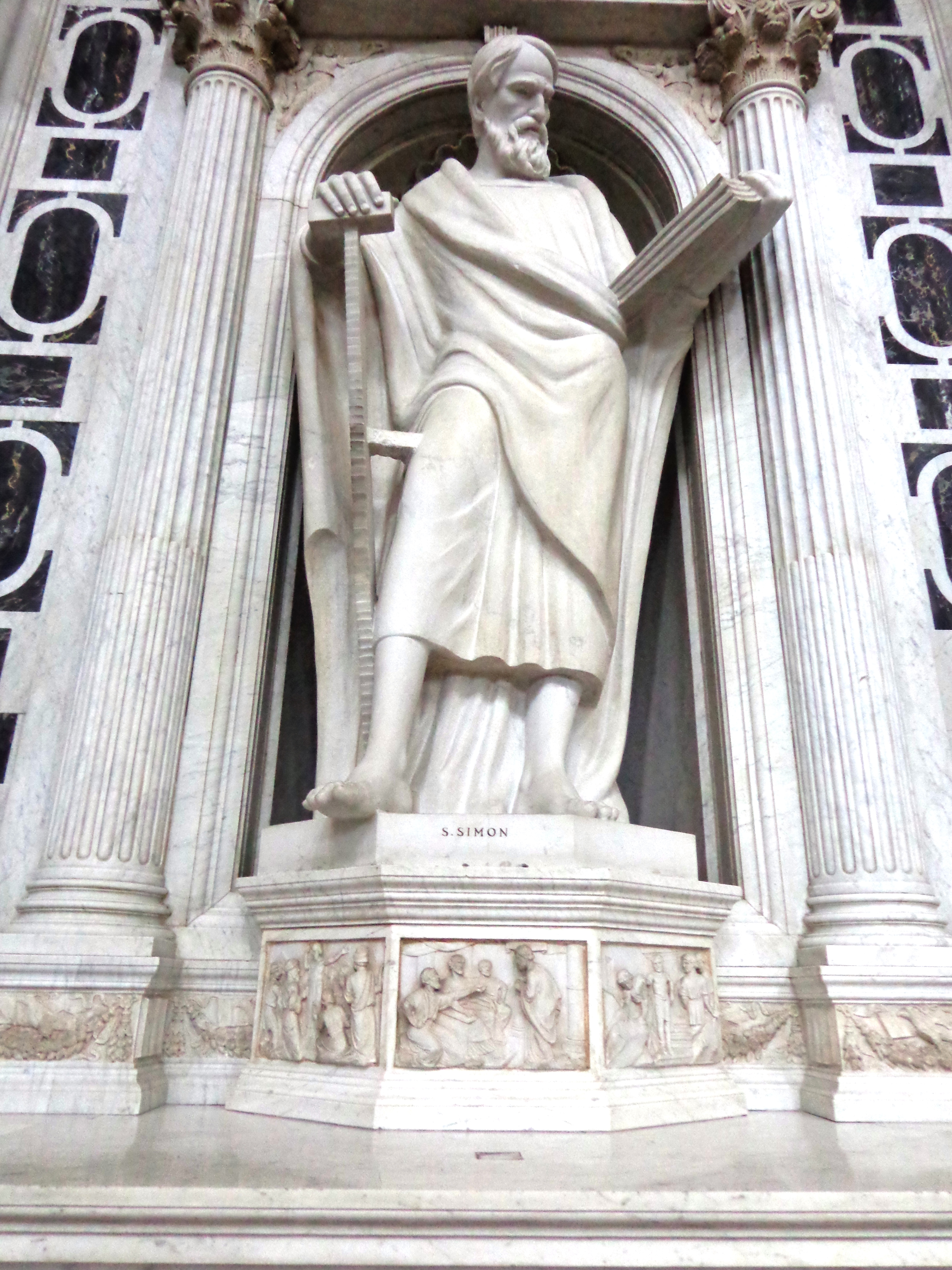
"San Simone"
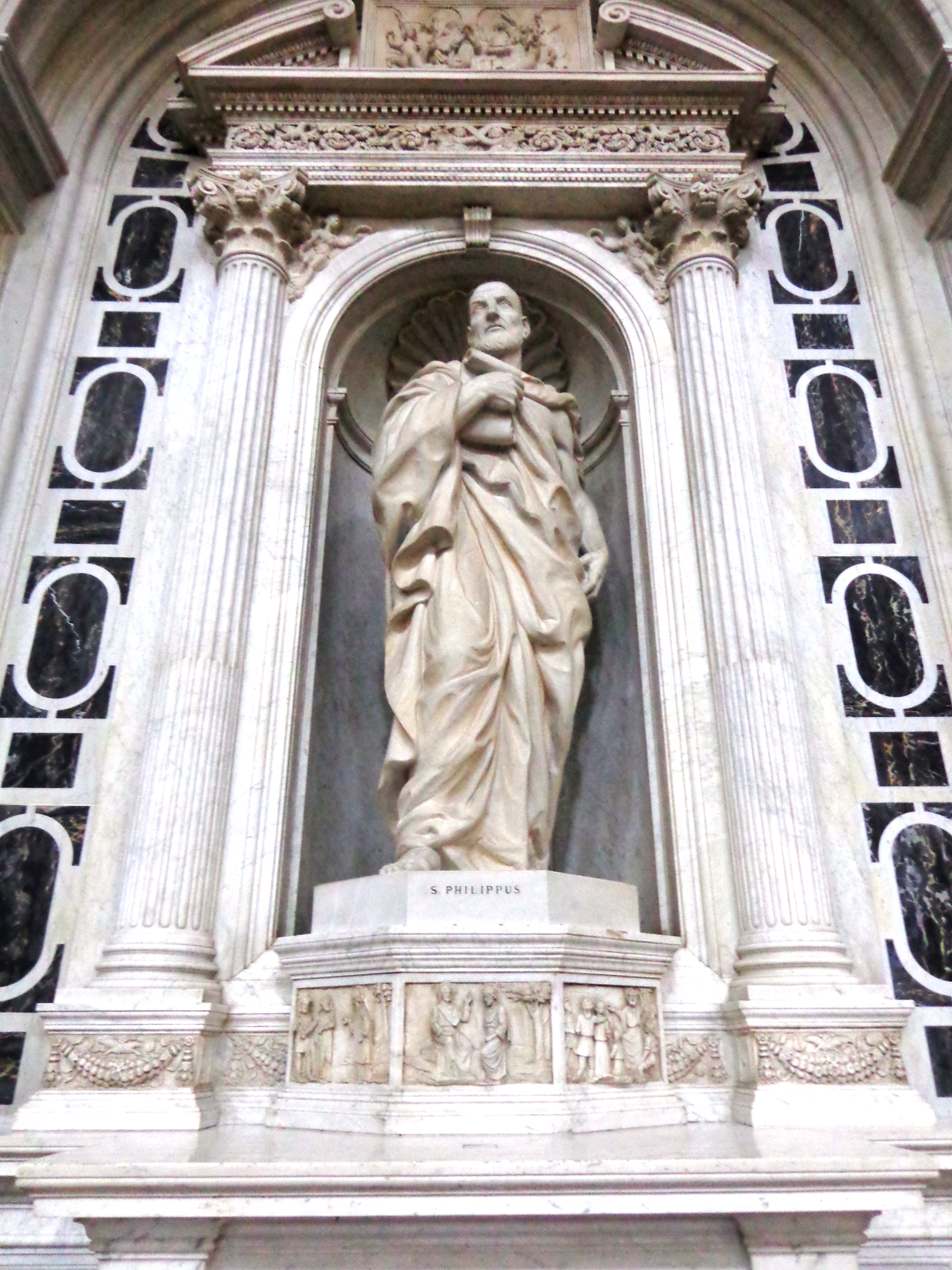
"San Filippo"
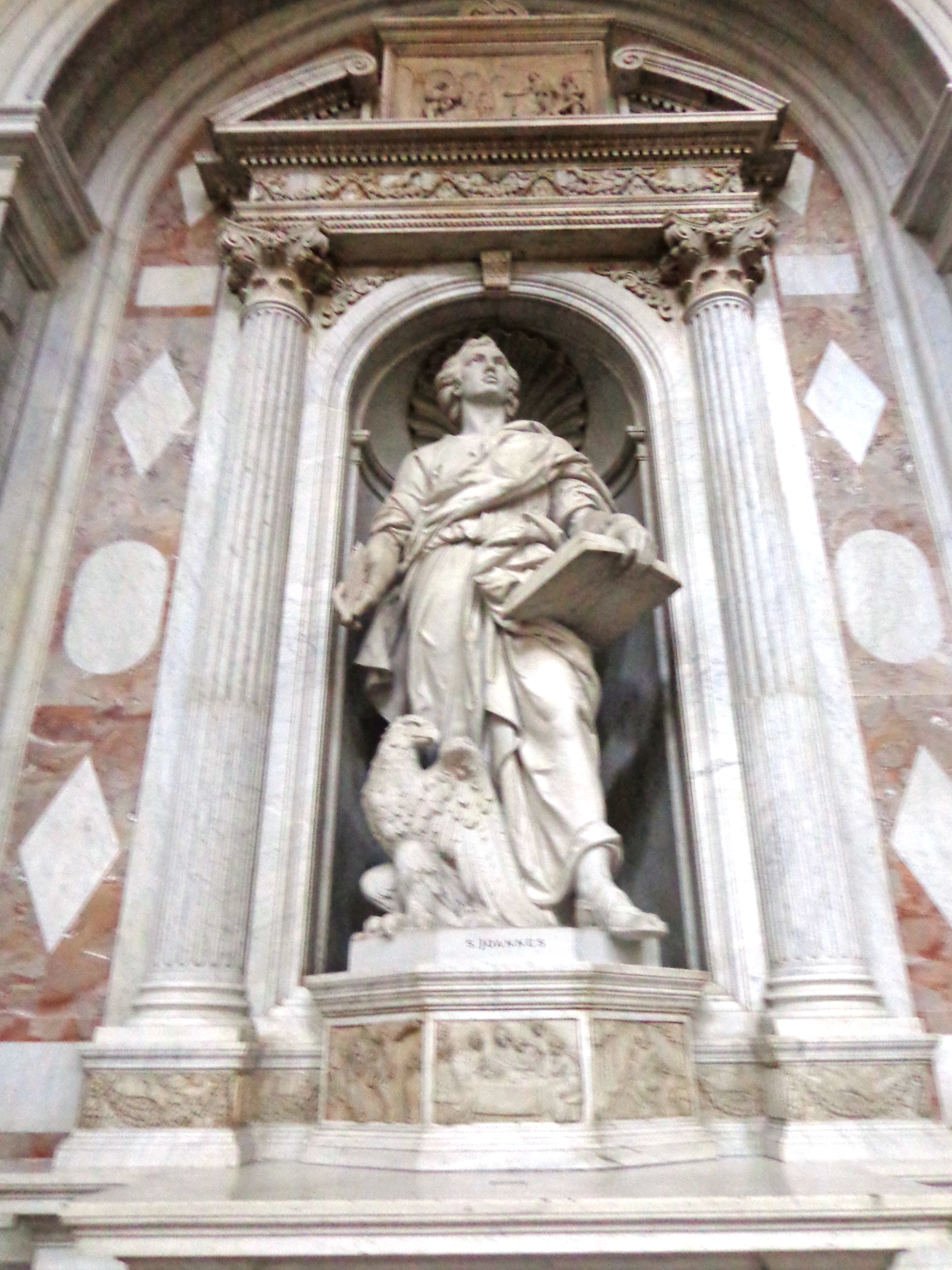
"San Giovanni Evangelista"
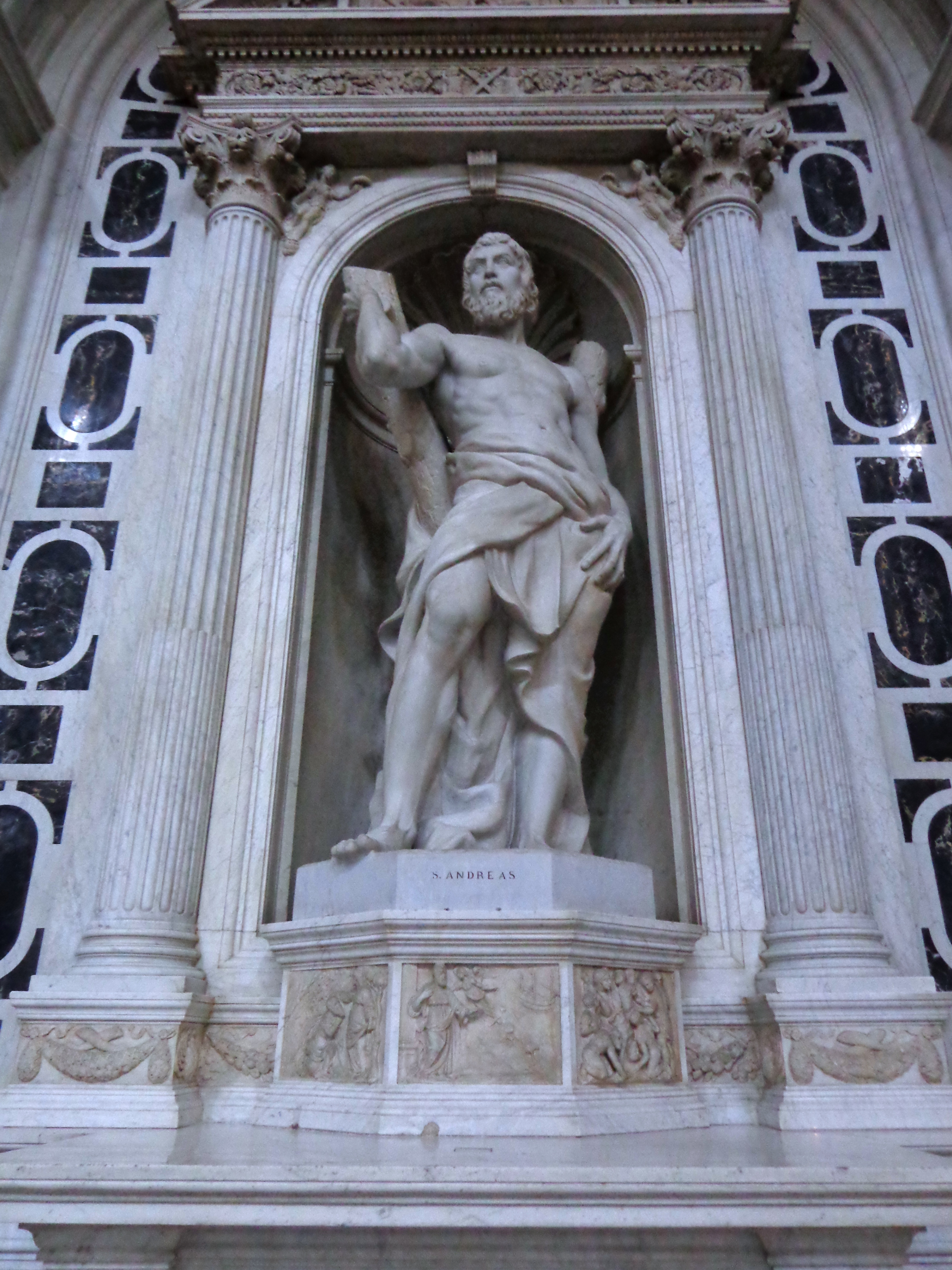
"Sant'Andrea"
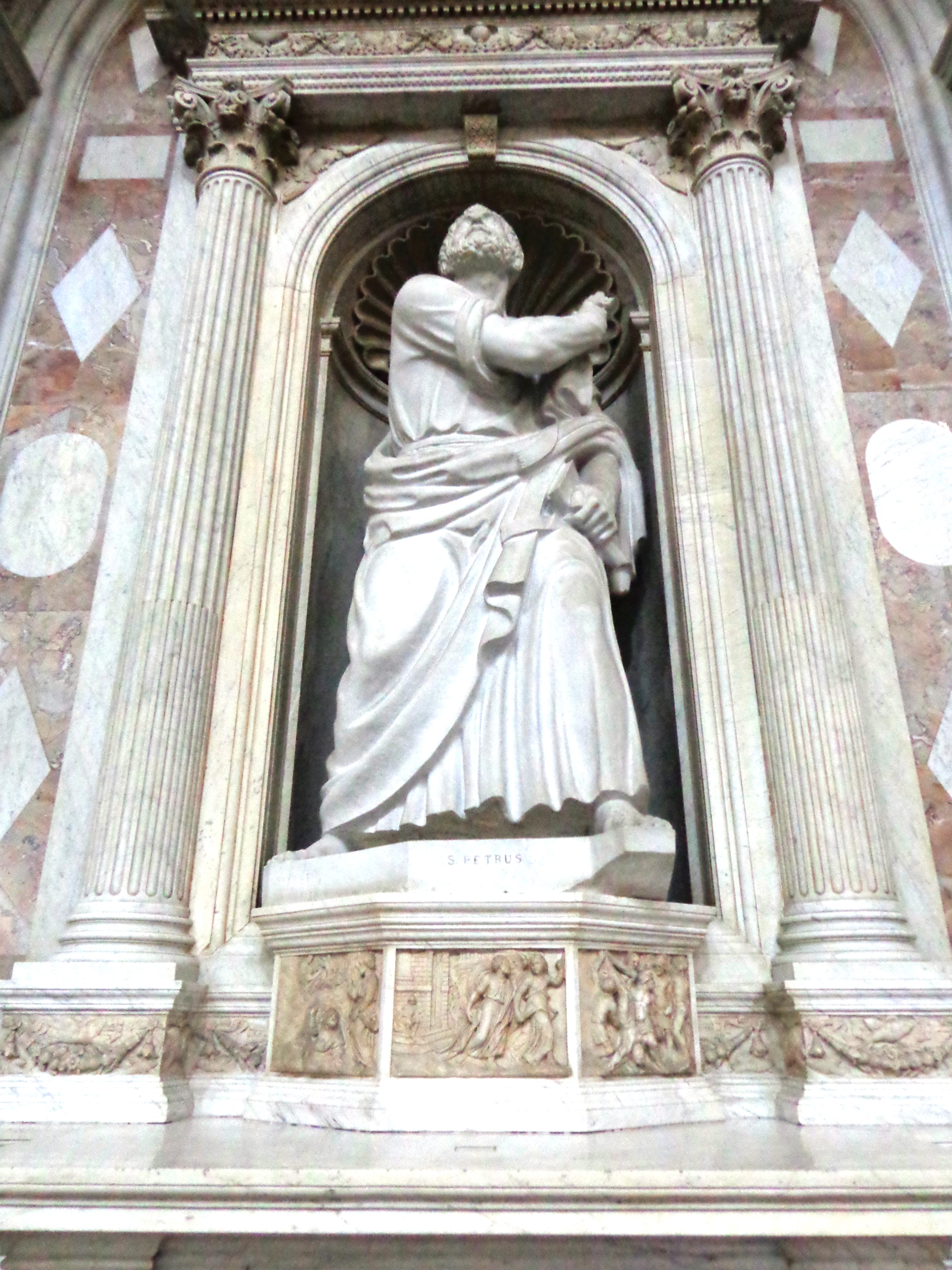
"San Pietro"
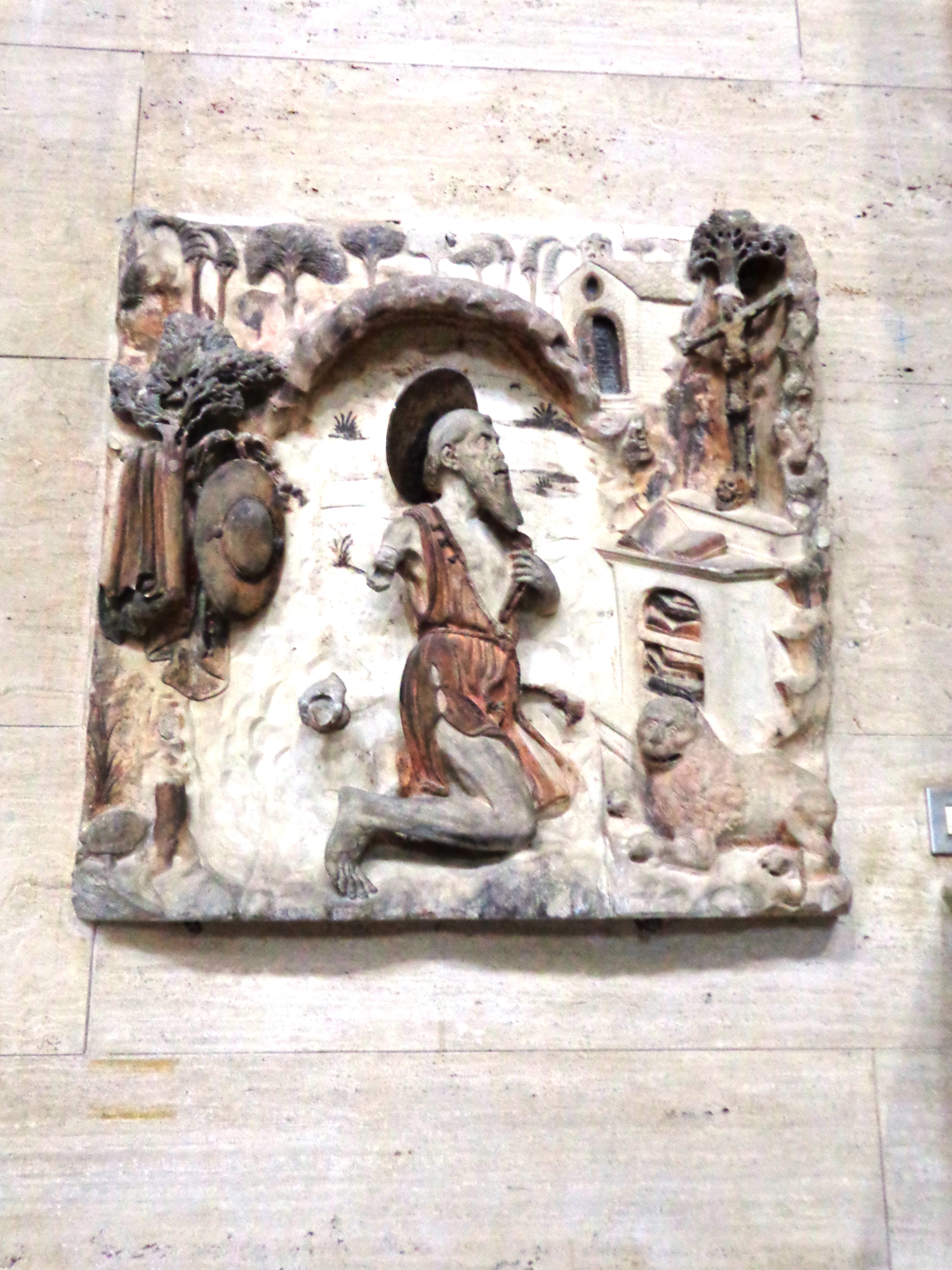
"San Girolamo"
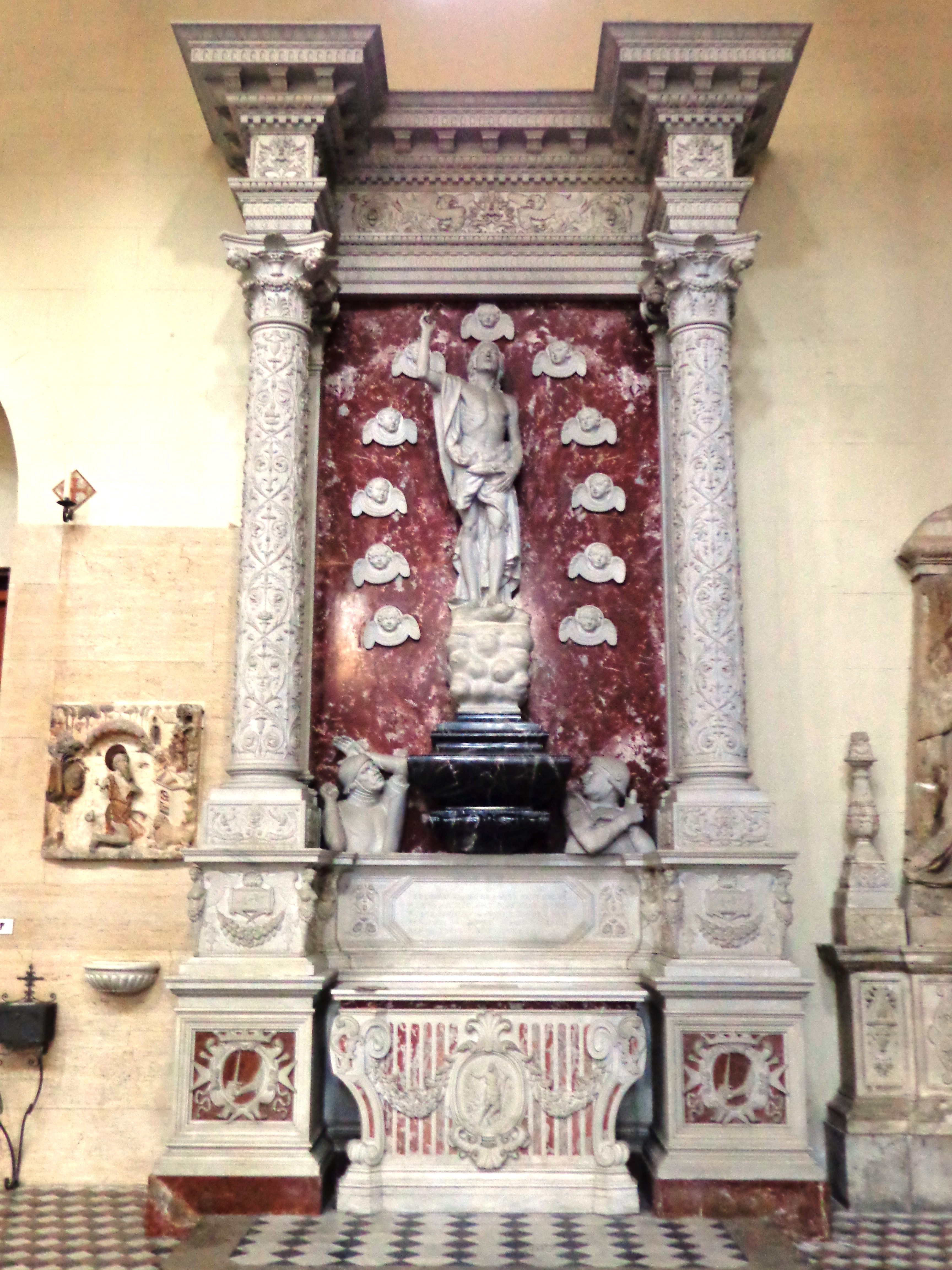
"Il Redentore"
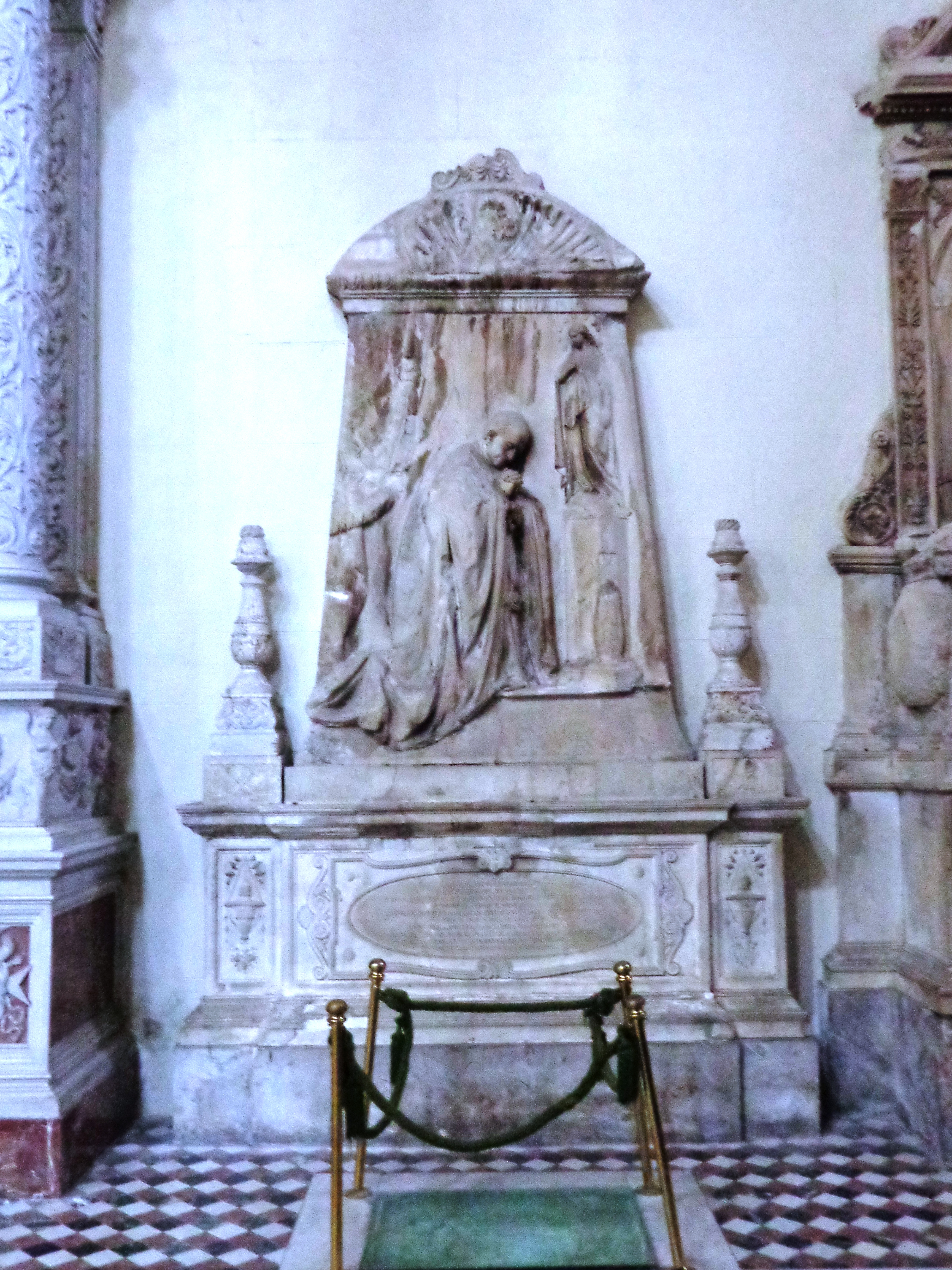
"Monumento a Natoli"
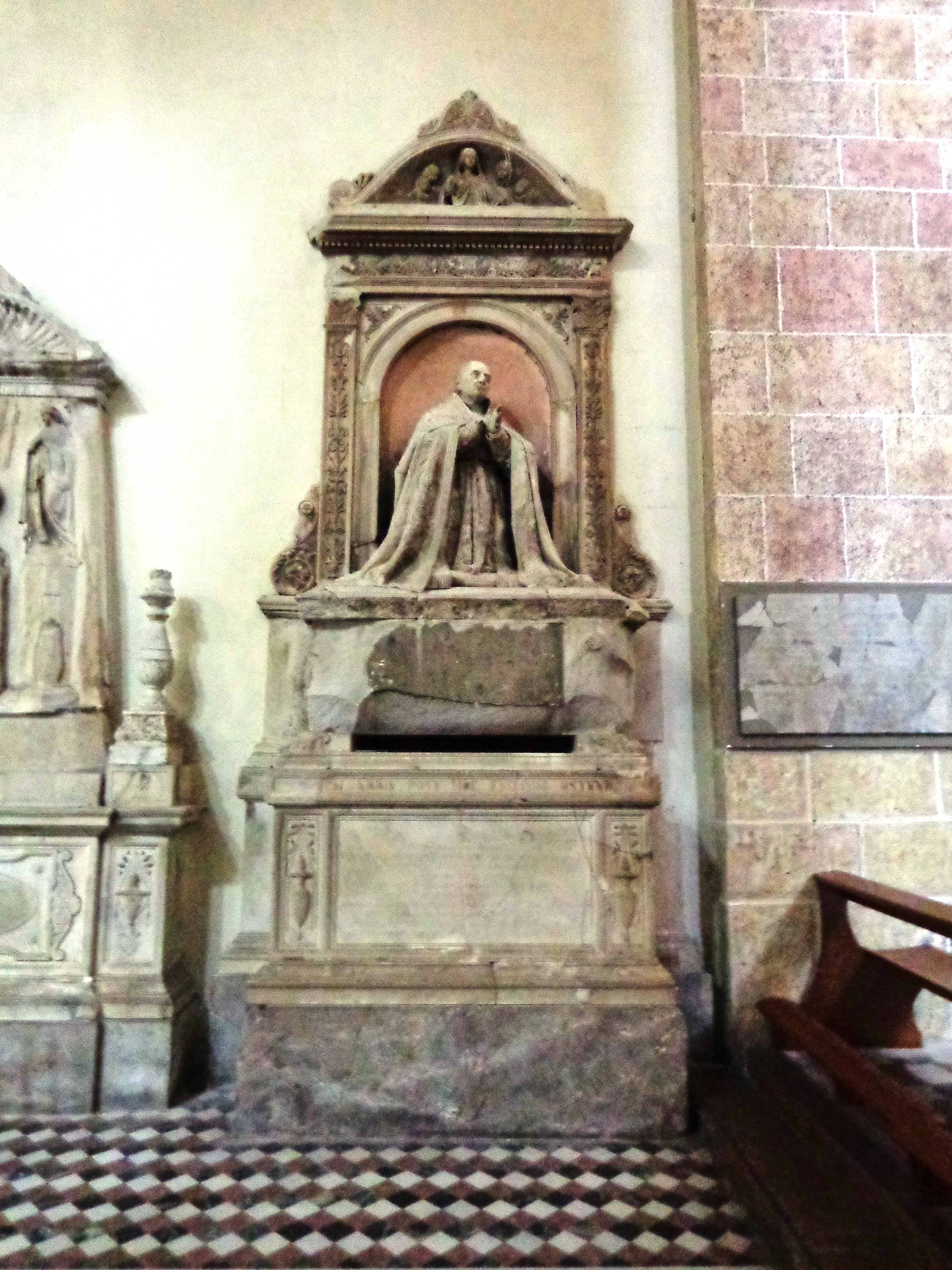
"Monumento a Villadecani"

#### Braccio transetto destro

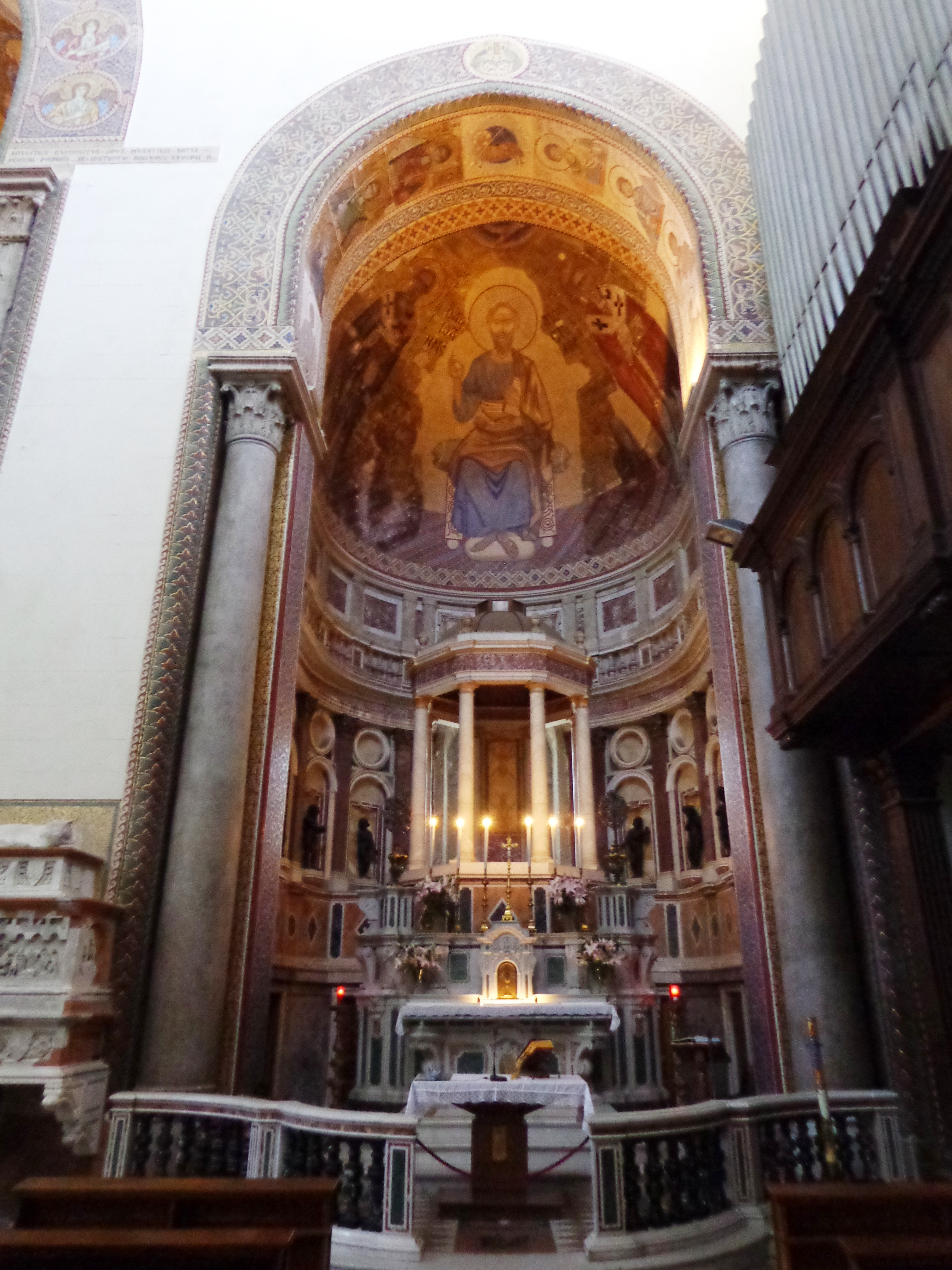
Absidiola di San Placido.

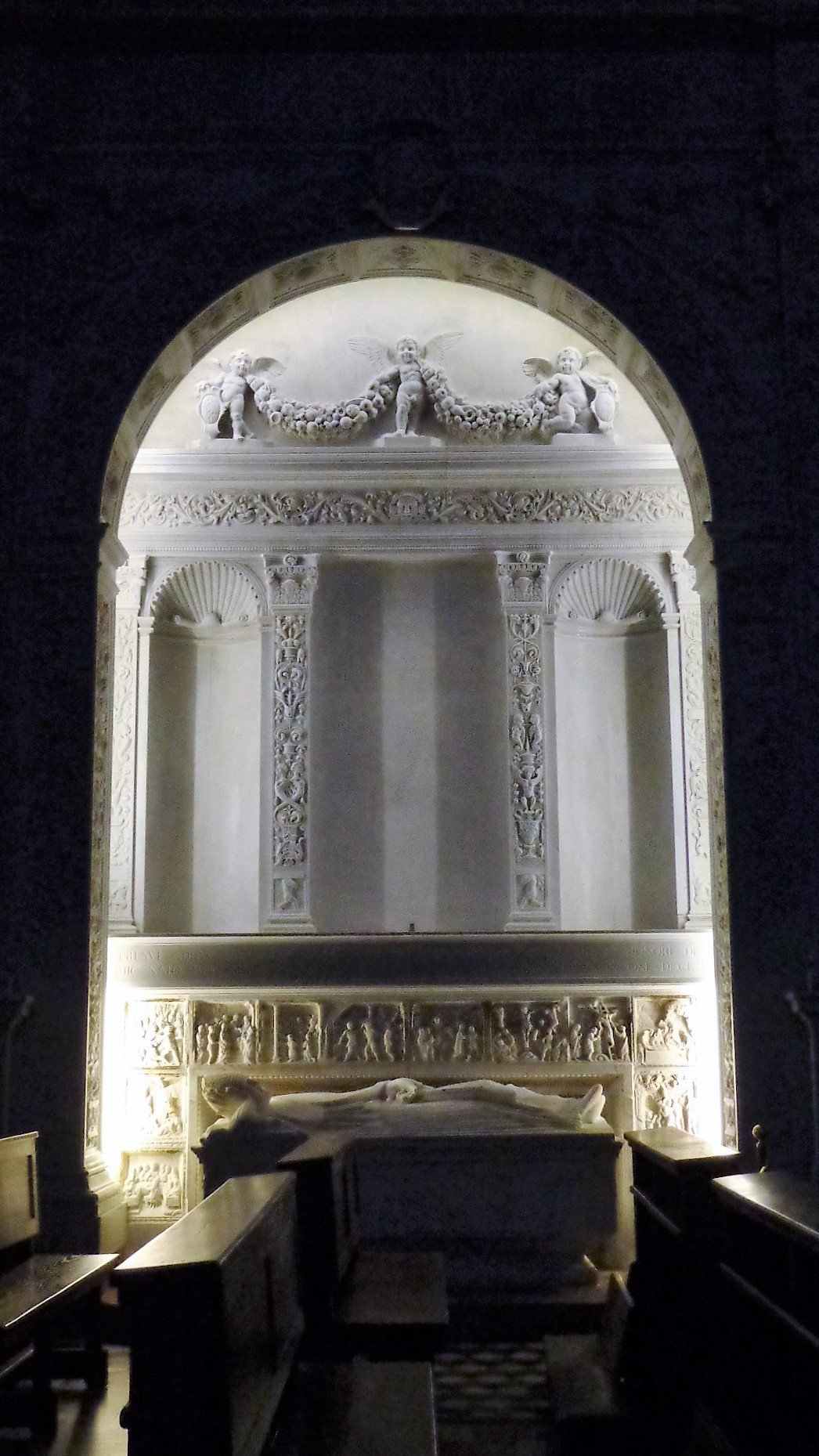
Cappella della Pietà.

Nel tratto del transetto in prossimità dell'abside laterale destra si trova il monumento funerario dell'arcivescovo Guidotto de Abbiate, insigne opera del senese Goro di Gregorio del 1333; di particolare interesse sono i quattro pannelli a rilievo con influssi di scuola pisana, da sinistra: "Annunciazione", "Natività", "Flagellazione", "Crocifissione". Di fronte ad esso, dietro la consolle dell'organo è collocato il monumento dell'arcivescovo monsignore Richard Palmer proveniente dalla cattedrale di San Nicolò all'Arcivescovado, la cui lastra tombale, di gusto bizantino, fu scolpita nel 1195.

#### Braccio transetto sinistro
Nella testata del transetto sinistro, sotto la cantoria, vi sono tre monumenti funebri: al centro quello dell'arcivescovo Antonio La Lignamine o Cappella della Pietà, opera di Antonello Gagini e Giovan Battista Mazzolo, realizzato tra il 1504 e il 1530; a destra il moderno monumento dell'arcivescovo Francesco Fasola (XX secolo), con al centro la sua immagine in uno scudo bronzeo; a sinistra quello dell'Arcivescovo monsignor Biagio Proto (XVII secolo).
- Cappella della Madonna del Soccorso o Cappella della Madonna della Pietà, infine denominata Cappella della Madonna della Pace in virtù della concordia stabilitasi fra nobili e popolani dopo aspre e intestine contese, grazie alla mediazione della figura vescovile. Gli iniziali accordi tra l'alto prelato e lo scultore Antonello Gagini prevedevano la realizzazione di una sepoltura recante sul coperchio del sepolcro la figura giacente del committente in abiti pontificali. L'arco marmoreo incassato a muro recava decorazioni rappresentanti l'Angelo Annunciante e la Vergine Annunciata fra ricchi ornati e rosoni. Le tre nicchie che componevano il manufatto ospitavano la scultura della Madonna con il Cristo morto sulle ginocchia (la Pietà) delimitata dalle figure di San Pietro Apostolo e Sant'Antonio di Padova. Sulla sommità dell'arco ricco di fregi l'altorilievo raffigurante la primitiva titolare Vergine del Soccorso nell'atto di percuotere il Diavolo con una mazza, e, simmetricamente disposte, le raffigurazioni genuflesse di Sant'Antonio di Padova e dello stesso arcivescovo La Lignanime. Solo nel 1530 il manufatto è portato a compimento. Completamento e decorazioni verosimilmente eseguite da Giovan Battista Mazzolo, che nel lungo frangente temporale aveva assunto l'incarico di capomastro della «Fabbrica del Duomo». L'opera subisce le offese del terremoto della Calabria meridionale del 1783, è ricomposta in seguito alle distruzioni del terremoto di Messina del 1908. Ciò che è scampato alla furia dell'incendio del 13 giugno 1943 causato dai bombardamenti alleati, è stato sapientemente riassemblato e integrato. I bassorilievi con storie della Passione di Gesù fanno cornice alla figura dell'arcivescovo giacente, l'arco e le nicchie sono stati ricostruiti decorandoli con arabeschi, grottesche, figure e soggetti fitomorfi ispirati alla primitiva commissione.[49][50]

Sul pilastro in prossimità della navata centrale trova collocazione, invece, il monumento funerario dell'arcivescovo mons. Pietro Bellorado (opera di Giovan Battista Mazzolo del 1513), con la raffigurazione delle Virtù teologali in tre nicchie. Di fronte ad esso vi è quello dell'arcivescovo mons. Angelo Paino (morto nel 1967), opera di Mario Lucerna e di Aldo Indelicato.

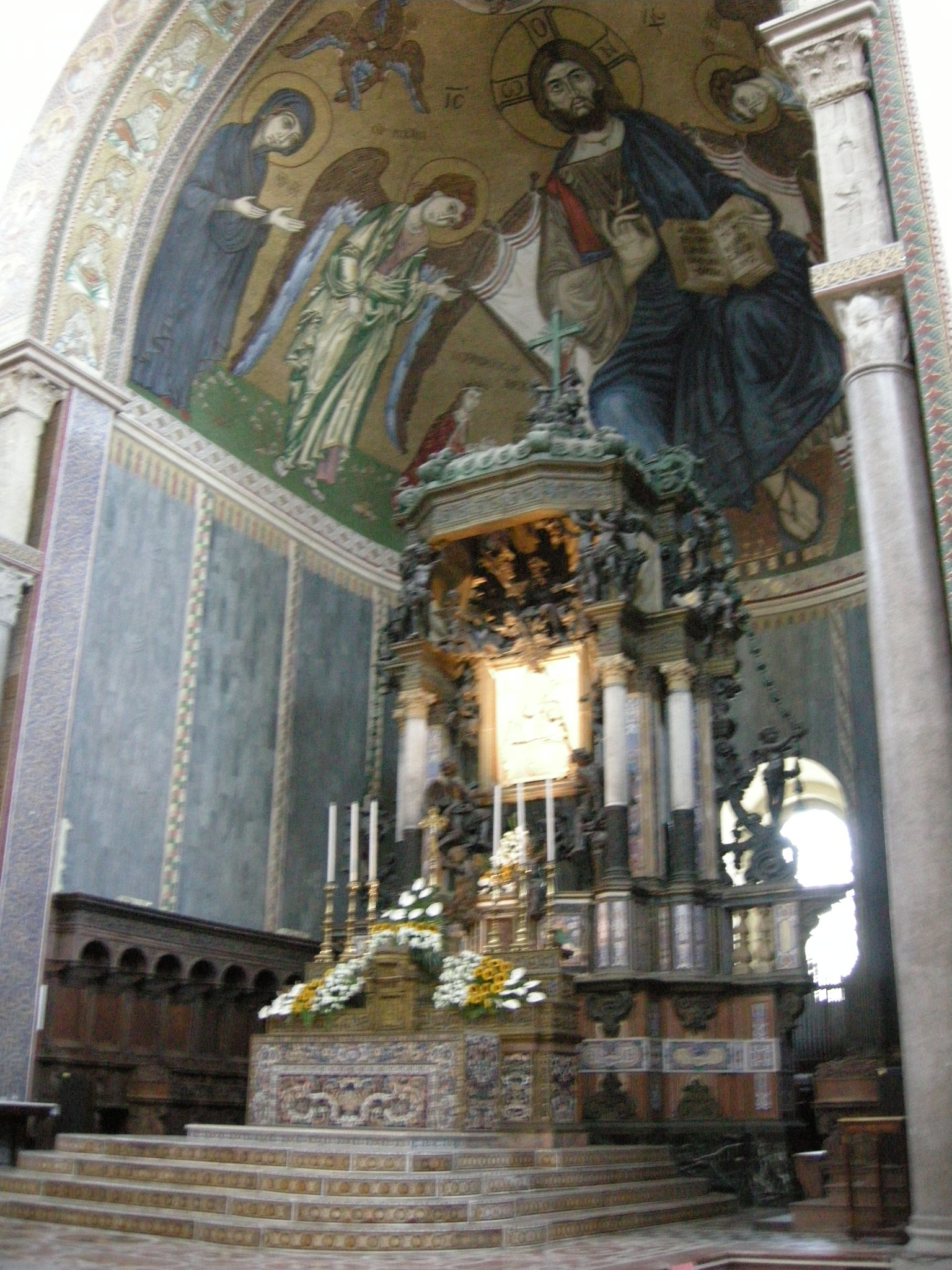
L'abside maggiore con il Cristo seduto sul trono (Deesis).

#### Absidiola destra
L'abside, dedicata a san Placido, compatrono della città, contiene l'altare e il ciborio rifatti a imitazione di quelli barocchi, con putti bronzei del fiorentino Innocenzo Mangani del XVII secolo. Nel catino vi è il mosaico restaurato raffigurante san Giovanni evangelista fra i santi Nicola e Mena di Costantinopoli e le figure di re Ludovico di Sicilia e di suo zio e suo tutore Giovanni d'Aragona duca di Randazzo.

#### Absidiola sinistra
L'abside assume la funzione di cappella del Santissimo Sacramento e delle Reliquie. Accoglie un ciborio e l'altare rifatti su disegno di quelli barocchi opera di Jacopo Del Duca e un grande mosaico originale del XIV secolo con le figure della Vergine Theotókos, le sante Agata e Lucia con gli arcangeli Michele e Gabriele, sotto la cui protezione si genuflettono le regine Eleonora d'Angiò ed Elisabetta di Carinzia.
È l'unico mosaico del duomo sopravvissuto alle varie distruzioni. Nel sottarco sono raffigurate otto sante vergini. L'abside presenta una ricca decorazione a stucco, realizzata nel XVI secolo su disegno di Jacopo del Duca. Sopra la fascia del basamento angeli a tutto tondo reggono canestri di frutta, al livello superiore tondi marmorei racchiudono busti a rilievo di Profeti e di Evangelisti. Dietro l'altare settecentesco si trova la Cappella delle sante reliquie.

#### Abside maggiore

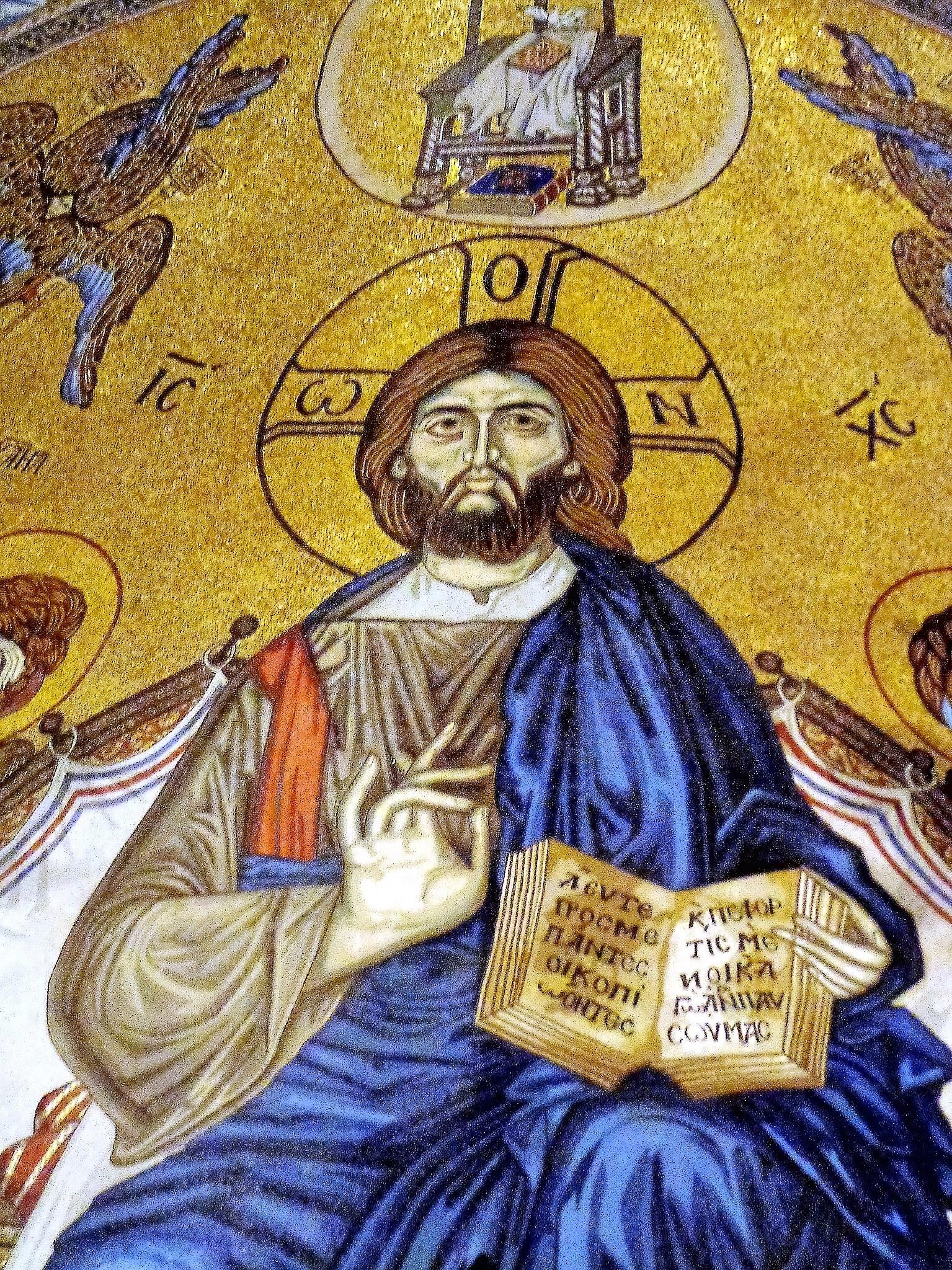
Deesis.

L'abside maggiore è introdotta da una bella gradinata marmorea ad intarsio. Altare maggiore e ciborio, anch'essi riccamente intarsiati, sono sormontati da un baldacchino in rame dorato (iniziato nel 1628 su progetto di Simone Gullì e portato a termine da Guarino Guarini) particolarmente sontuoso per la ricchezza di elementi ornamentali (festoni, volute, raggiere e nimbi), ispirato alla profusione di marmi policromi arricchiti di agate, alabastri, ametiste, avventurine, calcedoni, corniole, diaspri, elitropie, lapislazzuli, quarzi, sardoniche, come nella primitiva realizzazione. In una elegante cornice al centro vi è l'immagine della Madonna della Lettera (patrona della città) di Adolfo Romano in sostituzione dell'antica e venerata ma, distrutta, icona lignea realizzata secondo tradizione dall'evangelista San Luca, ricoperta da una preziosa "manta" argentea, che viene sostituita da quella preziosissima d'oro e pietre preziose nelle ricorrenze festive, opera seicentesca di Innocenzo Mangani.
Nel mosaico (l'originale era del XIV secolo) sono rappresentati: la figura di Cristo in trono fra gli arcangeli Michele e Gabriele, in senso orario da destra: la figura della Vergine Maria, del re Federico III di Sicilia, di suo figlio re Pietro II di Sicilia, dell'arcivescovo Guidotto De Abbiate, e di San Giovanni Battista.
Nell'altare postconciliare versus populum è inglobato un prezioso paliotto d'argento lavorato a bulino, eseguito nel 1701 da Pietro e Francesco Juvarra, rispettivamente padre e fratello del grande architetto Filippo Juvarra. Esso raffigura la Madonna nell'atto di consegnare la Lettera agli Ambasciatori messinesi; ai due lati, fastose figure simboliche della Fede e della Fortezza contornate da fregi, cornici di bronzo dorato e puttini a tutto tondo. L'opera, autentico capolavoro d'oreficeria, testimonia l'alto livello di abilità e di dignità artistica raggiunto dagli argentieri messinesi, fra i più celebrati in Europa a cavallo del XVI e XVII secolo.
Nell'arco trionfale si trova il mosaico realizzato su bozzetto e progetto dell'artista Giulio Aristide Sartorio del 1930-1931. Il mosaico raffigura Cristo, ispirato alla figura del "Salvator Mundi" dipinta da Antonello da Messina nel 1465 - 1475 ed oggi conservata alla National Gallery di Londra, tra san Luca e Antonello da Messina. Il mosaico, in smalti ed ori veneziani, è stato realizzato in occasione del Giubileo del 2000, eseguito dall'artista Plinio Missina.
Sulla destra, sotto l'arco trionfale, vi è la grande cattedra, preceduta da un'ampia scalinata. Il primitivo coro intagliato e intarsiato risaliva al 1540.

Arco trionfale e abside, Cappella della Pace, Cappella del Santissimo Sacramento, Altare maggiore, Cappella di San Placido, Iscrizione di Costanza d'Altavilla, Navata centrale.

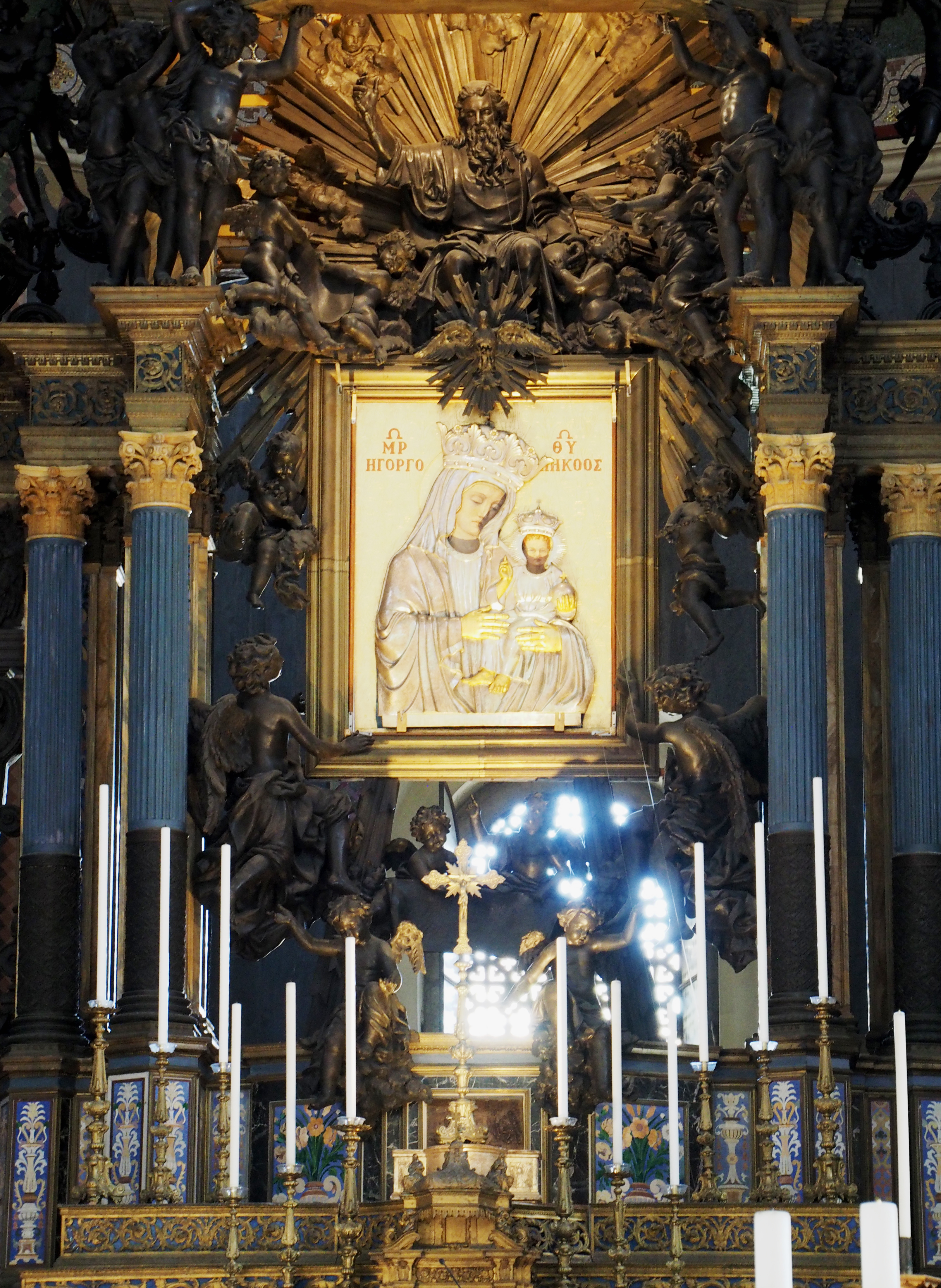
Edicola e manta.

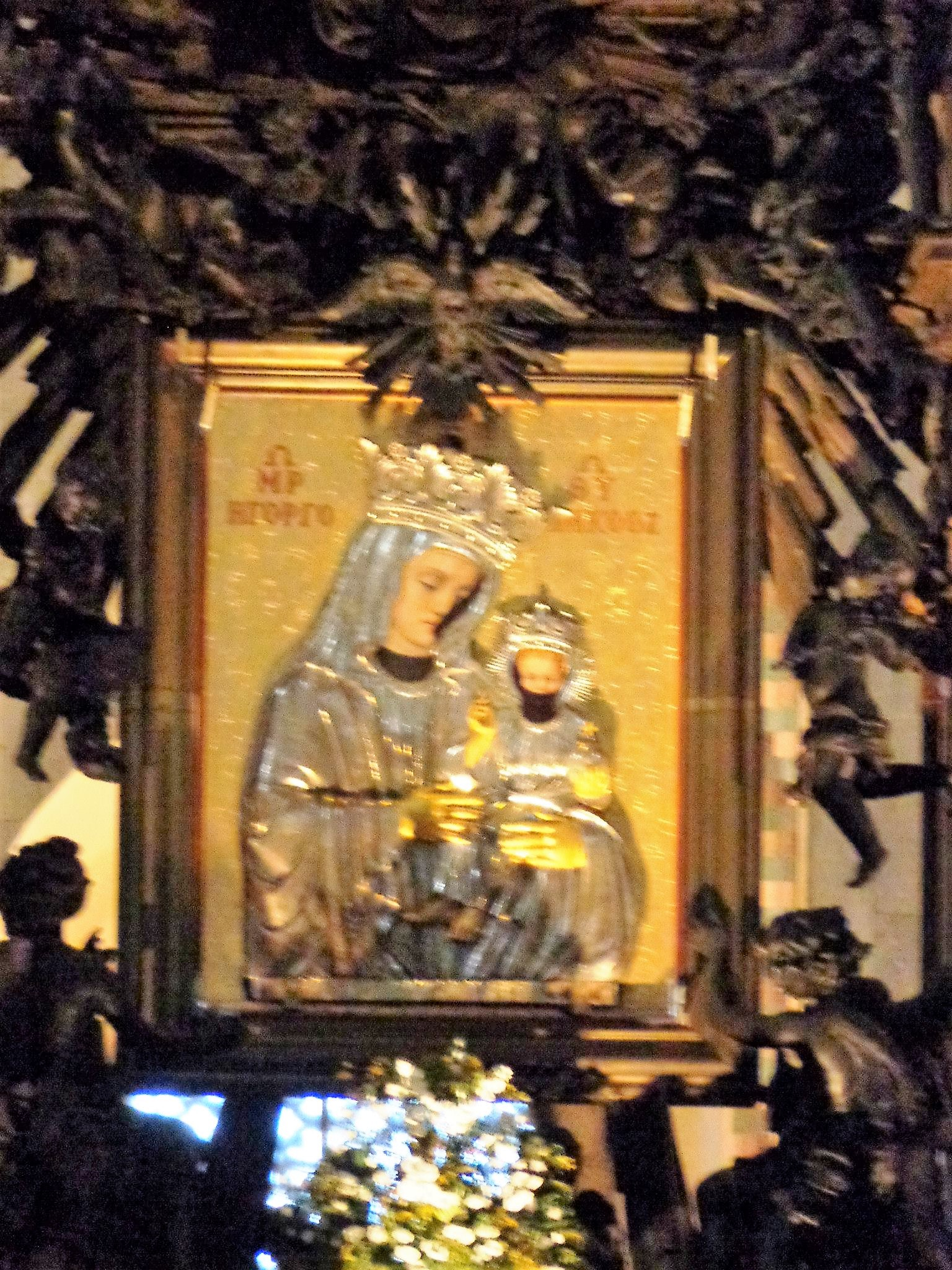
Madonna della Lettera e manta.

#### Organo a canne
L'organo della cattedrale è il secondo più grande d'Italia (il primo è quello del duomo di Milano), uno dei più grandi in Europa, con 5 tastiere, 170 registri, 16.000 canne. È opera della ditta Tamburini di Crema del 1948 e ne sostituisce un altro, costruito dalla stessa ditta nel 1930, andato perduto durante i bombardamenti del 1943.
Le canne sono collocate in 6 distinti corpi:
- l'Organo Positivo (I tastiera) nel transetto settentrionale (cantoria di destra);
- il Grand'Organo e il Recitativo Espressivo (II e III tastiera) sulla cantoria del transetto meridionale;
- l'Organo Corale (II tastiera) dietro l'altar maggiore, nell'abside centrale;
- l'Organo Solo (IV tastiera) nell'intercapedine sopra l'arco trionfale, con canneggio sia sulla navata centrale, sia sul transetto;
- l'Organo Eco (V tastiera) sopra una piccola cantoria in controfacciata;
- il Pedale è suddiviso fra il corpo del Grand'Organo e un corpo a parte, sulla cantoria di sinistra del transetto settentrionale;

La consolle, con cinque tastiere e pedaliera concavo-radiale è generalmente collocata nel transetto meridionale, in prossimità dell'altar maggiore post-conciliare

### Tesoro del duomo

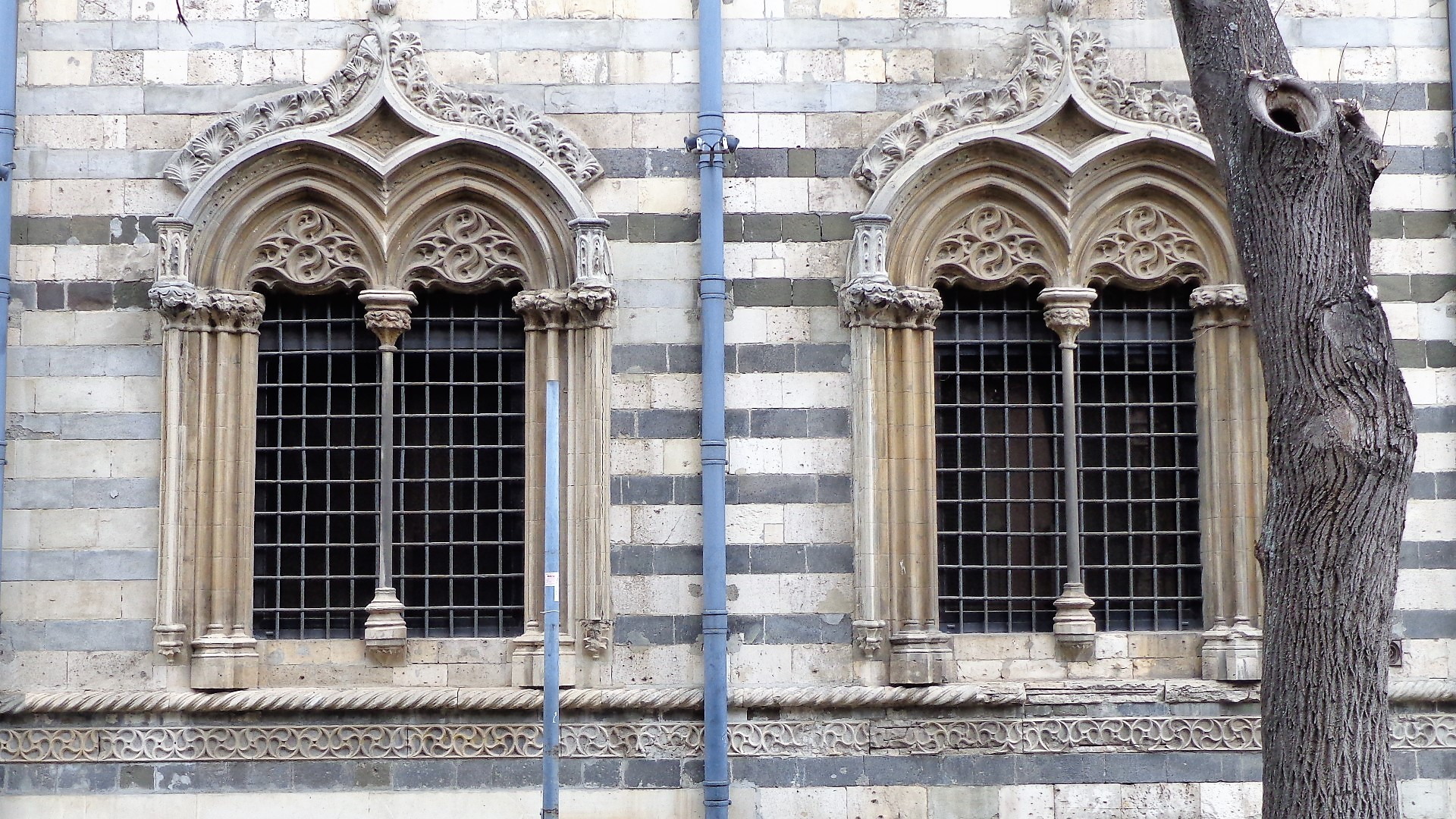
Bifore Sale Tesoro, lato esterno destro.

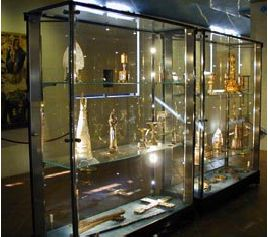
Particolare degli spazi espositivi del tesoro.

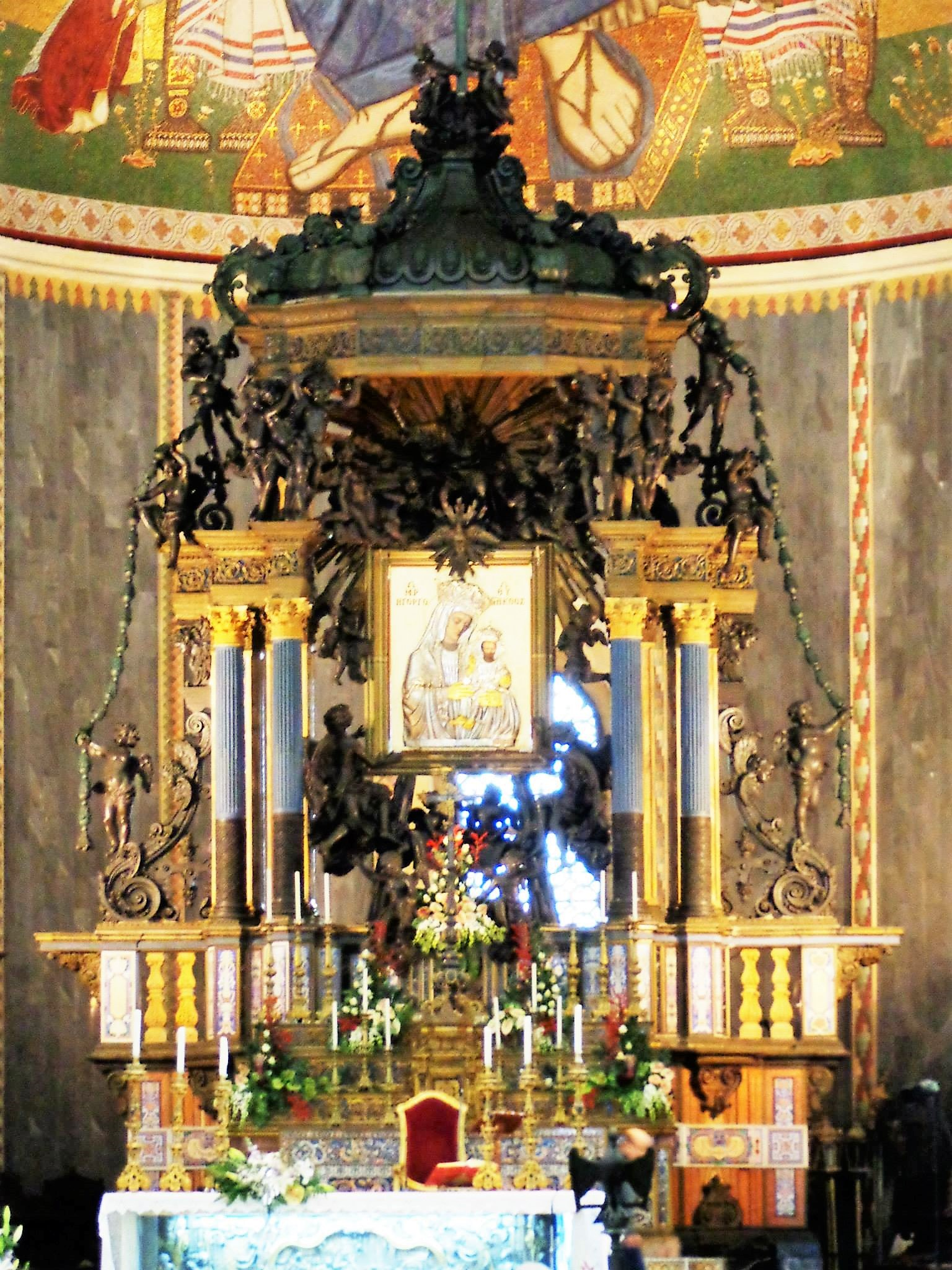
Altare maggiore.

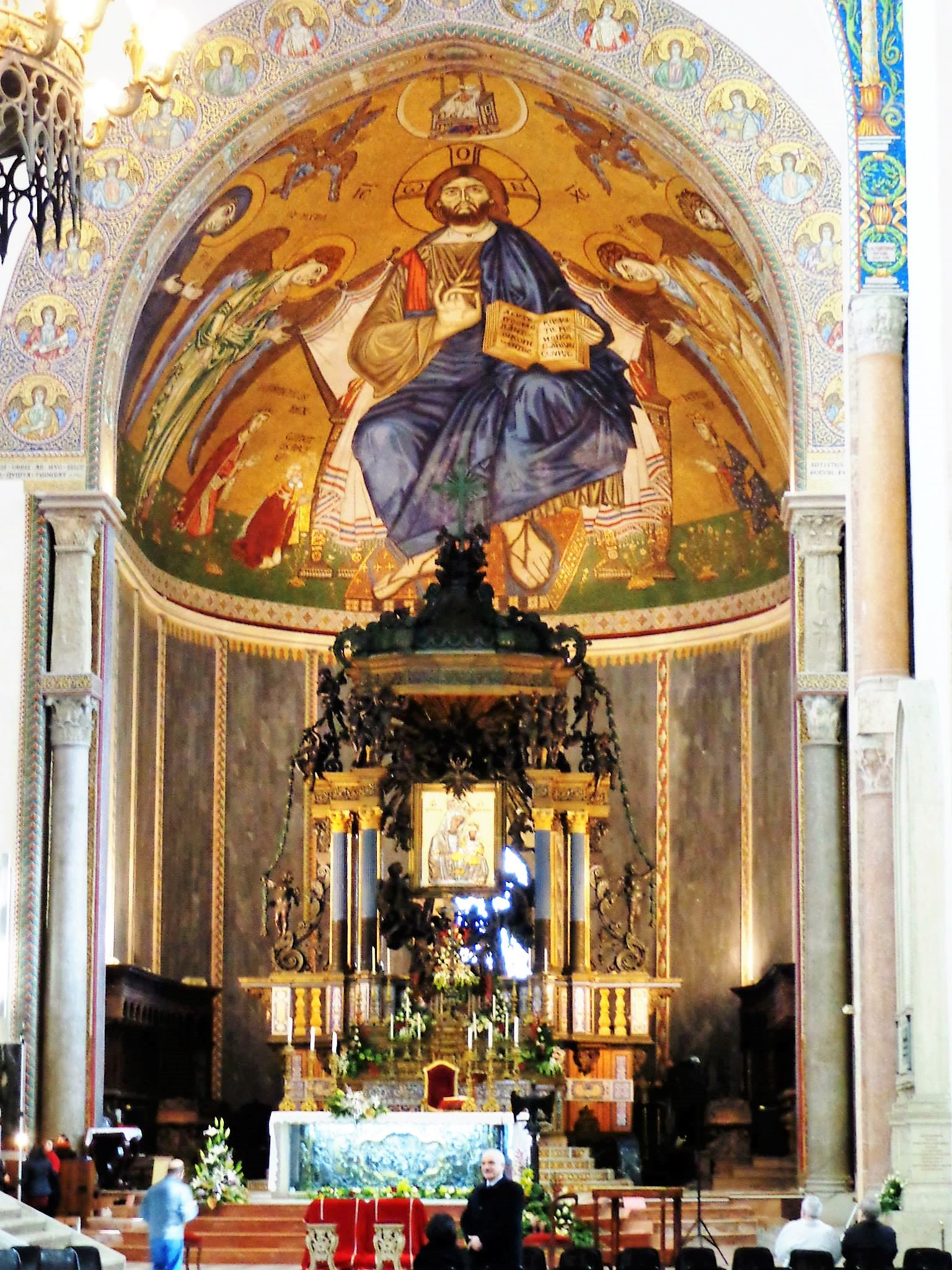
Abside.

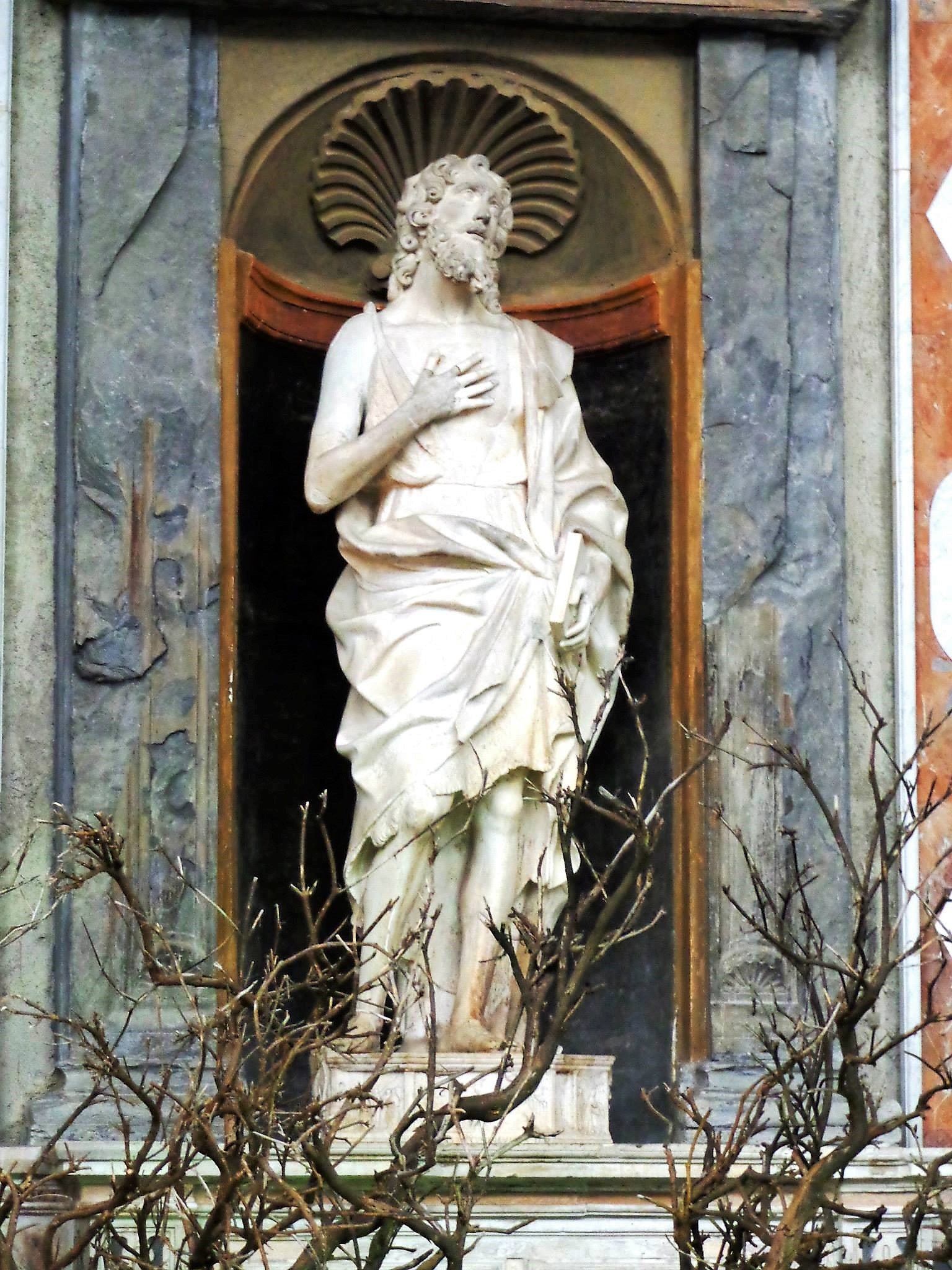
San Giovanni Battista, statua.

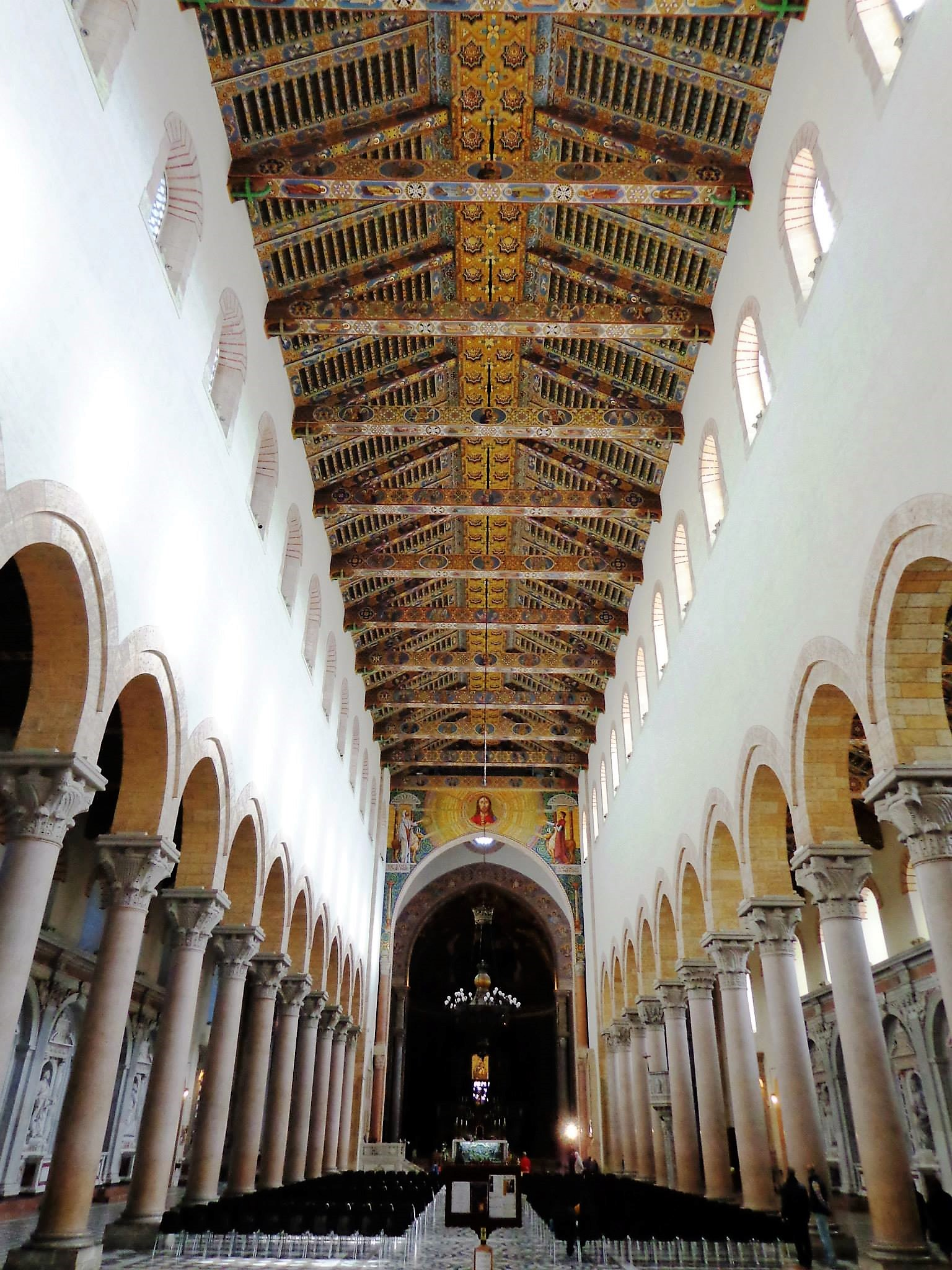
Navata centrale e tetto ligneo.

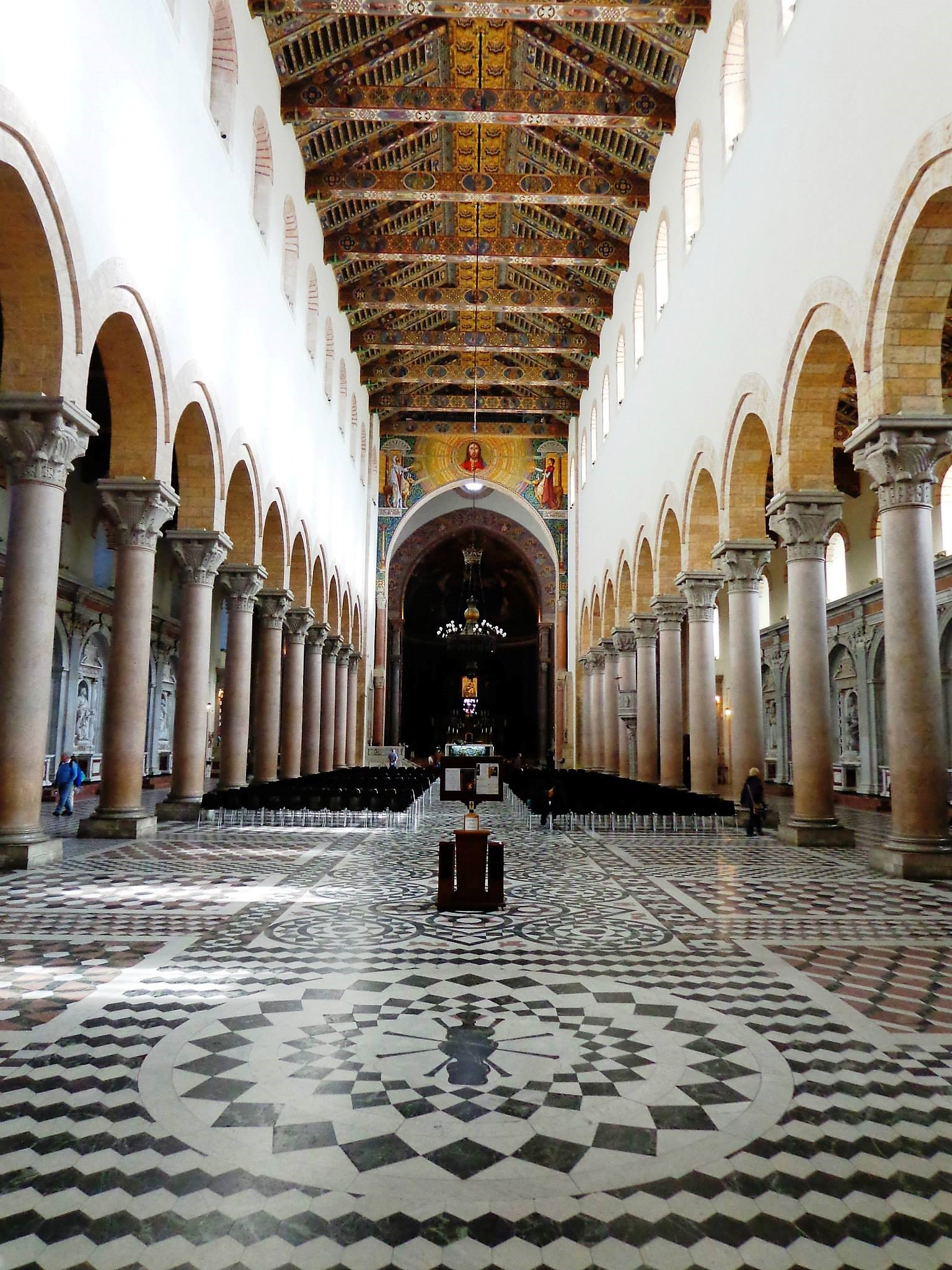
Navata centrale e pavimentazione.

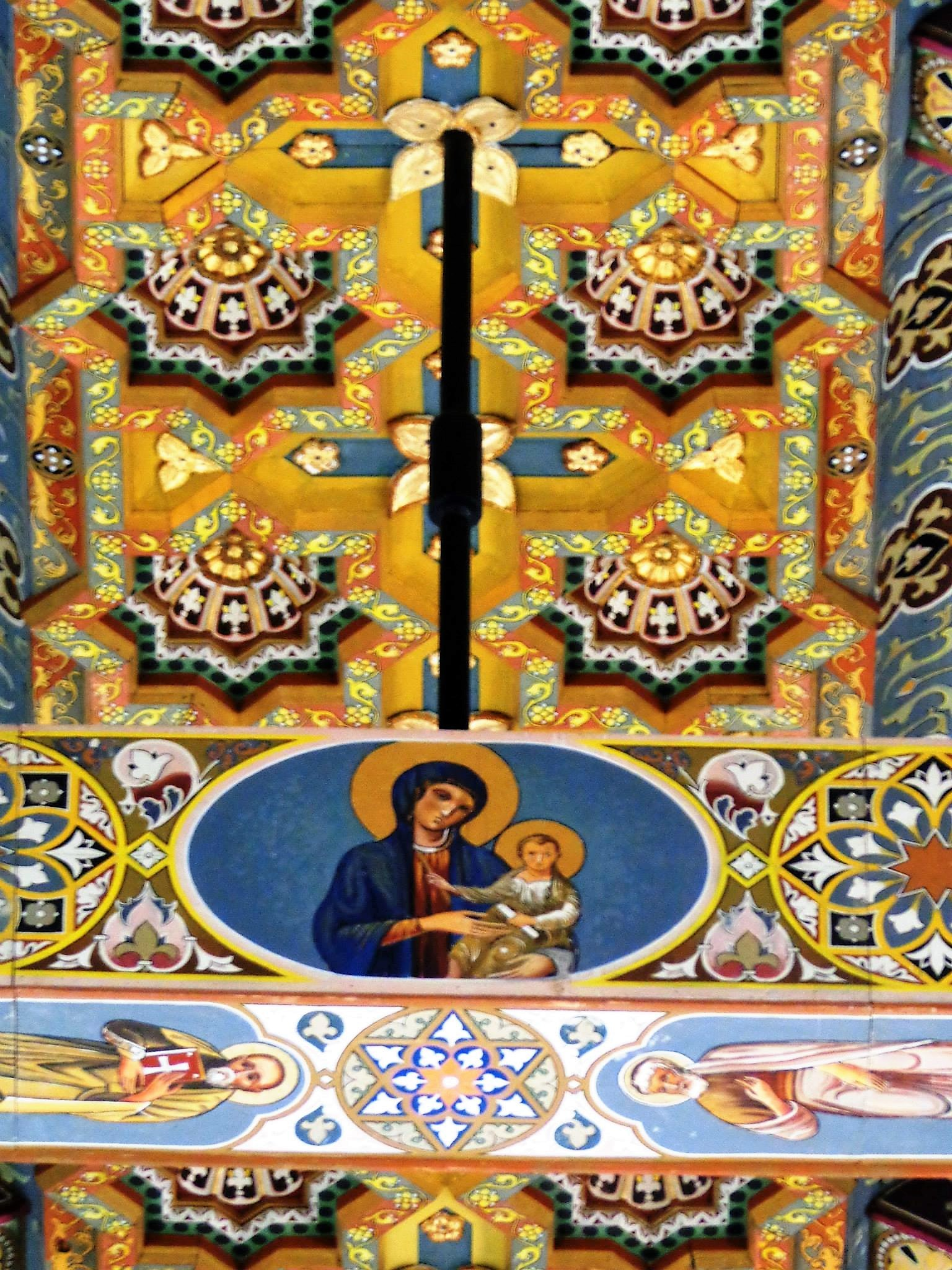
Dettaglio capriate.

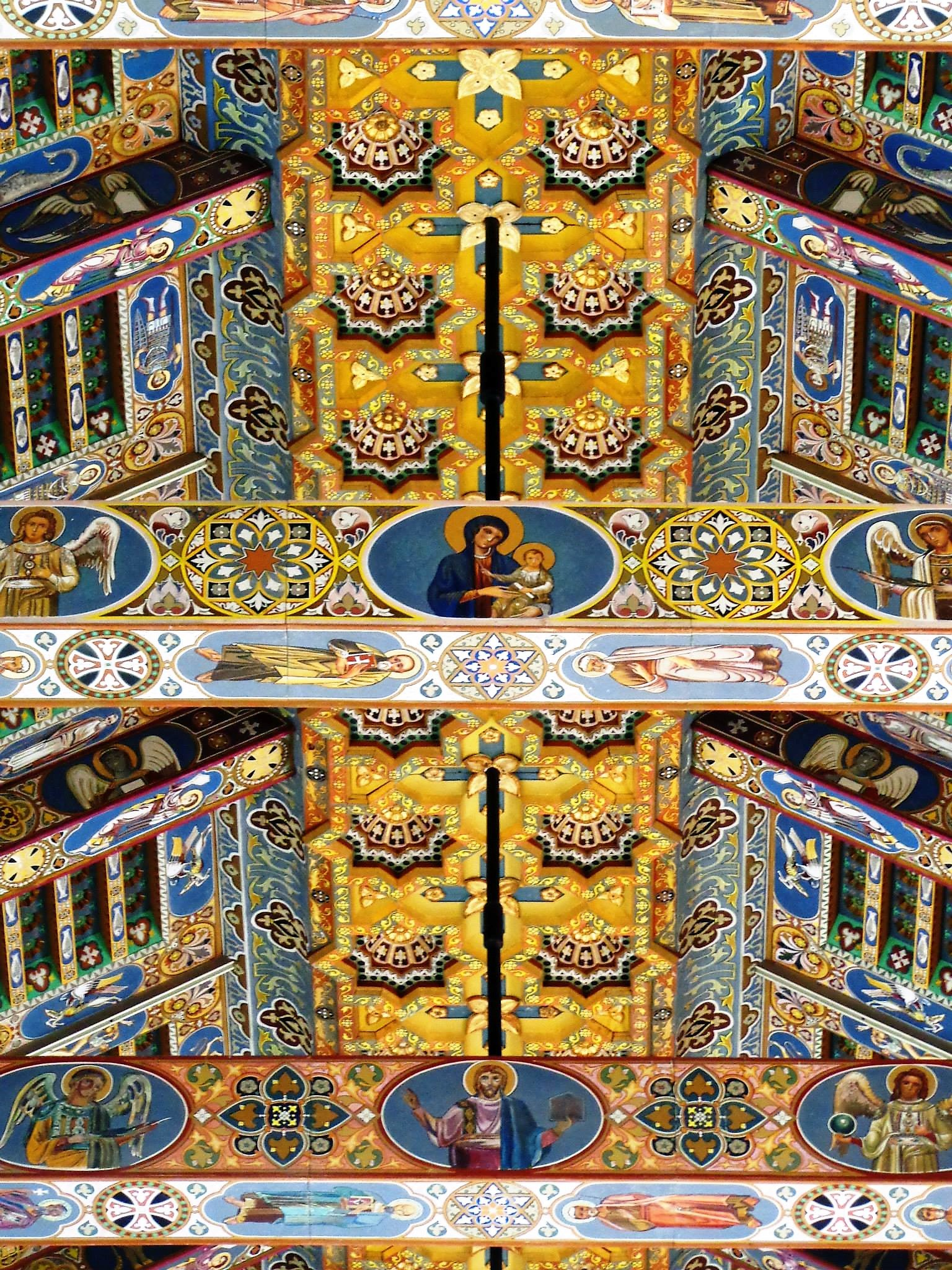
Dettaglio capriate.

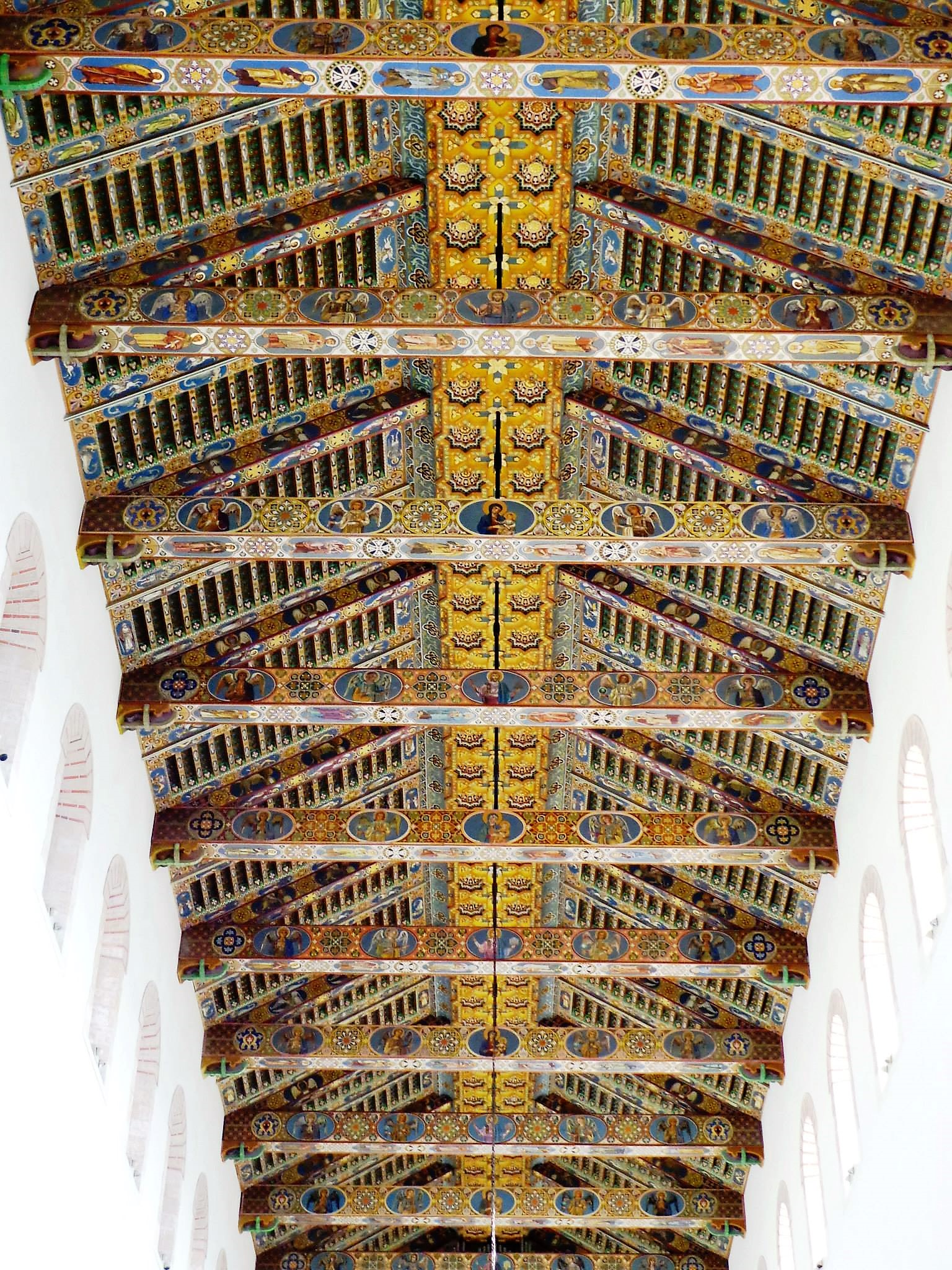
Capriate lignee.

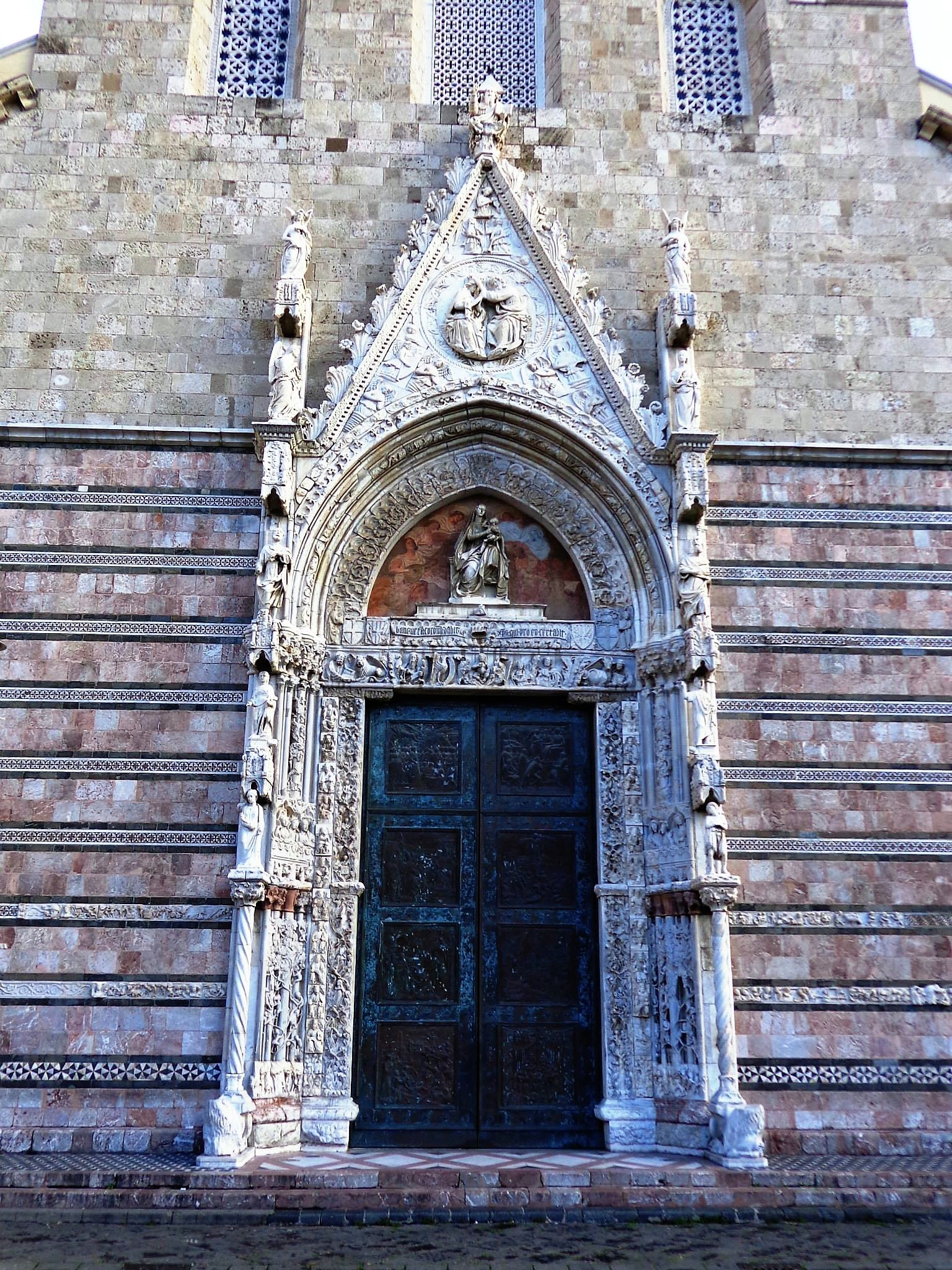
Portale gotico.

Il tesoro del duomo di Messina è custodito ed esposto nel corpo aggiunto sulla fiancata Sud del tempio, porzione di edificio contraddistinta da sei bellissime bifore contornate dai eleganti rilievi, accanto, il portale laterale d'ingresso che si apre sotto un poderoso arco acuto di ispirazione arabo - normanna.
La ricchissima raccolta consta di preziosi oggetti di culto appartenuti alla cattedrale sin dal Medioevo, in massima parte argenteria, opera della rinomata scuola orafa messinese.
Il pezzo più prezioso del tesoro è la cosiddetta "Manta d'oro". Essa si richiama all'uso molto comune in Oriente e in Russia di coprire le immagini sacre con vesti di argento e d'oro, in modo da lasciare scoperti soltanto il viso e le mani. La Manta d'oro, adoperata soltanto nelle grandi feste, è opera dell'orafo fiorentino Innocenzo Mangani, che la eseguì per incarico del Senato messinese completandola nel 1668. È tutta d'oro finemente cesellato con motivi floreali e geometrici. Alla preziosità della materia e del lavoro si sono aggiunti nei secoli numerosi doni di diamanti, rubini, zaffiri e altre pietre preziose, offerti come ex voto da parte di sovrani, vescovi, gentildonne e umili popolani.
Altri pezzi preziosi sono:
- Braccio reliquiario di San Marciano, primo vescovo di Siracusa, donato dal vescovo Richard Palmer nel XII secolo.
- Reliquiario del Sacro Capello di Maria del XIV secolo, contenente il capello con il quale, secondo la tradizione, la Madonna legò il rotolo della Lettera inviata ai messinesi.
- Reliquiario di san Nicola, in argento a forma di braccio benedicente, del XV secolo.
- Reliquiario di san Paolo, in argento, anch'esso a forma di braccio, risalente al XVII secolo.
- Reliquiario di san Giacomo, in argento, a forma di braccio.
- Calice d'argento dorato del XIV secolo.
- Calice d'argento dorato, dono dell'arcivescovo Filippo Crispo (morto nel 1402).
- Pigna in cristallo di rocca, lampada d'epoca araba. Serviva per contenere le reliquie della Madonna nelle processioni. È da ricordare che la maggior parte delle reliquie che possiede la città di Messina fino al 1435 furono custodite segretamente nella città di Capizzi.
- XIV secolo, Madonna del Graffeo, dipinto su tavola raffigurante la Vergine col Bambino e la Lettera, opera donata da Luciano Foti, proveniente dalla chiesa di Santa Maria del Graffeo.[64]
- 1670, Santa Rosalia, statua argentea, opera documentata.[65]
- 1629, Sant'Alberto, statua argentea, opera documentata.[65]
- 1613, Reliquiario, cassa argentea, opera documentata per la custodia dei resti di San Placido.[65]
- San Giovanni Crisostomo, mezzo busto argenteo, reliquiario.
- San Bartolomeo di Simeri, mezzo busto argenteo, reliquiario.
- San Placido Monaco e Compagni Martiri, palmette argentee, reliquiari.
- San Gregorio Magno, palmetta argentea, reliquiario.
- San Clemente, palmetta argentea, reliquiario.
- Sant'Onofrio, palmetta argentea, reliquiario.
- San Sebastiano, braccio argenteo, reliquiario.
- Sant'Alfio, Cirino e Filadelfio, fratelli martiri, reliquiari argentei contenenti le calotte craniche.
- San Vittorio de Angelica, reliquiari argentei contenenti numerosi frammenti ossei.

## Sacrestia
Nella primitiva sacrestia sono documentati i dipinti raffiguranti l'Assunta di Salvo d'Antonio, le Nozze di Cana, la Parabola del Vangelo, gli Angeli visitano Lot di Alonso Rodriguez, i Re Magi, un bassorilievo marmoreo del 1544.
- Canonica con quadri di Alonzo Rodriguez, Giovanni Quagliata, Antonino Catalano il giovane, dittico fiammingo, Presentazione al Tempio di Girolamo Alibrandi.[20][60][66] Assunta, dipinto documentato, opera di Salvo d'Antonio.[65][66]
- Porta di San Placido, varco d'accesso alla sacrestia, manufatto marmoreo con altorilievi, timpano, stele intermedia, busto, recante in chiave di volta il motto di San Placido.

## La meridiana
Una grande meridiana costruita da Antonio Maria Jaci sul pavimento della cattedrale di Messina nel 1802 segnalante con assoluta precisione mesi e giorni, ore e minuti, segni zodiacali, movimenti solari, solstizi ed equinozi, il tutto intagliato in marmi policromi. L'installazione rimane danneggiata dal terremoto di Messina del 1908, in seguito restaurata e distrutta dal bombardamento angloamericano nel giugno 1943 durante il secondo conflitto mondiale. L'attuale pavimento del duomo ha coperto tutto ma, il complesso meccanismo dell'orologio astronomico di Messina ubicato nel vicino campanile ha sostituito il tutto con tecnologie indipendenti dal contributo della luce solare.

## Le porte
L'accesso anteriore in basilica è garantito da tre porte, un tempo di legno, che sono state rimpiazzate con portoni di bronzo. Le formelle dell'ingresso principale sono opere di Francesco Bruno di Salerno, Giuseppe Antonello Leone di Napoli, Roberto Joppolo di Viterbo.
Il grande portone bronzeo della navata centrale è stato installato in concomitanza dei festeggiamenti del Giubileo del 2000 dalla Fonderia Salvadori di Pistoia che ha fatto opera di fusione, rivestimento ed applicazione. Gli otto riquadri ritraggono: le Predicazioni San Paolo nel ricordo del suo passaggio a Messina e nomina del vescovo Bacchilo, la Madonna della Lettera o Ambasceria dei Messinesi a Gerusalemme guidata da San Paolo, la Consacrazione della Cattedrale al tempo di re Ruggero II nel XII secolo, la Madonna delle Vittorie o Dama Bianca in ricordo dell'apparizione della Madonna durante i Vespri siciliani, Santa Eustochia e la fondazione del monastero di Montevergine, la Battaglia di Lepanto in ricordo della grande impresa della flotta comandata da don Giovanni d'Austria che nel 1572 in Duomo fece celebrare la solenne cerimonia funebre per onorare i caduti in battaglia, il Terremoto del 1908 in ricordo del Duomo e della città distrutti, il Giubileo del 2000 celebrante la proiezione e il traghettamento della città e del Popolo Messinese nel Terzo Millennio.

## Le tombe
All'interno della cattedrale, dal medioevo ai giorni nostri, hanno trovato degna sepoltura alcuni arcivescovi di Messina:
- Richard Palmer (circa gennaio 1183 - 7 agosto 1195 deceduto) Lastra funeraria normanna proveniente dall'antica cattedrale di San Nicolò all'Arcivescovado.
- Guidotto d'Abbiate (10 gennaio 1304 - 1333 deceduto). Monumento marmoreo nel transetto scolpito da Goro di Gregorio da Siena.[23][25][47][69][70]
- Pietro Bellorado, O.S.B. † (16 marzo 1502 - 1509 o 1510 deceduto). Monumento marmoreo di Giovan Battista Mazzolo[47] con raffigurazioni della Fede, Speranza e Carità.[22][55][71]
- Antonio de Lignamine Della Rovere (o La Legname) † (24 aprile 1514 - 13 novembre 1537 deceduto). Monumento marmoreo presso la Cappella della Madonna della Pace[72] raffigurata fra San Pietro e Sant'Antonio di Padova, con la figura del prelato genuflesso e orante,[36] opera di Antonello Gagini e Giovan Battista Mazzolo.[45][55][71]
  - Biago Proto de Rubeis † (20 luglio 1626 - 7 aprile 1646 deceduto). Monumento funebre coevo.[22][55][71]
- Francesco di Paola Villadicani (1780-1861). Monumento funebre di Giuseppe Prinzi
- Luigi Natoli (1799-1875). Monumento funebre di Giuseppe Prinzi.[45]
- Giuseppe Guarino (1827-1897), nel 1983 i resti mortali sono stati traslati nella cappella dell'Istituto Leone XIII delle Apostole della Sacra Famiglia in Via Elenuccia 15.
- Letterio D'Arrigo Ramondini (1849-1922). Monumento funebre commemorativo del terremoto del 1908.
- Angelo Paino (1870-1967). Monumento funebre opera di Mario Lucerna e Aldo Indelicato.
- Francesco Fasola (1898-1988). Il monumento è in onice ed è opera della ArteMarmi Alberghina, su progetto di C. Favaloro.
- Ignazio Cannavò (3 giugno 1977 succeduto - 17 maggio 1997 ritirato). Sepolto nel transetto sinistro.
- Pietro de Luna in carica dal 7 luglio 1480 - 1489, † 1492, sepoltura documentata nella Cappella della Madonna della Lettera.[73]
- Gabriele Maria Di Blasi e Gambacorta in carica dal 9 luglio 1764 al 1° febbraio † 1767, opera documentata di Ignazio Marabitti con raffigurazione della Carità.[23][25][69]
- Giovanni Maria Spinelli in carica dal 10 luglio 1767 al marzo † 1770, opera documentata in prossimità dell'Altare dell'Assunta.[23][25][69]
- Giovanni Retana † 1582, opera documentata di Rinaldo Bonanno presso l'Altare della Pietà.[24][55][69]
- Giuseppe Migliaccio in carica dal 24 novembre 1698 al 25 marzo † 1729, opera documentata con le raffigurazioni della Prudenza e Mansuetudine.[44][55][74]
- Giovanni Andrea Gatto dell'Ordine dei Predicatori di San Domenico, vescovo inquisitore, i cui resti furono asportati nel 1525.[44]
- Francesco Velardi Cocchiglia, monsignore, † 1514, opera documentata nel transetto destro.[23][55][69]
- Giuseppe Costanzo Bonfiglio, storico e biografo, monumento funebre documentato.[66]

### Opere documentate
- Acquasantiera, manufatto marmoreo di epoca ellenistica, sulla superficie della colonna che sosteneva la conca, un'epigrafe in greco recita: "Ad Esculapio e ad Igea servatori tutelari della città",[75] analoga a quella riprodotta sulla colonna in marmo di uguale epoca che sosteneva il fonte battesimale, proveniente dalla chiesa di Santa Maria del Graffeo e oggi custodita al Museo regionale di Messina.
- 1333, Cappella di Sant'Ambrogio. Guidotto d'Abbiate, vescovo d'origini lombarde, dispone note testamentarie per la propria sepoltura nell'ambiente fatto edificare e dedicato al Dottore della Chiesa.
- XVI secolo, San Cristoforo, dipinto, opera documentata di Alfonso Franco. Altaretto di San Cristoforo, manufatto documentato nella navata sinistra.[44]
- XVI secolo, Ciclo della Passione, dieci dipinti su tavola, opere documentate presso la Cappella del Sacramento di Alessandro Fei.[53][76]
- 1519, Piccola Presentazione al Tempio o Circoncisione, dipinto su tavola, opera di Girolamo Alibrandi documentata nell'«Archivio del Capitolo» e oggi custodita nel Museo regionale di Messina.[77]
- 1639, Morte di Sant'Alberto, Predicazione di San Paolo, Ambasceria dei Senatori Messinesi alla Vergine, Martirio di San Placido e Compagni, affreschi della tribuna gravemente danneggiati dal terremoto del 1908 e completamente distrutti nel bombardamento degli Alleati nel 1943. Parti di essi sono stati ricostruiti. Opere di Giovanni Quagliata.[20][59][78]
- XVII secolo, Distruzione di Gerico, dipinto, opera di Giovanni Quagliata.[79]
- XVII secolo, Pasqua degli Ebrei, dipinto, opera di Giovanni Quagliata.[79]
- XVII secolo, Custodia, completamento d'opera di Giovanni Quagliata.[80]
- 1525, Cappella Palermo, manufatto marmoreo, monumento funebre della famiglia patrizia messinese di don Cristoforo Palermo di Santa Margherita caratterizzato dalla figura di donna genuflessa. Opera di Antonello Gagini andata distrutta durante il terremoto di Messina del 1908.[81]
- XVII secolo, Giosuè sulle rive del Giordano, dipinto, opera documentata di Antonino Catalano.[82]
- XVII secolo, Soldati che portano l'acqua a re Davide, dipinto, opera documentata di Antonino Catalano.[82]
- Altare del Santissimo Crocifisso patrocinato dalla famiglia Gisulfo.[36]
- Altare della Madonna Addolorata del 1530 eretto per volontà dell'arcivescovo La Lignanime.[36]
- All'interno del tempio è documentato il ciclo di dipinti costituito da dieci quadroni, opere di Antonio Bova del 1682.[20][44][83] La raccolta è andata distrutta durante il terremoto della Calabria meridionale del 1783 e il terremoto di Messina del 1908 assieme ad un affresco di Giuseppe Paladino[20][44][60] e l'affresco raffigurante la Liberazione dal Colera di Letterio Subba riferito al funesto evento del 1837.[44][60]
- XVII secolo, San Giuseppe col bambino, dipinto, opera di Placido Celi.
- 1735, Targa, epigrafe marmorea commemorante la visita in cattedrale di Carlo di borbone.[74]
- 1815, Targa, epigrafe marmorea commemorante la visita in cattedrale di Ferdinando III.[52]
- 1836, Targa, epigrafe marmorea commemorante la visita in cattedrale di Ferdinando II delle Due Sicilie.[52]
- 1909 e ss., Restauri, ripristino decorazioni della volta danneggiata dal terremoto, lavoro perduto a causa dei bombardamenti della seconda guerra mondiale, opere di Salvatore Gregorietti.

## Le tombe reali
Messina, essendo tra i più importanti centri del Regno di Sicilia al pari di Palermo, conservava nella sua Cattedrale alcune tombe reali che, sopravvissute al terremoto, andarono distrutte nell'incendio del 1943. I sepolcri reali erano posti nell'abside maggiore, sopra gli stalli del coro, realizzati in legno rivestito di velluto.
- Corrado I di Sicilia, nel cui sepolcro era presente la seguente dicitura: "IMPERIO PRAESTANS FORMA, CORRADUS, ET ARMIS, PRO MERITIS CINERES DAT TIBI ZANCLA SUOS".[19]
- Antonia del Balzo moglie di Federico IV di Sicilia morta il 23 gennaio 1374, nel cui sepolcro era presente la seguente dicitura: "HIC REGUM SOBOLES, FRIDERICI ANTONIA CONJUX SICANIAE REGINA JACET, THUS ZANCLA SUPREMO, DAT CINERI ET RAPTAM FLORENTIBUS INGEMIT ANNIS".[19]
- Alfonso II di Napoli, nel cui sepolcro era presente la seguente dicitura: "ALPHONSUM LABITINA DIU FUGIS ARMA GERENTEM MOX POSITIS, QUAENAM GLORIA, FRAUDES NECAS".[19]

## La cripta

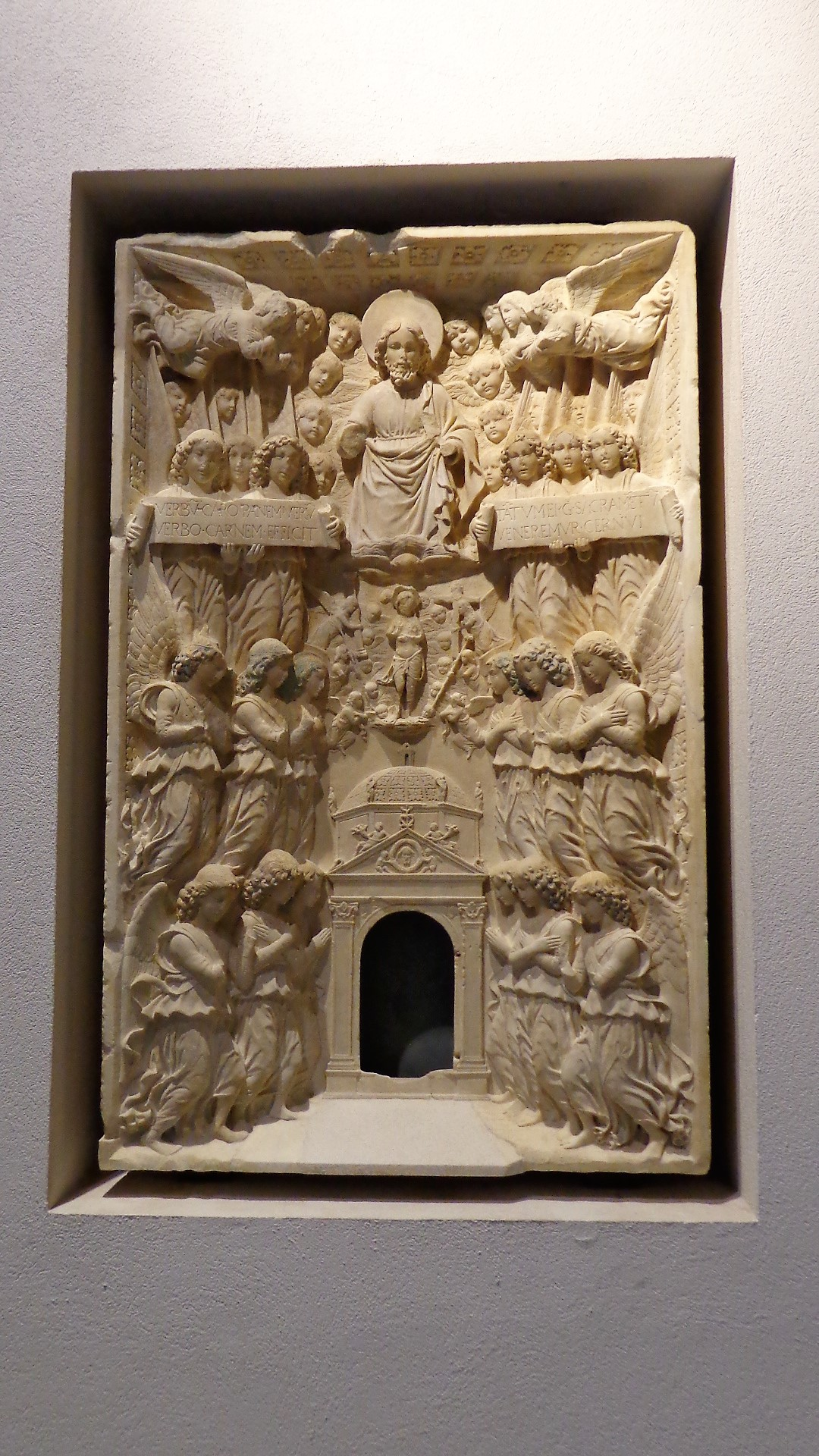
Tabernacolo, Antonello Gagini, Museo regionale di Messina.

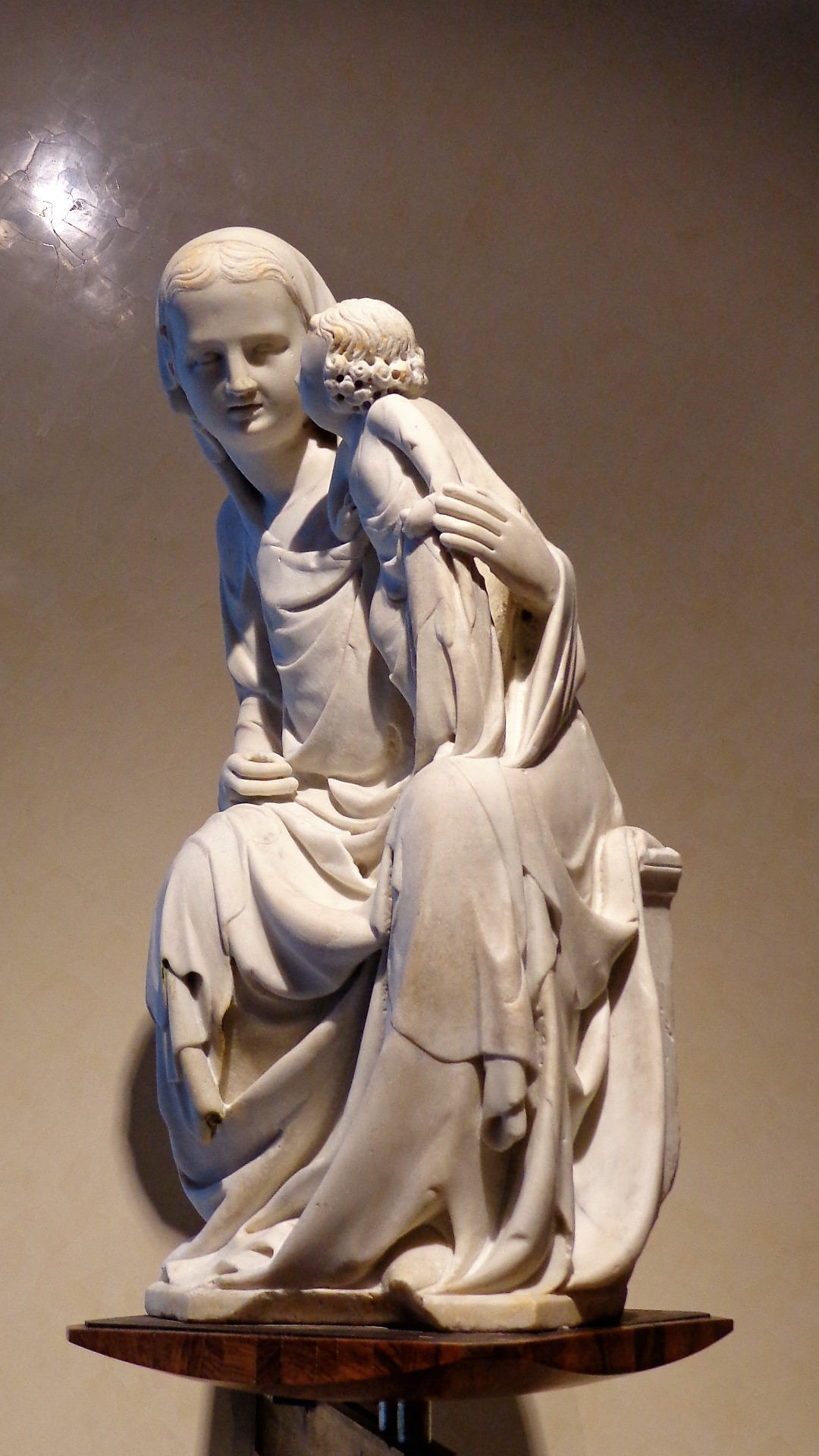
Madonnina degli Storpi, Goro di Gregorio, Museo regionale di Messina.

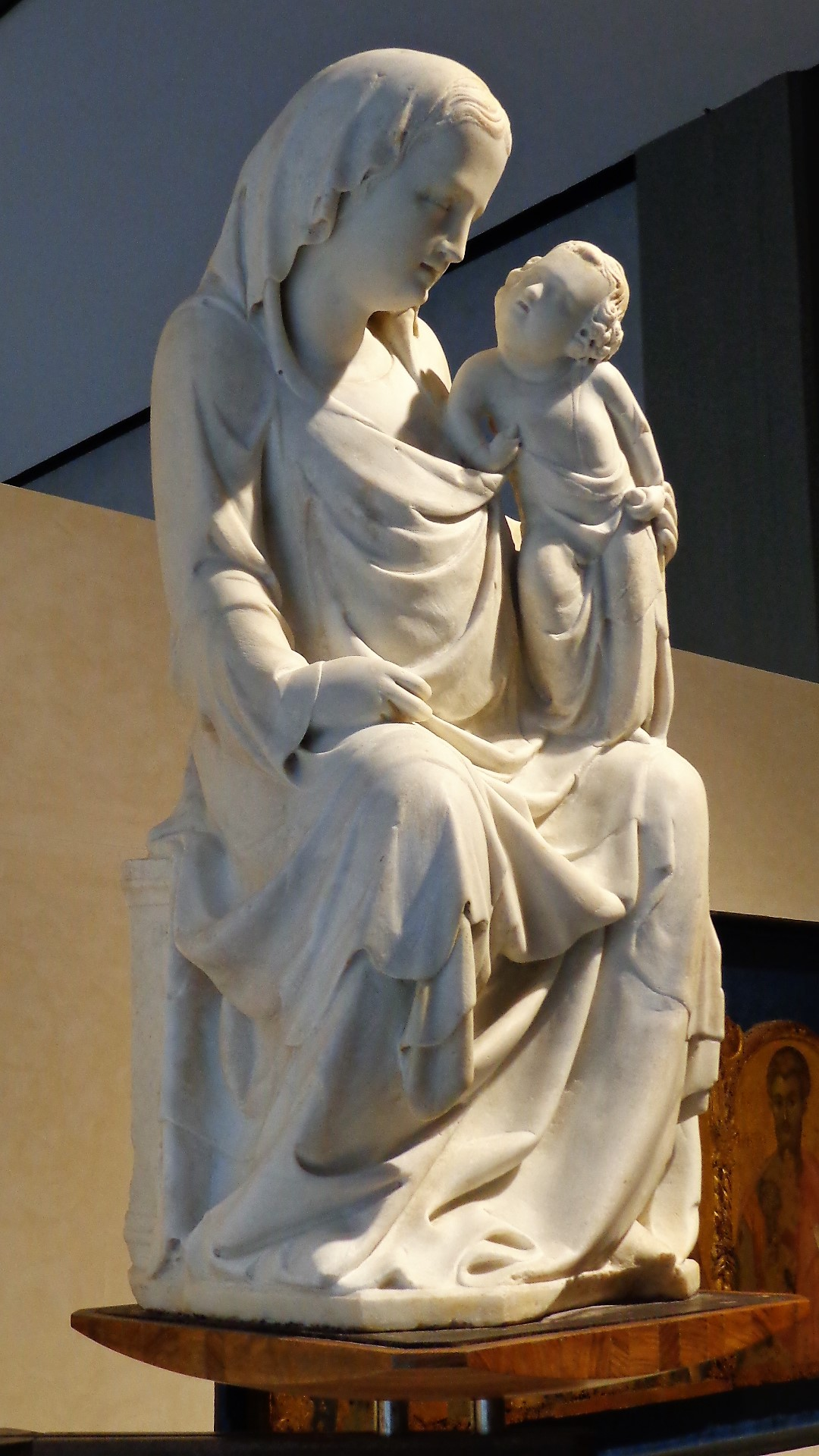
Madonnina degli Storpi, Goro di Gregorio, Museo regionale di Messina.

La cripta , o " Chiesa di S. Maria sotto il Duomo"  è la parte meglio conservata  dell'antica cattedrale normanna; . Il vasto interno - un tempo ambiente unico - è suddiviso da 24 grandi colonne portanti d'epoca greco - romana con capitelli romanici, virtuoso esempio di riutilizzo di materiale preesistente. Le file di colonne raccordate tra loro danno luogo ad un soffitto costituito da volte a crociera, il quale,  già  nel 1680, presentava un rilevante apparato decorativo in stucco con medaglioni e cornici arricchite da motivi a foglia d'acanto.
Custodia, manufatto marmoreo del 1504, attribuzione per stile ad Antonello Gagini, con le raffigurazioni di scene della Passione di Gesù, opera scomposta nel rifacimento del XVII secolo della Cappella del Sacramento della Cripta affrescata da Antonio Bova.
Nel 1638 la Cripta divenne sede della Confraternita degli " Schiavi della Madonna della Lettera" che l' abbellirono con stucchi, affreschi  e dipinti di pregio. 
Molto prima del terremoto del 1908 si accedeva all'ambiente ipogeo attraverso due rampe di scale ubicate presso l'arco trionfale del Duomo. I lavori di consolidamenrto statico e di restauro, progettati dall' Arch. Valenti dopo il terremoto del 1908 hanno rinforzato i muri laterali in cemento armato e  hanno modificato gli interni creando 3 grandi ambienti distinti.
Un intervento di lavori iniziati nel 2001 e conclusi nel 2007 , ha ovviato alle infiltrazioni provenienti dal vicino corso interrato del torrente Portalegni, con la collocazione di pompe aspiranti.
I recenti lavori di restauro ( 2024- 2025) , curati dalla Soprintendenza ai Beni Culturali e Ambientali di Messina sotto la direzione dell’architetto Mirella Vinci, hanno permesso di recuperare e mettere in sicurezza l’intero ambiente. Sono stati consolidati stucchi e affreschi, reintegrate porzioni dell’antica pavimentazione e installato un moderno impianto di illuminazione. Una comoda passerella attraversa l’intera chiesa sotterranea e consente l’accesso anche ai visitatori con disabilità, garantendo un’esperienza inclusiva e accessibile a tutti.

### Congregazione di Maria Vergine della Sacra Lettera
Sodalizio attestato presso la cripta.
- 1702c., Ambasceria della città di Messina alla Vergine, dipinto, opera documentata di Placido Celi.
- 1702c., Vergine seduta che scrive alla città, dipinto, opera documentata di Placido Celi.

## La Maramma o «Fabbrica del Duomo»
- Maramma: fabbrica. Nello specifico «Fabbrica del Duomo» o «Fabbrica della Cattedrale». L'istituzione e il luogo avevano le funzioni di archivio della Cattedrale e delle scritture per il funzionamento della stessa maramma, infatti custodiva l'inventario dei materiali e ospitava i controllori preposti a dirigere la complessa «Fabbrica del Duomo».
- Marammiere: dall'arabo «Prefetto di Fabbrica». Funzionario preposto al controllo della Maramma.
- 1678 - 1727, Al Viceré di Sicilia[87] spettava la nomina dei marammieri. Come garanzia dell'imparzialità e per il corretto funzionamento della Fabbrica i responsabili erano due: un Credenziero e un Maestro d'Opera, nominati rispettivamente tra i canonici della cattedrale e i nobili del Senato Messinese.
- 1727, Il cardinale Joaquín Fernández de Portocarrero, conte di Palma e marchese d'Almenara, Viceré di Sicilia, regolamentò per le Opere o Maramme del Regno un nuovo organigramma che prevedeva l'elezione di tre Deputati o Maestri d'Opera, cioè un nobile, un cittadino, ed un canonico altrimenti definiti Dignità del Capitolo.

In occorrenza di spese straordinarie ed eccessive, circostanze molto frequenti per il susseguirsi di eventi catastrofici, queste venivano supplite dal Senato Messinese, e per lo più dagli arcivescovi in qualità di sposi della Chiesa. Nel lungo elenco si annoverano Antonio La Lignamine, Andrea Mastrillo, Giuseppe Cicala, Francisco Álvarez de Quiñones.
Cronologia dei direttori dei lavori della Fabbrica del Duomo:
...
- Giovan Battista Mazzolo
- Giovanni Angelo Montorsoli
- Martino Montanini
- Giuseppe Bottone
- Andrea Calamech
- Giacomo Del Duca
- Giovanni Maffei, 1601 circa

## Piano della Cattedrale
Foto d'archivio documentano innanzi al prospetto due piedistalli con altrettante statue di poco pregio dedicate rispettivamente ai sovrani borboni Ferdinando I e Francesco I, manufatti marmorei eretti nel 1858 e distrutti nel 1860.

### Piano del Duomo e primitiva chiesa di San Lorenzo Martire
La medievale chiesa di San Lorenzo Martire fu riedificata lievemente traslata su disegno di Giovanni Angelo Montorsoli. L'edificio rinascimentale era ubicato presso il sito occupato dalla fontana di Orione, opera dello stesso architetto, nella piazza della cattedrale, ovvero nella porzione d'area antistante il prospetto principale e il campanile. La primitiva costruzione fu demolita con il permesso di Papa Paolo III nel 1547, ricostruita a pubbliche spese, traslata nel cantonale della piazza verso la strada anticamente nominata degli Astari. Realizzata in pietra di Siracusa, la fisionomia dell'edificio era caratterizzata dall'alta cupola centrale con lanternino, delimitata da due calotte minori laterali.
- Cappella di San Giuseppe: sull'altare marmoreo è documentato il quadro raffigurante San Giuseppe, opera di Polidoro da Caravaggio.[88][89]

Chiesa distrutta nel 1783. Il titolo parrocchiale fu trasferito presso la chiesa di Santa Maria della Provvidenza, in seguito presso la chiesa di San Giuseppe, poi alla chiesa di Sant'Anna al Corso e infine presso il Santuario del Carmine

### Piano, contrada e primitiva chiesa di San Giacomo Apostolo
La normanna chiesa di San Giacomo Apostolo era situata dietro le tribune della cattedrale. Giuseppe Buonfiglio e Placido Samperi ne datano la costruzione al periodo normanno per la presenza degli archi a sesto acuto. Caio Domenico Gallo riteneva che la fabbrica in stile gotico fosse stata edificata su un preesistente luogo di culto pagano, tempio di Orione, ove si venerava l'antica immagine della Madonna dell'Indirizzo.
Nel tempio sono documentati il fonte battesimale e l'altare maggiore marmorei. Sulla sopraelevazione dell'altare maggiore è documentato il dipinto raffigurante la Natività, opera di Polidoro da Caravaggio.
Danneggiata dal terremoto della Calabria meridionale del 1783 fu restaurata ma non riaperta al culto, in seguito utilizzata come sede scolastica. La parrocchia fu trasferita presso la chiesa di Santa Maria dell'Indirizzo, nel 1905 presso la chiesa di Santa Caterina di Valverde. Dopo il terremoto del 1908 fu edificato un nuovo luogo di culto col medesimo titolo con sede in via Buganza.

### Piazza Immacolata di Marmo
Il prospetto occidentale del tempio si affaccia sul piano denominato piazza Immacolata di Marmo ove, nella rimodulazione post terremoto di Messina del 1908, è stata collocata la statua dell'Immacolata.

## Feste religiose
- ?[92], Corpus Domini e Vascelluzzo, Solennità e funzione processionale documentata, riconducibile ad evento miracoloso risalente all'anno 1282.[93]
- 3 giugno, Madonna della Lettera, Funzione processionale documentata, riconducibile alla data di stesura della «Sacra Lettera» e in vigore dal 1716.
- 15 agosto, Vara di Messina, Solennità e funzione processionale documentata per celebrare il dogma dell'Assunzione di Maria.[94][95]

## Galleria d'immagini

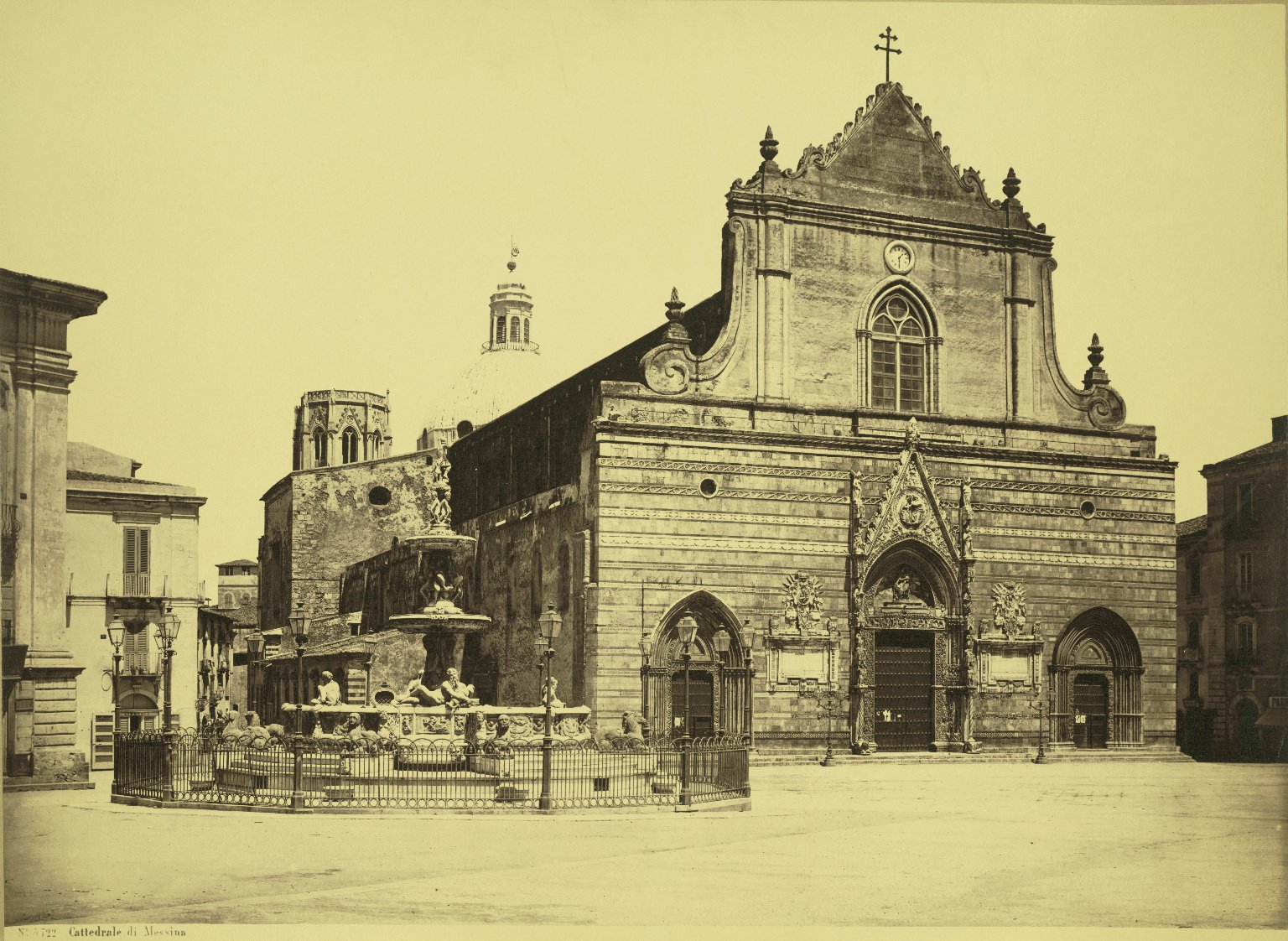
Il Duomo prima del Terremoto del 1908
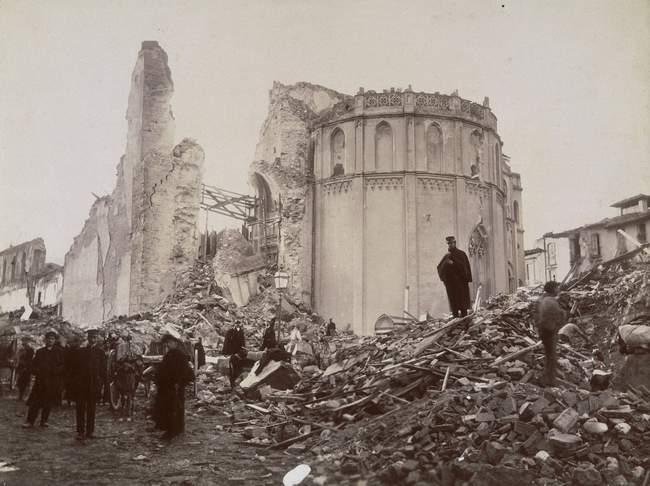
Rovine dell'abside del duomo dopo il terremoto del 1908 (foto di Wilhelm von Gloeden)
L'interno del Duomo dopo i bombardamenti del 12-13 giugno 1943
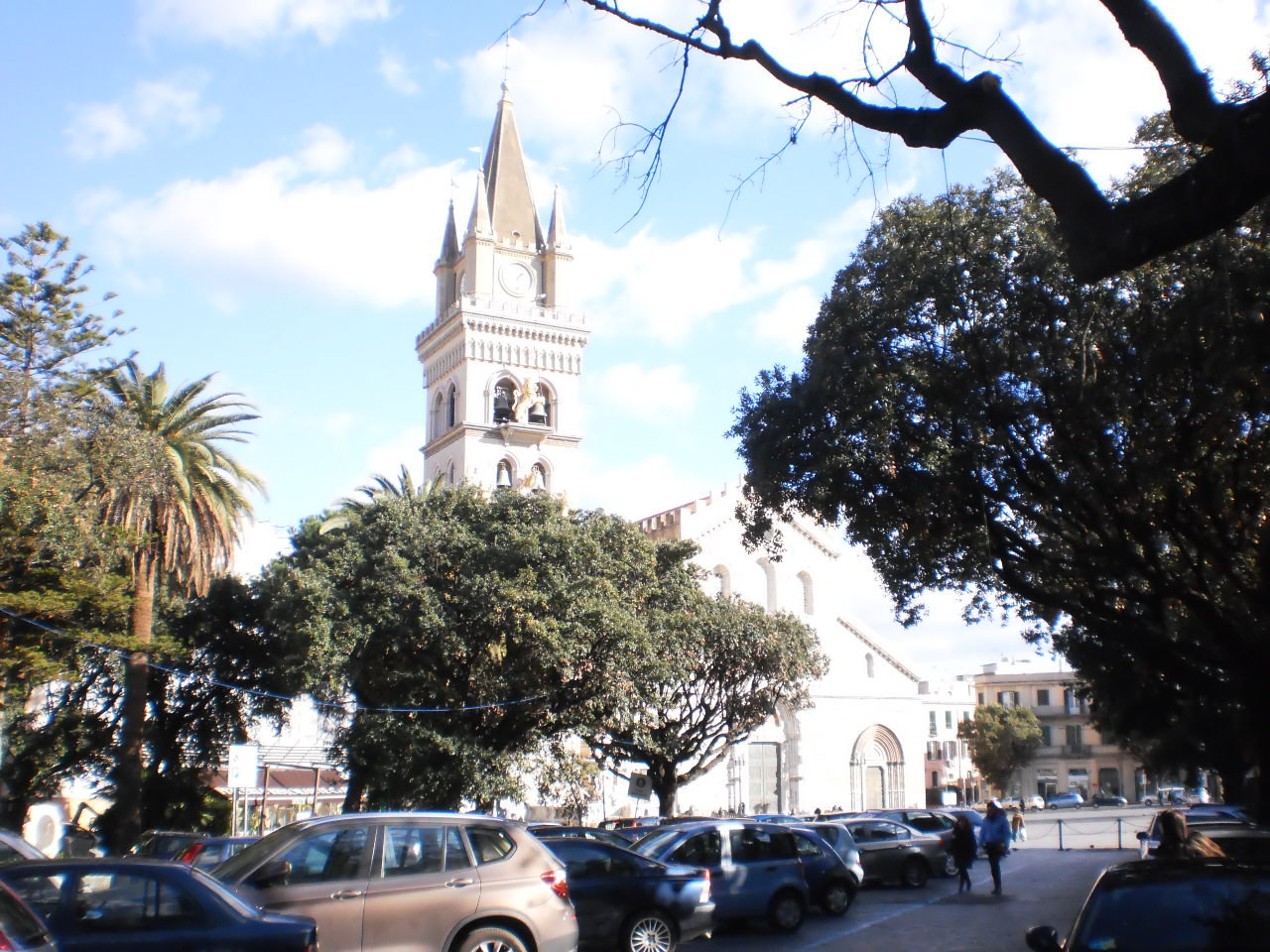
Piazza Duomo in inverno
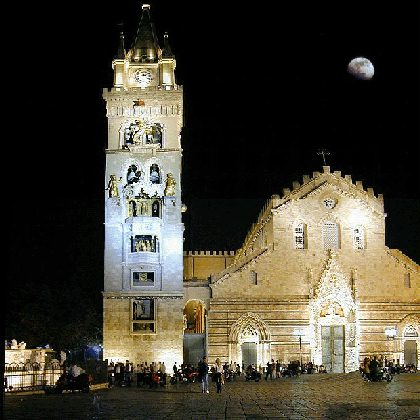
La facciata ed il campanile del duomo di sera
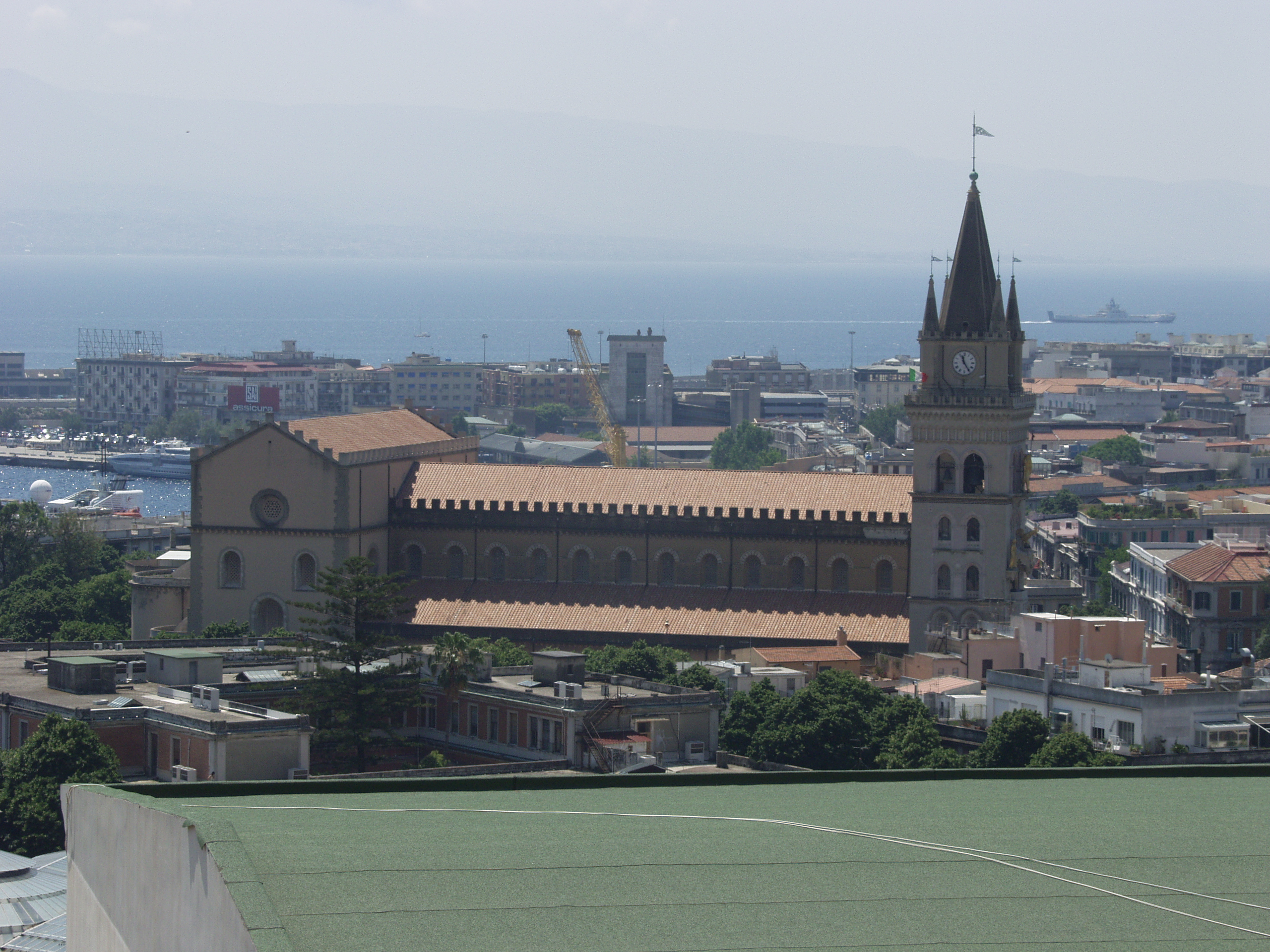
Il duomo nell'agglomerato urbano
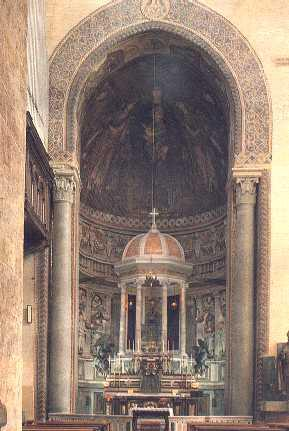
La cappella del Santissimo Sacramento

Esterno absidi, Bifora, Campanile, Mosaici, Fonte e cantonale, Campanile visto dal Municipio